# Revolución oriental

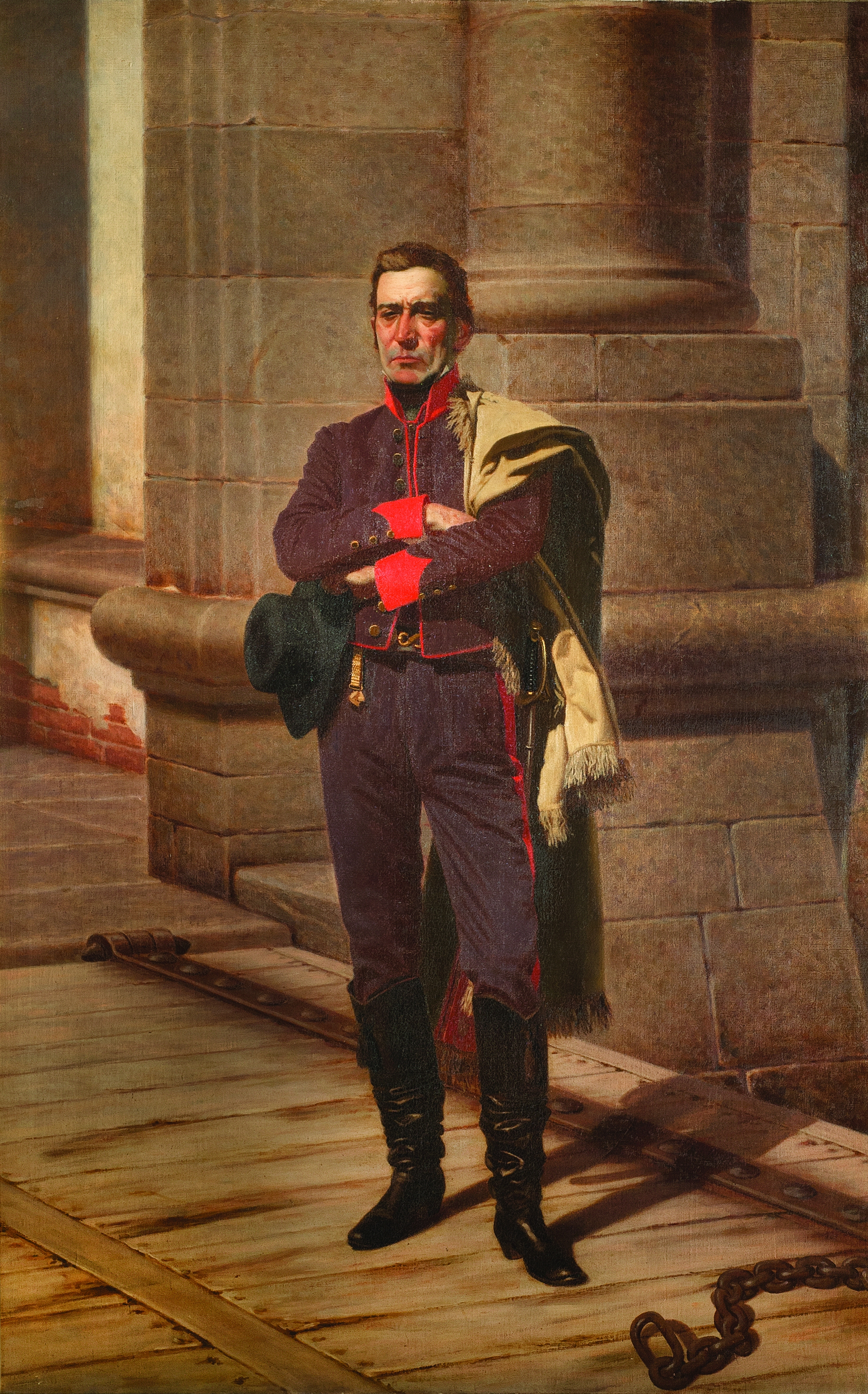
Artigas en la puerta de la Ciudadela, cuadro de Juan Manuel Blanes (1884).

La Revolución Oriental comenzó el 28 de febrero de 1811 con el llamado Grito de Asencio, la expulsión de los realistas españoles del Virreinato del Río de la Plata y el triunfo en la Batalla de las Piedras del ejército patriota al mando de José Gervasio Artigas. Culmina en 1820, con el fin del ciclo artiguista, con la derrota en la Batalla de Tacuarembó, el "Acuerdo de Tres Árboles" y el exilio de Artigas en Paraguay. 
A su inicio, se la asocia con la creación de las Provincias Unidas del Río de la Plata (1810) y la posterior fundación de la Provincia Oriental (1813). Inicialmente tuvo un carácter autonomista como confederación, ya expresamente sostenido en las llamadas «Instrucciones del año XIII» que llevaban los diputados orientales a la Asamblea General Constituyente reunida en Buenos Aires en 1813. Hasta ese momento no se había planteado crear, en parte del territorio de la Banda Oriental, un país independiente de las demás provincias del Virreinato.
Sin embargo, en la lucha por resistir las imposiciones del gobierno de Buenos Aires y la consiguiente aspiración a lograr su autonomía política, fue gestándose un sentimiento particularista y nacionalista (denominado la «orientalidad» que tiene sus raíces en el Éxodo Oriental)

## La Revolución de Mayo
En mayo de 1810 la Junta de Sevilla y el virrey Baltasar Hidalgo de Cisneros fue forzado a la convocatoria de un Cabildo Abierto que se pronunció en su contra. De los 50.000 habitantes, solo 5.000 eran considerados como «vecinos», pero fueron convocados solo 500, de los que concurrieron la mitad puesto que los contingentes de patricios tendieron un cerco «negando el paso a los vecinos honrados y franqueándolo a los de la confabulación», según denunciaría después Cisneros.
Las aproximadamente 26000 personas que participaron , representaban a las máximas autoridades virreinales (Real Audiencia, dignidades eclesiásticas, jefes militares), al Consulado de Comercio, al Tribunal de Cuentas, a los altos directores y jerarcas administrativos y a los párrocos eclesiásticos. Los restantes eran vecinos destacados quienes, ya sea por su apellido ilustre o por su floreciente situación económica, asistieron al congreso del 22 de mayo.
A las 9 de la mañana el escribano, declaró constituido el Congreso General Extraordinario que ponía énfasis en la unidad e indivisibilidad de la monarquía española; Cisneros dejaba en claro que toda decisión que no atendiese esta premisa estaría viciada de nulidad. En cuanto comenzaron los debates se apreció que había dos grandes posturas claramente diferenciadas y enfrentadas: quienes, negando autoridad al Consejo de Regencia constituido en la metrópoli, hablaban de acefalía y propiciaban la sustitución del virrey por una autoridad elegida por los criollos, y quienes buscaban dilatar o impedir todo cambio, congelando la situación. Muy pronto se hizo evidente que el llamado "partido criollo" reunía una amplia mayoría y que la suerte del virrey estaba echada.
No se tomaron actas de la reunión, por lo que se hace difícil la reconstrucción de las intervenciones. Esta ha debido realizarse sobre la base de las memorias de los protagonistas, lo que hace que existan grandes contradicciones. Hubo discursos sorprendentes, como el del exgobernador de Montevideo, general Pascual Ruiz Huidobro, quien se alineó a favor de los cambios y propuso la deposición del virrey y la asunción del poder por el Cabildo de Buenos Aires, único exponente, a su juicio, de la soberanía popular. Algunos expusieron posiciones extremistas, como la atribuida por Cornelio Saavedra (en sus memorias) al obispo Lué, quien habría dicho que mientras existiese un español libre, debería ejercer el poder antes que el primero de los americanos. Pero las intervenciones básicas, aquellas que definieron los lineamientos del debate, fueron las del doctor Juan José Castelli, la del fiscal de lo civil de la Real Audiencia, doctor Manuel Genaro de Villota, y la del doctor Juan José Paso.

### Intervención de Castelli
La intervención de Juan José Castelli constituyó la base de lo que se llamaría luego el Dogma de Mayo, el fundamento teórico de la revolución. Con la caída en prisión de Fernando VII y la defección de la regencia que quedara en su lugar —dijo Castelli— se produjo una situación de acefalía y, de acuerdo con la teoría clásica de la monarquía usufructuaria, la soberanía había retrovertido al pueblo, a la entera nación. El pueblo de España había ejercido dicha soberanía a través de las juntas locales y, más tarde, de la Junta Central Gubernativa de Sevilla. Esta, emanación directa de la voluntad popular, tenía un poder gubernativo legítimo, pero de ninguna manera poderes constituyentes; podía mandar, pero no disponer quién ejercería el poder en caso de su disolución. Al producirse esta, la soberanía tornaba una vez más al pueblo, y se hacía necesaria una nueva manifestación de su voluntad. Por lo tanto, la autoridad del Consejo de Regencia era nula, y particularmente lo era en América, ya que los ciudadanos de las colonias no habían participado en absoluto de su constitución. De todo esto infirió Castelli su premisa básica: los ciudadanos de las colonias americanas, cuyos derechos son esencialmente iguales a los de los peninsulares, han readquirido así la prerrogativa de ejercer libremente su soberanía.
Al mismo tiempo —siguió diciendo— al caducar la autoridad del rey y desaparecer sus organismos depositarios temporales, la potestad de los virreyes y restantes autoridades subalternas también ha cesado. El poder de las instituciones de gobierno dependientes de la Corona es un reflejo directo de esta; por lo tanto, es lógico concluir que al extinguirse la autoridad básica, desaparecen también los poderes que de ella emanan. En particular la del virrey Cisneros, que había sido designado por un organismo —la Junta Central Gubernativa— que ya no existía.
Como conclusión de su medular intervención, Castelli sostuvo que la situación del momento era de acefalía; que la autoridad del virrey y demás instituciones locales había caducado y que el pueblo criollo estaba en condiciones de ejercer su soberanía, dándose el gobierno que mejor conviniese. En su opinión, debía constituirse una junta autónoma de gobierno.

### Intervención de Villota
De las exposiciones hostiles a esta postura destacó, por su coherencia, la del fiscal Villota. Este partió del reconocimiento de la situación de acefalía, con los mismos fundamentos que había empleado Castelli, y admitió la retroversión de la soberanía al pueblo; pero sostuvo que esa soberanía era única e indivisible, y que debía expresarse en las Cortes del Reino, como organismo representativo de todo el pueblo español. Ello no había podido materializarse aún por las dificultades derivadas de la ocupación extranjera, y se había transado en la constitución del Consejo de Regencia; pero este, aún admitiendo las objeciones de Castelli, había tenido el reconocimiento posterior de los españoles peninsulares, lo que legitimaba su poder. Por lo tanto –concluyó– es necesario acatar la autoridad de las instituciones vigentes hasta que se puedan reunir las Cortes del Reino, sede única de la soberanía, las que determinarían el rumbo a tomar. Con lógica implacable, negó Villota que aquella reunión de ciudadanos de Buenos Aires pudiera tomar decisión alguna sobre la vigencia o caducidad de instituciones que trascendían el marco de la capital virreinal y comprometían a todos los ciudadanos del territorio; si los porteños podían ejercer su soberanía en ese caso, idéntico derecho tenían los habitantes de las provincias del extenso virreinato, lo que provocaría la desintegración política de la nación española. Su propuesta fue, entonces, mantener la vigencia transitoria de las autoridades hasta que se pudieran reunir las Cortes del Reino o, en el peor de los casos, hasta que hubiera condiciones para reunir un congreso de todo el virreinato.

### Intervención de Paso
El otro discurso determinante fue el del abogado doctor Juan José Paso, un hombre que jugaría un papel muy destacado en los años inmediatos dentro de la política del Río de la Plata. Paso coincidió en lo esencial con Castelli, y sostuvo que la situación de ese momento era de acefalía, por lo que se hacía necesaria una expresión de la soberanía popular. Pero la novedad estribó en la respuesta a la fuerte objeción de Villota sobre el derecho de los ciudadanos de Buenos Aires a tomar medidas sobre autoridades cuya jurisdicción trascendía ampliamente el marco urbano. Así como en una situación de crisis familiar —dijo— corresponde al hermano mayor hacerse cargo de los intereses de los menores, así Buenos Aires, "hermana mayor" de las otras provincias del virreinato (por ser la capital), debía investir la representación provisoria de éstas (sus "hermanas menores") hasta que pudiera reunirse una asamblea provincial en la que todos pudieran hacer oír sus opiniones. La muy discutible tesis de la "hermana mayor" —que pasó a formar parte del Dogma de Mayo— encierra la génesis de lo que será la postura política del unitarismo, basada en la necesidad de instalar un gobierno fuerte y centralizado en Buenos Aires, sede de la "civilización" enfrentada a la "barbarie" provincial. Contra esta tesis política se alzará más tarde el vigoroso movimiento provincial autonomista conocido como federalismo.
Todas estas argumentaciones de corte jurídico trataban de justificar posiciones políticas bien diferenciadas; unos, los criollos, pretendían imponer la inmediata caducidad de las autoridades virreinales y su ascenso directo al poder político, mientras los otros —los defensores del sistema colonial— procuraban ganar tiempo impidiendo todo cambio en el statu quo.
Finalizados los debates, se propuso a votación la siguiente fórmula: "Si se ha de subrogar otra autoridad a la superior que obtiene el Eximo. Sr. Virrey dependiente de la soberanía que se ejerza legítimamente a nombre del señor don Fernando VII, y en quien”. El procedimiento de emisión y cómputo de los sufragios no podía ser más engorroso, ya que cada votante podía proponer la fórmula que mejor le pareciese, y fue necesario hacer un complejo trabajo de clasificación. Fue imposible realizar el escrutinio esa misma noche, y se decidió citar al Congreso para una nueva reunión al otro día, 23 de mayo, a las tres de la tarde. Dicha reunión debió ser suspendida, pues a la hora fijada aún no se disponía de los resultados de la votación. La tarea de clasificar y contar los sufragios estaba a cargo del Cabildo, que sesionaba a puertas cerradas. Por fin, a la noche del 23, se obtuvieron las cifras definitivas: 69 votos a favor de la continuidad del virrey y 155 votos por su sustitución. La fórmula mayoritaria, propuesta por el comandante militar Cornelio Saavedra, constaba de los siguientes pasos:
1. Cesa en el mando el virrey don Baltasar Hidalgo de Cisneros.
2. El poder recae transitoriamente en el Cabildo de Buenos Aires, emanación directa de la soberanía popular de la ciudad.
3. El Cabildo debe nombrar inmediatamente una junta provisoria de gobierno.
4. Dicha junta ejercerá el mando con el compromiso de convocar, a la brevedad posible, un congreso de diputados de todas las provincias del virreinato, a efectos de tomar resoluciones definitivas sobre el futuro político de estos territorios.

Se trataba de la consagración total de la teoría de Castelli y Paso sobre la nulidad del Consejo de Regencia y de las autoridades coloniales, y de la función de Buenos Aires como "hermana mayor" de las demás provincias. El Partido Criollo había triunfado.

El Cabildo, compuesto mayoritariamente por elementos conservadores, intentó conciliar posturas por medio de la conformación de una junta de gobierno que presidiría el virrey, imitando el ejemplo de la Junta de Montevideo de 1808 con ocasión de la destitución del gobernador Elío. El día 24 se fue en estas negociaciones; inicialmente el Cabildo emitió una resolución según la cual continuaría en su cargo el virrey acompañado de una junta de gobierno; pero la cerrada oposición de los comandantes militares a esta fórmula determinó que se la sustituyese por otra que creaba una junta presidida por don Baltasar Hidalgo de Cisneros. Al llegar la noche el Cabildo convocó a dicha junta, que llegó a reunirse, y pretendió someterla a un reglamento que establecía que la autoridad de esta quedaría subordinada a la de aquel (es decir, la junta debía obedecer al Cabildo, aberración jurídica, pues aquella tenía jurisdicción en todo el territorio y este solo en la ciudad de Buenos Aires). Pero Castelli, que la integraba y se había erigido en portavoz principal del Partido Criollo, consideró que todo aquello era una maniobra tendiente a desconocer el pronunciamiento del día anterior y sostuvo la nulidad de lo actuado. La brevísima junta, entonces, decidió disolverse y devolver el mando al Cabildo.
Lo cierto es que, a pesar de sus denuncias y protestas, el virrey fue sustituido por una Junta Provisoria —conocida como Junta de Mayo— presidida por Cornelio Saavedra; en definitiva, 250 vecinos que supuestamente encarnaban el mandato soberano.
Elaborado por Mariano Moreno —que a diferencia de Saavedra era partidario de la revolución en términos absolutos—, el documento en el cual se pautan los contenidos del viraje político tiene algunos pasajes que hablan por sí solos:

Jamás se han echado los cimientos de una nueva república, de otro modo que por el rigor, el castigo y la sangre de todos aquellos miembros que pudieran impedir su progreso (...) Si nos pintan a la Libertad ciega y armada de un puñal, es porque ningún estado envejecido o de provincias puede regenerarse sin verter arroyos de sangre (...) Todos los enemigos que caigan en poder de la patria y que sean de importancia por su jerarquía administrativa o militar, por su riqueza, por su influjo o por su talento, deben ser decapitados (...) Los bandos y mandatos públicos deben ser muy sanguinarios y muy ejecutivos.

Por fin el Cabildo avaló la creación de una junta, luego de ciertas presiones a dicha institución. French y Beruti la hicieron, en un documento que estaba formado por unos 400 ciudadanos, y el Cabildo se limitó a oficializar la propuesta. Quedó así integrada la llamada Junta de Mayo, primer gobierno autónomo del Río de la Plata.

## La reacción montevideana
Una de las primeras preocupaciones de la Junta de Mayo fue la de lograr el acatamiento a su autoridad por parte de Montevideo (que seguía estando bajo el control español), la ciudad comercial que rivalizaba con Buenos Aires. A esos efectos fue enviado el capitán Martín Galain, que era portador de un oficio de la Junta de Mayo, que aparecía esbozada la tesis jurídica que había llevado a su creación:

(...) pues no pudiendo ya sostenerse la unidad constitucional sino por medio de una representación que concentre los votos de los pueblos, alentara contra el Estado cualquiera que resiste este medio producido por la triste situación de la península, y único para proveer legítimamente una autoridad que ejerza la representación del señor Fernando VII y vale sobre la guarda de sus augustos derechos, por una nueva inauguración que salve las incertidumbres en que está envuelta la verdadera representación de la soberanía.

A ello, el capitán Galain portaba también un oficio del depuesto virrey Cisneros al gobernador Joaquín de Soria, en que se le informaba lo acaecido y concluía que:

(...) considerándolo el medio adoptado por ese pueblo (Buenos Aires); como dirigido a conservar estos dominios a su legítimo dueño don Fernando VII, esperaba que contribuiría por su parte al logro de tan altos fines para lo que tanto interesa: el orden, la subordinación y unión de voluntades que deben manifestarse, enviando inmediatamente a la capital los diputados autorizados con los necesarios poderes para que, en junta general, determinen lo que deba practicarse.

Este oficio, del depuesto virrey Cisneros, que se manifestaba en acuerdo con lo dispuesto por la Junta de Mayo, vale aclarar que más tarde el mismo Cisneros denunciaría ese texto como “arrancado por medio de una coacción”.
El 1 de junio de 1810 se reunió en Montevideo un cabildo abierto en el cual participaron los principales miembros de la sociedad: autoridades civiles, militares y eclesiásticas, y “la parte más sana del vecindario” (el patriciado comercial y saladerista), además del enviado porteño Galain. Allí, y luego de una apasionada discusión, se decidió el principio de acatar la autoridad de la Junta de Buenos Aires, pero con condiciones, y se nombró una comisión para que redactara el pliego que las contuviera.
Pero en la noche del 1 o del 2 de junio anclaba el bergantín “Nuevo Filipino”, portador de abultadas y falsas noticias que hablaban de grandes triunfos de las tropas comandadas por el Consejo de Regencia y del retroceso de los franceses en toda España.
Esto provocó un cambio radical en la situación, y el día 2 se volvió a reunir el Cabildo Abierto. Llevados los pliegos ante el Ayuntamiento reunido en Cabildo Abierto, el 2 de junio “un grito general de la Asamblea determinó que se reconociese al Consejo de Regencia y se suspendiese toda deliberación sobre el nombramiento de Diputado y demás puntos acordados en la sesión anterior, hasta ver los resultados de dichas noticias en la Capital”.
A pesar de que la Asamblea determinó revocar lo aprobado el día anterior y reconocer la autoridad del Consejo de Regencia, se decidió también acatar la autoridad de la Junta de Buenos Aires siempre que esta reconociera la regencia peninsular, lo que equivalía indudablemente a una negativa.
Simultáneamente se recibían noticias de Buenos Aires, por parte de los emigrados desconformes con las disposiciones de la Junta, que asignaban un carácter revolucionario e independentista al nuevo Gobierno y ponían en duda la autenticidad de la carta de Cisneros a Soria, del 27 de mayo.
Fracasada la misión Galain, la Junta envió a una de sus principales figuras, el doctor Juan José Paso, que llegó a Montevideo el 13 de junio. Era portador de un largo oficio de su gobierno en el que se mantenía una posición ambigua frente al Consejo de Regencia y se instaba a mantener la unidad política platense.
Cuando Paso desembarcó fue alojado extramuros, prohibiéndosele la entrada a la ciudad. Las calles estaban llenas de marinos y de piezas de artillería, y parecía como si la ciudad se preparase para la guerra. Pese a todo, el Cabildo recibió a Paso en sesión cerrada, el mismo día 13 de junio, pero se pospuso a lo que decidiera un cabildo abierto que se realizaría el día 15. Mientras tanto el diplomático porteño debía permanecer extramuros.
El día previsto se desarrolló en Cabildo Abierto; los integrantes eran generalmente los mismos integrantes de la Asamblea de 15 antes, ante el que hizo Paso una exposición que duró 45 minutos. Dando lectura al ya mencionado oficio de la Junta, del día 8.
El Dr. Paso informó al Cabildo Abierto sobre lo ocurrido en Buenos Aires, los propósitos que presagiaba la Junta y los motivos para no reconocer la Regencia, solicitando la unión del pueblo de Montevideo con la Capital. Pero sus palabras fueron interrumpidas constantemente por gritos e insultos provenientes del sector organizado por Salazar.
Cuando hubo finalizado, pidió la palabra del propio Salazar, quien sostuvo con vehemencia la legitimidad del Consejo de Regencia y criticó las medidas adoptadas por Buenos Aires. Finalizó su intervención coincidiendo con Paso en que era de mayor importancia conservar, en aquella coyuntura, la unidad platense, pero debía hacerse por medio de un cambio de Buenos Aires y no por un cambio de Montevideo. Es su apoyo habló luego el prestigioso comerciante Mateo Magariños. La posición juntista solo fue defendida por el padre José Manuel Pérez Castellano, un fernandista partidario de la autonomía gubernativa de los criollos; su valiente postura le valió una sanción por parte de las autoridades montevideanas.
Por fin, la situación de Paso, acusado de traidor e insultado de manera cada vez más agresiva por un sector de los cabildantes, se hizo insostenible, y el enviado porteño se retiró, protegido por el coronel Murgunido. El Cabildo Abierto decidió entonces mantener en todos sus términos la resolución del 2 de junio. Y luego prosiguió por reconocer el día 16 de junio el Consejo de Regencia.
Antes de regresar, Paso realizó un último intento en la noche del 16 de junio, tratando por última vez de modificar la actitud de los jefes de Montevideo, demostrándoles con exhibición de documentos, el propósito de Portugal de apoderarse de la ciudad, pero esta nueva tentativa fracasó frente a la firme actitud de los jefes españoles.
Había, sin embargo, un sector de la población que miraba con simpatía la causa autonomista e independentista. El 12 de julio estalló un motín militar dirigido por los oficiales Prudencio Murguiondo y Juan Balbín González Vallejo e inspirado por Pedro Feliciano Cavia. Los amotinados se atrincheraron en la Ciudadela y exigieron, además de reivindicaciones profesionales y económicas, la destitución de Salazar y del capitán Ponce de León. El movimiento fue desbaratado por el gobernador Soria; Murguiondo y Vallejo fueron aprisionados, y Sainz de Cavia escapó a Buenos Aires.
Esta reacción tan negativa por parte de Montevideo hacia la Junta de Mayo se puede entender debido primero al gran contingente militar español, como los veteranos del “Fijo”, los batallones de Artillería, el Batallón de Ingenieros y el imperante cuerpo de Marina, integrados, en su inmensa mayoría, por españoles europeos, sin arraigo en la textura socioeconómica de la Banda Oriental.
Por otra parte se encuentran el grupo de “gente principal, del vecindario y del comercio de esta Ciudad”, siendo hombres que ostentaban un gran poder y riqueza en la sociedad oriental de ese entonces y que mantenían el monopolio sobre algunos productos esenciales de la Banda Oriental controlando la exportación, gran parte de la importación y el importante tráfico de esclavos. Entre ellos se destacan, Batlle y Carreó, Berro y Errazquin, Sáenz de la Maza, Agell y otros. Gravitaba poderosamente en su actitud, la rivalidad comercial con Buenos Aires, en cuya disputa Montevideo había contado, en general, con la protección de las autoridades peninsulares, y en particular después de las invasiones inglesas. La Junta Porteña era para ellos la entronización política de los competidores en el tráfico mercantil del Río de la Plata y la amenazante perspectiva de perder el importante papel del comercio montevideano con Buenos Aires, manteniéndose así fieles a las autoridades españolas.
Durante los meses de julio y septiembre, la autoridad de Montevideo correspondió a Salazar, hombre que impulsaría una serie de medidas políticas, militares y fiscales buscando pacificar a la campaña oriental y subyugarla bajo el poder de Montevideo con el objetivo cumplir la vieja aspiración montevideana de unificar al territorio de la Banda Oriental bajo su único dominio.
El poderoso e influyente comandante Salazar también adoptó medidas para incrementar el poderío marítimo de la plaza, confiando en que la mejor defensa de esta era el dominios de los ríos. En septiembre escribía a España que “la salvación de América depende de esta plaza” y solicitaba se enviaran urgentes auxilios, “porque esta Banda no da para sostener a los empleados y mucho menos para los gastos de tropas y expediciones”. Asimismo, y por su influjo, se estudió un régimen de supresión de los privilegios de que gozaba el comercio con puertos extranjeros. Montevideo y Colonia - se convirtieron desde entonces en los principales bastiones en que se afirmaba la obediencia al Consejo de Regencia.

En las villas de la Gobernación de Montevideo, como San José, San Juan Bautista y Guadalupe, se desconoció a la Junta en consonancia con su capital, mientras que en Colonia, Maldonado, Soriano y Rosario del Colla, todas dependientes directamente de Buenos Aires, se acató a la Junta. También prestaron acatamiento a la Junta los comandantes militares Bernabé Zermeño (de la Fortaleza de Santa Teresa), Joaquín de Paz (de Melo) y Francisco Redruello (de Belén). Excepto Belén, las demás poblaciones cayeron luego bajo el control de los realistas de Montevideo.

## Bloqueo de Buenos Aires
A partir del 3 de septiembre se declaró bloqueado el puerto de Buenos Aires y se envió al capitán de fragata José Primo de Rivera y Ortiz de Pinedo con 9 buques de guerra. El comandante de la estación naval británica, el comodoro Robert Elliot resolvió reconocer la acción de Montevideo, lo que provocó el reclamo de la Junta (que lo consideraba contrario a derecho) y de parte de los comerciantes ingleses, reclamo que fue trasladado por el comandante de la Mistletoe, Roberto Ramsay, al encargado de negocios británico en Río de Janeiro, Lord Strangford.
El 10 de septiembre la flota se presentó frente al puerto de Buenos Aires. Al anochecer destacó sus faluchos y capturó dos lanchas de tráfico con lo que se dio por bloqueada la ciudad. La noche del 16 de septiembre un fuerte pampero provocó una extraordinaria bajante que alejó la flota bloqueadora y provocó que los buques vararan y debieran ser apuntalados. 
En Buenos Aires se iniciaron preparativos para atacarlos con caballería y balsas artilladas, pero demorada la decisión por temor a una súbita creciente no se inició movimiento alguno. Esa madrugada efectivamente las aguas volvieron a su cauce y el día 21 el bloque se restableció reforzado con la corbeta Diamante.
Ramsay regresó el 10 de octubre con pliegos del vicealmirante Miguel de Courcy, jefe de la estación naval del Brasil, en los cuales desaprobaba el proceder de Elliot y le ordenaba dirigirse a Maldonado, lo que hizo efectivo el 15 de octubre, con lo cual Ramsay quedó al mando de la flotilla en el Plata hasta tanto llegara el mismo de Courcy.
El 11 de octubre al ser apresados buques británicos, Ramsay dirigió su pequeño buque contra la capitana realista, la Mercurio, y le dio un últimatum para su liberación. Primo de Rivera cedió ante la amenaza con lo cual, de hecho, el bloqueo quedó suspendido.

## Medidas tomadas por los realistas en Montevideo
Producida la fractura de la unidad administrativa del Río de la Plata, Montevideo debió resolver, además de la cuestiones gubernativas anexas a su separación de la antigua capital virreinal, las económicas y fiscales consistentes en atender “la manutención de la tropa y otros empleados”, proveer los gastos requeridos para preparar la guerra contra los “insurgentes” de Buenos Aires, cuyas escaramuzas iniciales ya se habían producido, e incluso recaudar auxilios para enviar a España, empeñada en la guerra de independencia contra Napoleón.
El 24 de agosto, el gobernador Soria transmitía al Cabildo la orden recibida de España en el sentido de que los americanos debían auxiliar al Estado en sus apremios. Se implementaron los “Donativos Patrióticos” qué consistían en la creación de comisiones encargadas de recoger casa por casa las contribuciones voluntarias de los pobladores, sistema que se aplicó no solo en Montevideo, sino también en las villas y pueblos del interior. Cabildos y comandantes militares tuvieron a su cargo esta tarea, habiéndose cometido a los últimos “recolectar el producto de todos los ramos de la Hacienda Pública”. Los resultados, no obstante las reiteraciones de los perdimientos y la órdenes, no fueron suficientemente satisfactorias.

Los vecinos que han tenido voluntad – informa el Cabildo de Soriano al Comandante de Colonia, Ramón del Pino -, que han esforzado con lo que han podido atendiendo la calamidad y circunstancias del tiempo, pero varios se han encogido, y no han querido extender sus manos para tan laudable fin.

Simultáneamente el gobernador Soria resolvió recurrir a la propiedad como fuente de recursos. El 23 de agosto se hizo saber a los Alcaldes, Cabildos y Comandantes Militares que debía procederse a un examen de las tierras realengas en poder de poseedores con “títulos imperfectos o de ocupantes precarios”. A estos efectos se citaría y emplazaría por bando, a fijarse en todos los parajes públicos, a los poseedores, para que exhibieran los justificativos de los trámites de denuncia incompleta en el plazo determinante de cuarenta días.
Esta disposición, ya sugerida en otras oportunidades, al considerarse el problema del “Arreglo de los Campos” causaba una tremenda perturbación en el régimen de tenencia de la tierra, y fue resistida en toda la campaña. Pese a ello, Vigodet, a poco de hacerse cargo del gobierno, reiteró el 20 de octubre, con singular energía, los términos del Bando:

Habiéndose notado que muchos vecinos de esta ciudad y de toda la Banda Oriental, que por ahora esta bajo la jurisdicción de este gobierno, han mirado con notable abandono el auto de comparendo que antecede para entrar en moderada composición con S.M. sobre los terrenos realengos que ocupan, creyendo tal vez que el Gobierno tolerara tan criminal proceder, pues a más de exigirlo así la seguridad de sus posesiones lo demanda impresionantemente el socorro de la Patria, que es la suprema Ley del Estado: libérense circulares a todos los comisionados y jefes militares de la campaña comprendidos en toda esta Banda con los insertos necesarios, para que haciendo notorio en la forma más solemne en sus respectivos Partidos, por segunda vez, comparezcan sin más dilación y fijándoseles el perentorio término de treinta días bajo las penas de que por su omisión, y silencio, quedaran sin derecho alguno de preferencia y sin acción la posesión adquirida por dilatada que sea y que admitidas a otros las denuncias de los terrenos que ocupan, propios de S.M., se les admitirá a moderada composición, y libraran los títulos de propiedad, y con ellos se les pondrá en tranquila posesión, lanzando a los resistentes y omisos a los llamamientos y emplazamientos de este Gobierno; y para que sea más solemne a todos los habitantes y existentes de esta Ciudad y su jurisdicción, se fijaran edictos, en los lugares acostumbrados, quedando razón de todo por el actuario para constancia y que dore los efectos que haya lugar.

Las actividades fiscales implementadas por Soria y luego repetidas por Vigodet resultaron contraproducentes para los intereses que defendían. Viendo en cada criollo un conspirador en potencia, envió a la campaña unas “partidas tranquilizadoras” que actuaron con extremo rigor y crueldad contra los reales o presuntos simpatizantes del gobierno porteño.

## La llegada de Elío
El 7 de octubre de 1810 llegó a Montevideo desde España Gaspar de Vigodet, nombrado nuevo gobernador de Montevideo, y el 12 de enero de 1811 lo hizo Francisco Javier de Elío, que regresaba con el título de virrey del Río de la Plata. Elío, que había sido extremadamente popular en 1808 como defensor del autonomismo montevideano, seguía siendo un patriota español, enemigo mortal de la idea divisionista. Evitó ir a Buenos Aires y se instaló en Montevideo, desde donde ofició al gobierno de Buenos Aires exigiendo el reconocimiento de su dignidad virreinal. La Junta Grande respondió, con intransigencia, que “el solo título de virrey ofende la razón y el buen sentido”. Fiel a su estilo directo, Elío declaró entonces “rebelde y revolucionaria” a la junta porteña y estableció como capital provisoria del virreinato a Montevideo (12 de febrero de 1811).
La política del virrey no alteró las grandes líneas trazadas por el anterior gobernador Soria, más bien las profundizó. Cerró los puertos orientales a los barcos porteños, reforzó las milicias en varias regiones del territorio, mantuvo las “partidas tranquilizadoras”, confirmó los bandos de Soria sobre la regularización de tierras ocupadas y los “donativos patrióticos”, y estableció, además, un empréstito forzoso que debían pagar todos los ciudadanos (clero, comerciantes, empleados, etc.) y que sería devuelto cuando se recibieran auxilios financieros de Perú o España. Contando con el respaldo del capitán Juan Ángel Michelena, que estaba al frente de una flota que patrullaba el río Uruguay. Estas medidas represivas adoptadas por Soria y Elío desde Montevideo, como las anteriores, determinaron que la imagen del gobierno de Montevideo se deteriorase entre amplios sectores de la población rural. La radicalidad de Elío superó incluso al propio Salazar, que pasó a liderar el ala “moderada” de los españolistas y a alejarse cada vez más del virrey.
Como medida propagandística, el gobierno de Montevideo decidió sacar un periódico que pudiera contrarrestar la predica revolucionaria de la Gazeta de Buenos Ayres. En septiembre de 1810 la princesa Carlota Joaquina de Borbón envió de regalo una imprenta a la capital de la Banda Oriental, y con ella se imprimió durante varios meses La Gaceta de Montevideo, que fuera dirigida sucesivamente por Nicolás Herrera y por el fray Cirilo Alameda.

## Estallido de la Revolución Oriental

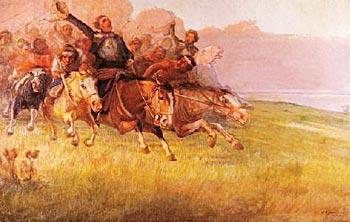
Inicio de la revolución oriental. La mañana de Asencio. Óleo de Carlos María Herrera.

El espíritu de la campaña era definitivamente levantisco, en especial luego de la Revolución de Mayo y de las medidas represivas adoptadas por Soria y por Elío desde Montevideo. Joaquín Suárez, con destacadas figuras del patriciado criollo, realizaba reuniones conspirativas, con el fin de promover la revolución en la Banda Oriental. Algunos autores mencionan a la Conspiración de Casa Blanca (actual Departamento de Paysandú), abortada por Michelena el 11 de febrero de 1811, sin embargo autores más críticos piensan que nunca existió.
El 15 de febrero, luego de un supuesto altercado con el brigadier Vicente Muesas, el capitán Artigas abandonó su guarnición de Colonia junto al teniente Rafael Hortiguera y al cura párroco de Colonia, Enrique de la Peña, y se dirigió a Santa Fe y luego a Buenos Aires para ofrecer sus servicios a la Junta. El 28 de febrero de 1811 dos caudillos locales, Venancio Benavídez y Pedro Viera, se pronunciaron a favor del gobierno revolucionario de Buenos Aires a orillas del arroyo Asencio, ubicado en el actual Departamento de Soriano, a unos 10 km de la entonces Capilla de Mercedes. Ese Grito de Asencio ha sido considerado tradicionalmente el principio de la Revolución oriental, aunque el comandante de Belén (bajo dependencia de Misiones), teniente de milicias Francisco Redruello, adhirió a la revolución en 1810 y se mantuvo libre de la acción de los realistas de Montevideo, lo que fue confirmado por su pedido órdenes al gobernador de Misiones, Rocamora, el 10 de agosto de 1810 ante las acciones de Montevideo sobre Colonia y otras localidades orientales, quedando a cubierto de un ataque por barco debido a los saltos Grande y Chico del río Uruguay que interrumpían la navegación a la altura de Salto. Una carta de Rocamora a la Junta, con fecha 20 de noviembre de 1810, confirma que Belén se hallaba en su obediencia. El 4 de marzo de 1811 Redruello escribió a Belgrano pidiéndole auxilio para los sublevados en Asencio, fecha que algunos autores han tomado como día de la insurrección de Belén.
El Grito de Asencio y la subsiguiente toma de Mercedes y de Soriano fueron el inicio de un levantamiento general en la campaña al que un documento artiguista denominaría más tarde como “admirable alarma”.
Así es como Pedro Ojeda reclutó fuerzas al norte del Río Negro; Manuel Francisco Artigas y Andrés Latorre en Florida; Fernando Otorgués, capataz de la estancia real del Cerro, constituyó la División de Dragones de la Libertad, formada por los orilleros de Montevideo, el Pantanoso, el Miguelete y el Cerro. Joaquín Suárez en Canelones, Tomás García de Zúñiga y Warnes en Santa Lucía, los Haedo en Maldonado, los Rivera en Durazno, Lavalleja en Minas, Manuel Artigas en Casupá y Santa Lucía, Blas Basualdo y Baltasar Ojeda en Tacuarembó, Baltasar Vargas (conocido como Baltavargas) en Arroyo Grande, como muchos otros más que se sumaron a la revolución.
Faltaba el caudillo integrador, que sería Artigas. El 6 de febrero llegó a Buenos Aires, donde fue nombrado teniente coronel al mando de las fuerzas que pudiera reunir y subordinado directamente a José Rondeau, quien asumió el 1 de mayo como comandante de la campaña de la Banda Oriental al ser destituido Belgrano a causa de la Revolución del 5 y 6 de abril de 1811. La Junta le dio a Artigas una magra ayuda material inmediata de 200 pesos y 164 blandengues. El 9 de marzo inició el retorno llegando el día 15 La Bajada y el 24 de marzo a Concepción del Uruguay. El 9 de abril desembarcó con sus tropas entre Las Vacas y la Calera de las Huérfanas. Días después se encontraba en Mercedes, donde casi toda la Banda Oriental estaba en armas, excepto Colonia, Montevideo y otros pueblos que tenían alguna guarnición.
Mientras que en Montevideo, Elío al principio no le dio gran importancia al alzamiento de la campaña oriental entera. Su desenfoque e ignorancia del verdadero estado de aquella, explican el menosprecio y la relativa indiferencia con los que enfrentó los primeros pasos de la revolución. Él mismo expresó en un informe del 18 de marzo al secretario de Estado:

Al principio creí que solo eran algunas partidas de ladrones, pero luego se han reunido y capitaneados por oficiales que han desertado de las tropas de mi mando, con muchos soldados de las mismas y una multitud de gente de esta, desnudas y sin domicilio, que llaman “gauchos”, forman varios cuerpos; han atacado varias poblaciones abiertas, han quitado los comandantes, han amarrado a todo europeo, les han saqueado su casa, y cate V.E. ya abierta una guerra clara contra todo español.

Cuando los hechos habían disipado toda duda sobre la gravedad del alzamiento, otras voces, desde el campo regentista, fueron muy cáusticas en el juzgamiento de las medidas de Elío, que miró –dice Salazar– “con desprecio”, las primeras noticias del levantamiento, en “la falsa creencia de que los habitantes se hallaban en el mismo estado de sumisión y apocamiento que anteriormente”. Actuaba –agrega el mismo Salazar– “bajo el errado concepto de que cincuenta hombres determinados acabarían con una insurrección de miles, prácticos en el país y favorecidos por todos sus habitantes”.
Luego de su llegada a Mercedes, estableció su Cuartel General en dicho lugar, organizando y acelerando desde allí la movilización y la concentración de las milicias. El primer cuidado de Artigas es consolidar el foco inicial, tratando de evitar la excesiva dispersión de las fuerzas, según estaba sucediendo porque la libre iniciativa de los caudillos no estaba orientada por un comando centralizado. Tal situación ponía en peligro a la seguridad y el poder de la revolución.
Para ese momento, los revolucionarios ya estaban ocupando prácticamente toda la campaña de la Banda Oriental, dejando reducidos a los españoles en prácticamente tres puestos fortificados situados al sur: Montevideo, cuyo comando ejercía el virrey Francisco Javier de Elío, Colonia del Sacramento, a cargo de Gaspar de Vigodet, y Maldonado, ocupada por el coronel Viana.
Mientras que la organización de los revolucionarios estaba en vías de ejecución, dado que Artigas trataba de concentrar a todas las fuerzas rebeldes en un solo lugar, operación que se fue haciendo paulatinamente, según el progreso de las partidas de vanguardia artiguista. Artigas toma como base para la organización del ejército oriental, su encuadramiento e instrucción, las tropas veteranas de Blandengues y milicias.
A mediados de abril, Manuel Belgrano, que fuera llamado a Buenos Aires para rendir cuentas de su derrota en la Expedición al Paraguay, nombra a Artigas Segundo Jefe Interno del Ejército de Operaciones de la Banda Oriental, según lo comunica a la Junta en su oficio datado en Mercedes el 27 de abril de 1811. La Junta Grande, en cambio, designa segundo jefe a Rondeau, quien recién llegará a Mercedes a principios de mayo. De acuerdo con las órdenes que había recibido la Junta, Belgrano nombra a Artigas Comandante Principal de las Milicias Patrióticas.
El 7 de mayo, a requerimiento de Rondeau, Artigas eleva la siguiente relación de fuerza:

Operan bajo mi mando 1113 hombres que tengo distribuidos en varios puntos, con el fin de que sigan los buenos afectos que han producido el movimiento general de esta campaña.
Al pueblo de Minas y Maldonado guarnecen 300 hombres al mando de don Manuel Artigas, con orden de avanzarse hasta Pando; otros 160, al mando del capitán don Baltasar Vargas, corren desde el Canelón hasta el Cortado, y 200 más al mando de don Antonio Pérez, se aproximan hasta el mismo campamento enemigo que actualmente se halla en Las Piedras, y se compone sus fuerzas de 800 hombres con 4 piezas de artillería de 2 y 4.
Estos insurgentes al mando de Posadas, […] han acabado con las vacas lecheras, y comienzan ya a sentir la falta de víveres, que no pueden adquirir en razón de que nuestras partidas los oprimen por todas partes.
Con esta fecha, he comisionado a don Fernando Otorgués para que tome la caballada y el ganado de la Estancia del Rey, único refugio en que podrían tener esperanzas nuestros enemigos, y para ello lleva 50 hombres.
La demás fuerza hasta los 1113 hombres detallados, se hallan reunidos en un campamento que tengo fortificado sobre este río Santa Lucía, a la banda del sud.

Entre tanto, el 20 de abril, las milicias orientales destacadas en la zona del Oeste, unos 400 hombres al mando de Venancio Benavídez, se apoderan del pueblo del El Colla (actual ciudad uruguaya de Rosario) entregado por sus defensores luego de un parlamento en donde se les dieron solo unos minutos para rendirse a discreción y en seguida ocuparon las villas de Víboras y Espinillo. Casi simultáneamente fuerzas reunidas por Manuel Antonio Artigas, los hermanos Quinteros y los hermanos Vargas, desalojaron de villa de Porongos, a la guarnición que era fiel a los realistas.
Antes de iniciar las operaciones ofensivas sobre Montevideo, Artigas establece el orden en los pueblos de Arroyo de la China (actual Concepción del Uruguay), Paysandú y Mercedes, a fin de consolidar su retaguardia y organizar las fuerzas y los medios para obtención de recursos. Elío, con sus errores estratégicos y con su actitud inicialmente pasiva y confiada, contribuye al éxito de la Revolución. Al dividir sus fuerzas destacando inicialmente débiles partidas que son fácilmente batidas por los criollos, exalta la moral de estos y favorece la deserción de los partidarios del movimiento que había en sus filas.
Por otro lado, estas partidas se ocupan de guarnecer pueblos de escasa importancia militar, en vez de ocupar puntos neurálgicos para las comunicaciones y reunión del enemigo. Por restarle importancia al movimiento subversivo asume una actitud pasiva, y actúa con lentitud y da tiempo a la organización y concentración de las fuerzas orientales.
Estos desaciertos son agravados por las medidas que adopta al enterarse de los primeros éxitos de la revolución, las que revelan su poco tacto administrativo y la desorientación de la que es presa. También mandó levantar una horca en la Plaza Mayor de Montevideo para que en ella “expiasen con prontitud su crimen los traidores a su Rey y a su patria”. Las “Instrucciones” que expidió, el 19 de abril, para los comandantes de cuerpos encargados de vigilar la campaña, son minuciosas la descripción de las medidas represivas:

Reunirá sus fuerzas cuando lo considere oportuno para atacar a algún crecido número de traidores que puedan reunirse: en este caso obrara según las circunstancias, y conforme a su celo y honor, par extinguir semejante clase de malévolos… se proveerá de caballos extrayendo todos cuanto tengan en sus estancias los insurgentes… siempre que se pueda aprehender cualesquiera de los que llevan armás en contra de nuestro monarca, se le asegurara y será conducido a esta plaza; y si se le pillase en el acto de hacer fuego contra las nuestras, con una justificación ante los oficiales y dándole una hora de término, será ahorcado y colgado en el sitio donde cometió este crimen… todo ganado o hacienda perteneciente a sujeto que este en armás con los levantados, será arrendada, y hecha conducir a esta plaza, para que sea vendida, de ella sea un tercio para los aprehensores al instante, y los dos tercios para la real hacienda.

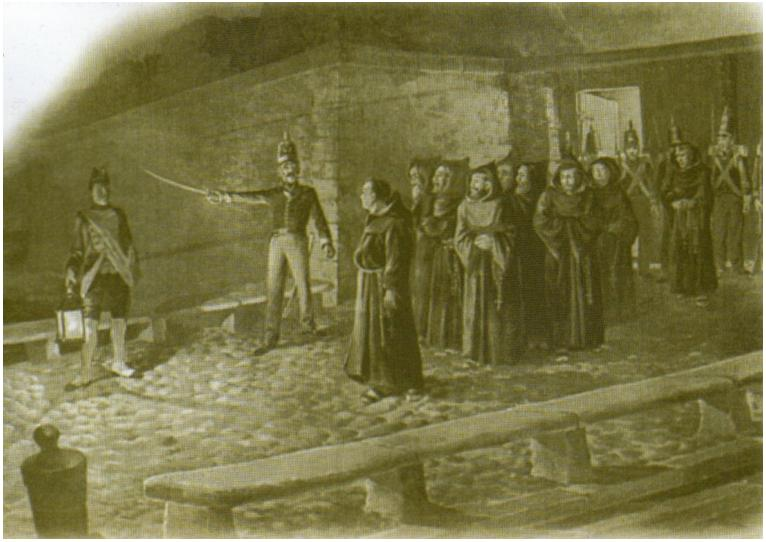
Los monjes franciscanos fueron expulsados por los realistas de la ciudad de Montevideo, por simpatizar con la causa revolucionaria. Al echarlos de la urbe los realistas les dijeron a los monjes: "Váyanse con sus amigos, los gauchos".

Entre las medidas poco populares están las de instalar una horca, expulsar a los Franciscanos, expulsar a 40 familias criollas vinculadas con los sitiadores, liberar a los malhechores para que combatan a los rebeldes, aplicar la intriga y la represalia como medidas coercitivas, y confiscar las ventas de propiedades pertenecientes a los emigrados y revolucionarios. Ante la ineficacia de estos recursos y ante la gravedad de la situación recién se da cuenta Elío de cómo había socavado España su poder militar al incorporar numerosos criollos a su ejército.
Para atender las necesidades de la defensa de la Plaza de Montevideo el gobernador Elío trata de organizar nuevas fuerzas constituidas solamente por españoles, tal como el Batallón de Comercio, cuyo Jefe era el gobernador de la Plaza, con un Estado Mayor, dos Ayudantes y el número de compañías que se pudiera reunir.
Del crítico estado de la Plaza da cuenta el propio Elío en sus numerosos documentos conservados en el Archivo General de Indias.
No obstante con sus éxitos iniciales, Artigas actúa con prudencia, por no contar con suficiente autoridad otorgada por la Junta. Mientras personalmente se ocupa de la organización de las fuerzas patrióticas de Mercedes, confió a su primo Manuel Antonio Artigas el mando de las fuerzas reunidas en Arroyo Grande por los hermanos Bragas y Miguel Quinteros, ordenándoles que se dirigieran sobre Montevideo, construyéndose así en la vanguardia del ejército Oriental.
El 20 de abril, por la tarde, cae El Colla (actual ciudad de Rosario) en poder de Venancio Benavídez, quien remite los prisioneros a Mercedes. El 23 de abril, desde esta última ciudad, Belgrano le informa a la Junta de Buenos Aires: "Mañana sale el Teniente Coronel don José Artigas, Segundo Jefe Interino del Ejército con una partida a estrechar a los enemigos."
El 25, las fuerzas de Benavídez que venían de ocupar "el Colla", junto con las del Capitán Manuel Antonio Artigas que había recuperado Porongos, siguen su camino hacia San José.
Manuel Antonio Artigas inicia sus movimientos siguiendo las alturas de la Cuchilla Grande, teniendo el primer encuentro con las fuerzas realistas en Paso del Rey.
Tras un duro combate los realistas se retiran sobre la Villa de San José, donde se organizan defensivamente. El día 22 de agosto los orientales atacan la villa sin éxito, debiendo retirarse a las alturas inmediatas y reponer el sitio, en espera de refuerzos, que llegan el día 25 de agosto al mando de Benavídez, En tales circunstancias los patriotas atacan la villas y se produce la Batalla de San José, que tras un sangriento combate las tropas orientales vencen sobre las tropas Realistas y la logran ocupar.
En el Colla, las fuerzas al mando de Manuel Francisco Artigas, obtuvieron en pocos días, el dominio de extensas zonas. El 24 de abril ocuparon la villa Concepción de las Minas; el 28, San Carlos, donde había revelado al bando revolucionario, el capitán Juan Correa; el 23, sitiaban Maldonado, la que se entregó de inmediato, capitulando el Jefe de la plaza, Francisco Javier de Viana y ajustando este las condiciones de la rendición efectuadas en 5 de mayo. Como “el señor Viana no puede seguir en el mando de esta plaza por las condiciones achacosas de su salud”, Manuel Francisco Artigas puso “a la cabeza de dicho pueblo en lo militar” al citado capitán Correa, “en atención de su patriotismo”.
Manuel Francisco Artigas envió por entonces una partida al mando del comandante Pedro Gervasio Pérez para tomar el Fuerte de Santa Teresa; cumplida esa misión, la misma fuerza pasó a ocupar la villa de Rocha, el 7 de mayo.
Realizadas estas operaciones, hizo saber a Rondeau que marchaba en dirección a Pando, al frente de unos trescientos hombres “con el objeto de estrechar a Montevideo cortándole los víveres y los auxilios”, y reclamando, asimismo, se le expidiera “un título legítimo que acredite la realidad de mi comisión… para que se caracterice en toda la dignidad y energía qué deben tener las capitulaciones y demás providencias que he dado desde mi entrada al pueblo de Minas”. Rondeau dio amplia satisfacción al pedido del jefe oriental, auxiliándole con municiones, y expidiéndole “el Despacho provisional de Teniente Coronel de la milicia patriótica, nombrándole Comandante de todas las que reunía, en la inteligencia que debe operar bajo la dirección de su hermano don José, a quién V.E. ha nombrado Jefe General de ella”, según le comunicaba a la junta bonaerense.

### La Batalla de las Piedras

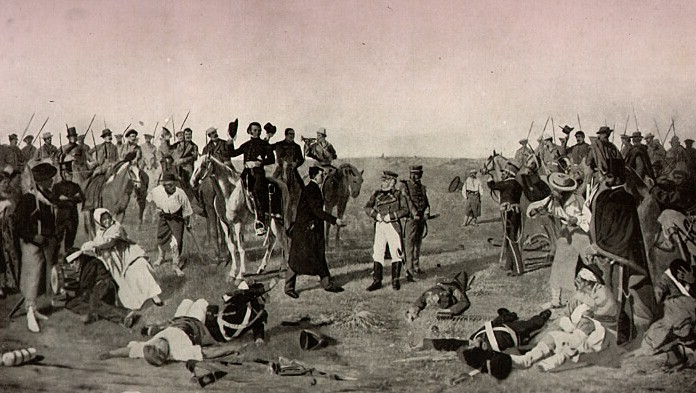
Rendición de Posadas en Las Piedras, óleo de Juan Manuel Blanes. Momento en el cual Artigas dice su célebre frase "Curad a los heridos, clemencia para los vencidos".

En los primeros días de mayo, Artigas parte con el grueso de sus fuerzas de San José, en marcha hacia Montevideo, según lo había comunicado a la Junta de Buenos Aires en su oficio de fecha de 21 de abril.
Se evidencia que el plan operativo de Artigas es necesariamente ofensivo y consistía en marchar lo más rápidamente hacia Montevideo, con la finalidad de reducir este foco de resistencia, e impedir que se organizara o recibiera refuerzos.
Elío, viendo que los progresos de los revolucionarios amenazaban cercarle entre los muros de Montevideo, cifró, entonces, todas sus esperanzas en una acción militar decisiva, que confió al Capitán de Fragata José Posadas con una fuerza de 1230 hombres, establecido con sus fuerzas en Las Piedras y desplegó su mayor diligencia en proveerlo de armas, municiones y recursos de alimentos.
Las milicias criollas alcanzaban en total unos 2000 hombres, la mitad de los cuales, a las órdenes de Benavides, se hallaban empeñados en el propósito de ocupar Colonia del Sacramento, al amparo de cuyas fortificaciones se había acogido Vigodet.

Artigas, con las fuerzas de su mando, se ubicó estratégicamente en Canelones, el 12 de mayo, dispuesto a vigilar las fuerzas montevideanas acampadas en Las Piedras. Allí las lluvias lo mantuvieron inactivo hasta el día 16. Entretanto, su hermano Manuel Francisco burlaba una partida regentista y lograba incorporársele con 304 hombres, en la tarde del 17, en el campamento ubicado en las puntas del Canelón Chico. Alcanzaron, entonces, los efectivos artiguistas, a 400 infantes y 600 caballos.
“El día 18 amaneció sereno”, despachó Artigas. “Algunas partidas de observación sobre el campo enemigo”, distante un par de leguas y a eso de las 9 de la mañana comenzó el combate: Artigas ordenó al capitán Antonio Pérez —que cubría el ala derecha— que con su caballería, atrajese la atención del enemigo y lo introdujera a abandonar la ventajosa posición que ocupaba en una loma, donde tenía cuatro piezas de artillería, dos obuses y un cañón. “La situación ventajosa de los enemigos, la superioridad de su artillería y el exceso de su infantería sobre la nuestra, hacían la victoria muy difícil…”, pero los soldados patriotas, combatiendo con enorme arrojo lograron desalojarlos, obligándolos a replegarse hacia Las Piedras. Entró a jugar en ese momento la última parte del plan táctico de Artigas, consistente en un movimiento envolvente de caballería, que cargó por los flancos y cortó la retirada de los regentistas, quienes “quedaron encerrados en un círculo bastante estrecho”, trabándose un vivo combate “pero después de una rigurosa resistencia se rindieron los contrarios quedando el campo de batalla para nosotros”.
De inmediato, Artigas comisión a su ayudante, Eusebio Valdenegro, para ocupar la población, donde se encontraban unos 140 hombres, con un cañón y el parque de artillería, rindiéndose aquellos rápidamente.

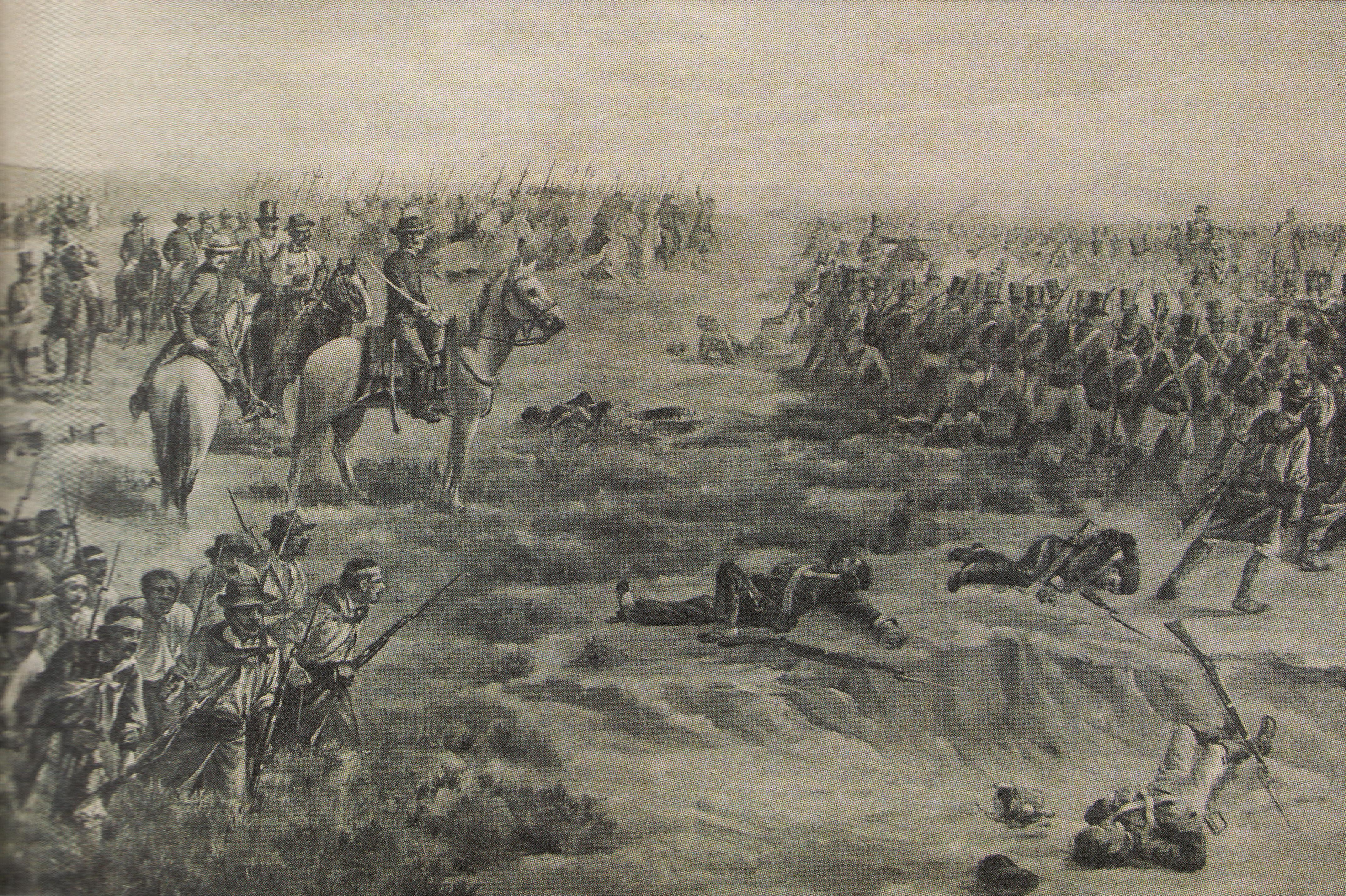
La Batalla de las Piedras por Diógenes Hequet.

La batalla, comenzada a las 11 de la mañana del 18 de mayo y concluida a ponerse el sol, fue desastrosa para los realistas, cuyas fuerzas, en total, estimó Artigas en 1230 hombres; en recuento de pérdidas comprende 150 bajas, entre muertos y heridos; y 482 prisioneros, incluidos 23 oficiales, entre los cuales el propio comandante en jefe, capitán de fragata, José Posadas.
Los regentistas, perdido el único ejército con que podían contar, quedaron encerrados en Montevideo y Colonia.

El mismo día y poco después Benavídez había llegado frente a la segunda ciudad sitiada, Colonia del Sacramento, dirigiendo de inmediato, un oficio “al pueblo y a los jueces de Colonia” exhortándolos a la unión y reconocimiento del Gobierno legítimo de Buenos Aires e intimándoles la rendición de la plaza en término de media hora. La “multitud de barcos” de que disponía Vigodet impidieron el “pronto ataque”, hasta que se supieron los resultados de la Batalla de las Piedras, y por el desamparo en que había quedado la capital, los hizo retirarse, dejando desamparada a la ciudad de Colonia del Sacramento. Muy pocos días después, más precisamente el 27 de mayo, Colonia del Sacramento caía en manos de los revolucionarios.
El triunfo de la Batalla de Las Piedras dio a las milicias artiguistas el dominio total de la campaña. Las fuerzas regentistas ya no habían de contar con los medios para imponerse al ejército campesino que se había alzado contra su autoridad. El infatigable Salazar califica, en dos oportunidades distintas, de “pérdida irreparable” y de “cruel catástrofe”, pues en ella se perdió “toda la Marina” que es el “principal apoyo de la plaza”. Y nadie se muestra más exaltado y elocuente que él para juzgar los efectos de la batalla:

"La sola noticia de que las tropas de Buenos Aires tenían sitiado el baluarte de la América, a la que sus papeles públicos añadían tomando, reanimó el entusiasmo de las Provincias a favor de la independencia, de Chile, y no dudaré en afirmar que hasta el mismo reino de Lima se ha resentido de tan funesta nueva, pero lo que no se puede dudarse es que ella ocasionó el que el Paraguay adoptase unirse al de Buenos Aires, como lo hizo. Sin por de fuera consiguieron los enemigos estas grandes ventajas, en esta Banda lograron atraer a su partido a todos los pueblos, y quitándonos cuantos auxilios sacábamos de ellos, reducirnos a solo el recinto de la plaza y a la mayor miseria y pobreza por mucho tiempo."

No fue menor la repercusión en Buenos Aires, en donde la victoriosa acción contribuyó a restablecer el fervor revolucionario, muy decaído por el fracaso de Belgrano en Paraguay y por la lentitud del frente altoperuano.
La Junta unitaria confirió entonces a Artigas el “empleo de coronel del Cuerpo de Blandengues de la frontera de Montevideo”; y decretó ascensos a los oficiales que valientemente se habían comportado en las acciones de la Batalla de San José y Las Piedras.
Después de la batalla, Artigas destaca patrullas de exploración hacia el Arroyo Miguelete, con la finalidad de explotar al máximo su éxito. Dichas patrullas llegan el día 19 al arroyo Seco y reciben proposiciones para el canje de prisioneros.

### El primer Sitio de Montevideo
Aprovechando el efecto de la moral de su victoria, Artigas exige la rendición de Montevideo.
Rechazada esta, la somete a un estrecho sitio privándola de recursos y estableciendo sus huestes en el Cerrito.
Su propósito era atacar la plaza, para aprovechar el estado de depresión moral en que se encontraban sus defensores. No pudo hacerlo por recibir órdenes contrarias de Rondeau, que se incorpora al sitio con sus fuerzas y Estado Mayor el 1 de junio.
Artigas conocía de buena fuente la situación precaria de Montevideo que contaba con pocas reservas en víveres y leña. El trigo almacenado, por ejemplo, alcanzaba para poco más de dos meses, en consecuencia, sometida a un estrecho sitio, no podría resistir por mucho tiempo.
Entre las primeras medidas que adopta Artigas está la sustracción de caballos para restar a los españoles medios de movilidad, con lo que quedan reducidas las salidas de los sitiados.
Artigas conocía perfectamente la organización defensiva de Montevideo y su precario estado de conservación en algunos sectores. No ignoraba que estaba perfectamente artillada la muralla, con sus 16 baterías, incluidas las de la Ciudadela. La situación de los sitiados fue empeorando día a día, por lo cual Elío se decidió a solicitar ayuda de la princesa Carlota a la sazón en Río de Janeiro.
Los españoles eran dueños de los ríos, dando fuertes ataques dirigidos por el valiente y activo capitán español Michelena que contaba con unos 600 a 1000 hombres de desembarco.
Sus activos cruceros bloqueaban las líneas de comunicaciones de Artigas con Buenos Aires, tomando por tierra hasta Santa Fe, atravesando el río Paraná en la bajada, y luego todo Entre Ríos hasta el Arroyo de la China, para cruzar el Río Uruguay y continuar por tierra hasta Mercedes. Por lo que las líneas de comunicaciones entre las fuerzas artiguistas y el gobierno de Buenos Aires eran sumamente largas, expuestas y tenían numerosos puntos sensibles.
Cuando Vigodet el 27 de mayo abandona Montevideo, siguiendo órdenes de Elío, estas líneas de comunicación seguían inseguras por la actividad de los cruceros españoles.

Inicialmente la escuadra española de Michelena era dueña de los mares, pues había vencido a la primera escuadrilla argentina mandada por Juan Bautista Azopardo en San Nicolás de los Arroyos y bombardeando a Buenos Aires, amenazado con un nuevo ataque si no se levantaba el sitio de Montevideo.
Elío por intermedio de dos parientes de Artigas (Manuel Villagrán y Antonio Pereira) le ofrece el grado de General, una elevada cantidad de dinero y la Jefatura de la Campaña Oriental.

Artigas considera un insulto a su dignidad personal tales proposiciones y rechaza indignado a los emisarios.

### La Primera Invasión Portuguesa
En julio de 1811, los portugueses, en ayuda de Elío, invaden la Banda Oriental a órdenes del Capitán General de Río Grande do Sul, Diogo de Souza, apoderándose de la villa de Melo el día 23 de julio. Antes de penetrar en el territorio, publica un manifiesto sobre “las puras y leales intenciones de su Majestad Real que era pacificar las tierras de Su Majestad Católica y no conquistarlas”.
Diogo de Souza reunió un ejército que se llamó “ejército Pacificador de la Banda Oriental”, que totalizaba unos 4000 hombres.
Dividió sus fuerzas en dos columnas: una al mando del Mariscal Manuel Marqués, compuesta por un Batallón de Infantería de Río Grande do Sul, dos escuadrones de Legionarios de San Pablo y uno de Milicia.
La otra compuesta al mando del Mariscal Joaquín Javier Curado compuesta de dos batallones de infantería, 2 baterías montadas de la Legión de San Pablo, 1 regimiento de dragones y 1 escuadrón de milicias de Río Pardo y 1 compañía de lanceros guaraníes.
Concentró la primera columna en las proximidades de Bagé (en las alturas).
La segunda de las márgenes del Ibirapuitan en San Diego. Para atender la defensa de Misiones Orientales, nombra al Coronel Juan de Dios Menna Barreto, a quien da las tropas necesarias para cumplir su misión.
Recibida la orden de socorrer a Elío, inicia desde San Diego la marcha hacia Montevideo, el 17 de julio de 1811, tomando inicialmente hacia el Sur, penetrando a la Banda Oriental por la invasión del Río Yaguarón. Se proponía atacar la frontera de Santa Teresa, cuando sus defensores la abandonan el 5 de septiembre. El 3 de octubre prosigue su marcha hacia el oeste, sin encontrar resistencia, llegando a Maldonado a mediados de octubre, donde establece su Cuartel General.

### Armisticio de Octubre
Fue en Río de Janeiro el 20 de octubre de 1811 donde tuvo lugar la negociación para un arreglo general de la crisis del Plata. Allí la diplomacia británica, bajo la experta conducción de Lord Strangford, impuso al fin los objetivos de su política: restablecer la paz entre los gobiernos platenses —y acaso también en el Alto Perú— mediante un “statu quo” que dejara en suspenso la disputa entre los “juntistas porteños” y “regentistas” montevideanos. Esto tenía como fin dejar expeditos los medios para que el libre comercio fuera garantizado a los comerciantes británicos y para que se pudiera desarrollar el tráfico mercantil sin sobresaltos ni problemas.
A fines de agosto la Junta Grande envió ante Elío comisionados a fin de o de gestionar un armisticio, dada la grave situación política de las Provincias Unidas del Río de la Plata y las derrotas sufridas en el norte por los ejércitos revolucionarios. Estas negociaciones fracasan porque Elío exigía el abandono total de la Banda Oriental, como condición para cualquier arreglo.
Ante esta actitud de intransigencia los comisionados porteños, pulsan el ambiente del campo sitiador, reuniendo una Junta de Vecinos que, convocada por Rondeau, se reúne en el Cuartel General, situado en la panadería de Vidal.

### Las asambleas

#### Asamblea de la Panadería de Vidal
El 10 de septiembre de 1811 se reunieron los vecinos de extramuros de Montevideo con una delegación del gobierno de Buenos Aires integrada por Deán Funes, Juan José Paso, Manuel de Sarratea y otros. La concurrencia a dicha reunión realizada en la panadería de Vidal, situada sobre la actual calle Joaquín Requena, no excedió las 100.
Los representantes juntistas dieron cuenta de lo tratado en el momento con el gobernador Elío y explicaron los desastres del Ejército en las zonas del Alto Perú, así como del peligro que significaba el avance portugués. Los orientales expresaron que el sitio no se podía levantar hasta que la Junta escuchara su parecer.
Los delegados del gobierno dieron sus razones para firmar el armisticio y garantizaron –verbalmente– a los orientales que no sufrirían represalias, pero estos se manifestaron radicalmente contrarios a la medida proyectada por los delegados porteños y afirmaron que estaban dispuestos a continuar la lucha por sí mismos.
Mientras que el 7 de octubre de 1811 Elío y Buenos Aires llegan a un acuerdo que será aprobado más tarde.

#### Asamblea de la Chacra de la Paraguaya
El 10 de octubre de 1811, en un paraje conocido como la quinta (o chacra) La Paraguaya, situada en el actual emplazamiento del Parque Central, hubo una segunda reunión de vecinos con José Julián Pérez, representante del Triunvirato en negociaciones con Elío. Pese a que este prometió a los asistentes (cuyo número se ignora, pero que parece haber sido mayor que en la ocasión previa) “toda clase de socorros” , la opinión pública unánime no cambio: los orientales se comprometían a mantener el sitio por sus propios medios, comandados por Artigas. El caudillo parece haber tenido en esta ocasión, un protagonismo señalado y así, Artigas explica su intervención en el debate de la dicha Asamblea:

Yo entonces reconociendo la fuerza de su expresión, y conciliando mi opinión política sobre el particular con mis deberes, respeté las decisiones de la superioridad, sin olvidar mi carácter de ciudadano; sin desconocer el imperio de la subordinación, recordé cuanto debía a mis compaisanos. Testigo de sus sacrificios, me era imposible mirar su suerte con indiferencia, y no me detuve en asegurar, del modo más positivo, cuanto repugnaba se los abandonase en un todo. Esto mismo había hecho ya conocer al Sr. Representante, y me negué absolutamente desde el principio a entender en unos tratados que consideré siempre inconciliables con nuestras fatigas, muy bastantes a conservar el germen de las continuas disensiones entre nosotros y la Corte del Brasil y muy capaces, por sí solos, de causar la dificultad en el arreglo de nuestro sistema continental (…).

Estas palabras confirman el disgusto y el rechazo que desde el principio exteriorizo Artigas respecto a la alternativa de un abandono total del sitio a la venganza de sus enemigos.

Seguidamente representaron –sigue Artigas-, los conciudadanos que de ninguna manera podían serle admisibles los artículos de la negociación; que del ejército auxiliador retornase a la capital (Buenos Aires) si así se lo ordenaba aquella superioridad; y declarándome su general en jefe protestaron no dejar la guerra en esta Banda, hasta extinguir de ella a sus opresores o morir dando con su sangre, el mayor triunfo a la libertad.

En este suceso Artigas empezó a tener una importancia preponderante, convirtiéndose a partir de este momento en una gran autoridad política entre los orientales, que, de alguna manera, fue reconocido como jefe por los mismos asistentes, pese a que término por recomendar el acatamiento del armisticio.

#### Asamblea de San José
Los orientales se vieron obligados a aceptar las tentativas del gobierno de Buenos Aires, o bien iniciar una migración. Se refugiaron en «su Jefe» para que este los condujera hasta el exilio, los defendiera de su esperanza, expresara su rebeldía. 
Refiriéndose Artigas a la noticia de la ratificación del Armisticio que tuvieron los orientales, el 23 de octubre, dice:

Marchamos los sitiadores en retirada hasta San José y allí precisados los bravos orientales a recibir el gran galope que hizo la prueba de su constancia; el gobierno de Buenos Aires ratificó el tratado en todas sus partes: (…) por él (…) se priva de un asilo a las almás libres en toda la Banda Oriental y por el (…) se entregan Pueblos enterós a la dominación de aquél mismo señor Elío, bajo cuyo yugo gimieron.

Al conocerse esta grave novedad entre las familias acampadas en la reviera del río San José y las milicias orientales, se produjo una gran conmoción, que determinó la realización de una Asamblea espontánea. El propio Jefe de los Orientales descubriría la agitación de los ánimos y la angustia de su pueblo, ante este gran dilema:

En esa crisis terrible y violenta abandonada la familia, perdidos los intereses, acabado todo auxilio, sin recursos, entregados solos a sí mismos, ¿Qué podía esperarse de los orientales, sino que, luchando con sus infortunios, cediesen al fin al peso de ellos, y víctimas de sus mismos sentimientos mordieran otra vez el duro freno que con un impulso glorioso habían arrojado lejos de sí?

Analizaría también el Jefe Oriental las consecuencias de la ratificación del Armisticio, en particular en lo relativo a la situación en que quedaban los orientales, manifestando:

(…) un Pueblo sin cabeza, tal era el Pueblo Oriental, bajo el cetro de la tiranía (…) después de la ratificación de los tratados de Octubre (Armisticio), el entonces pudo constituirse y se construyó, sino bajo las formas más o menos propias, al menos bajo las más legales.

Según Artigas fue así que la Asamblea tomo sus tres resoluciones:
En conclusión: la primera resolución en esta Asamblea sancionaba los artículos hechos entre el gobierno porteño y Montevideo. En segundo lugar, se debía detener la Invasión Portuguesa. En tercer lugar, se hacía referencia al inicio del Éxodo Oriental y la necesidad de exiliarse para poder seguir viviendo. 

- Protestaron que jamás protestaran la necesaria expresión de su voluntad para sancionar los (artículos) que el gobierno auxiliador había ratificado.
- …la protesta de no dejar las armas de la mano hasta no haya evacuado el país (el invasor portugués) y pueden ellos gozar una libertad por la que vieron derramar la sangre de sus hijos, recibiendo con valor su postrer aliento.
- Determinaron gustosos dejar los pocos intereses que les restan a su país, y trasladándose con sus familias a cualquier punto donde puedan ser libres a pesar de trabajos, miserias y toda clase de males.

### El Éxodo Oriental
En ese clima de frustración y derrota quedó de manifiesto la voluntad de los orientales de reanudar el combate apenas las circunstancias lo permitieran. De inmediato Artigas al frente de 3.000 soldados retomó su camino hacia el Norte, y un alto número de civiles lo acompañó. El caudillo se opuso a esta emigración masiva en un principio, pero luego ordenó levantar un registro de las familias e individuos que lo seguían.

#### Protagonistas del suceso
Veinticinco familias (sobre 880; el 3%) tienen muchos esclavos (más de cinco) y sus bienes promedian los 700 pesos por persona; allí están los Artigas –don Martín llevaba 3 carretas y 8 esclavos suyos-, Pablo Preafán, el padre de Rivera, con 7 carruajes y 16 esclavos (…); 130 familias (14%) tienen varios esclavos (hasta 5) y bienes que promedian los 125 pesos por persona; 450 familias (52%) llevaban un transporte con su mobiliario, sin tener esclavos (sus bienes promedian los 50 pesos; en la clase media, integrada por ‘ocupantes’ de tierras); 270 (31%) no tienen esclavos ni llevan transportes, carecen de bienes; se contabilizan en total 500 esclavos (el 12% de la población computada). Son cifras incompletas, pues Artigas advierte que no se computan, además de la tropa, ni los hombres ‘sueltos’ ni las familias que acampan distantes ni ‘los que van llegando’.
Carlos Machado.

En total el censo realizado por Artigas contabiliza un total de 4.435 personas y 846 carruajes, pero en opinión general de los historiadores, al no contabilizarse los ejércitos ni las personas que se sumaban al acontecimiento general en el camino (“los que van llegando”) ni demás, se llega a un número aproximado a las 16.000 personas o más.
Participaron personas de todas las clases sociales que se movían en las condiciones materiales más precarias.

Cada día miro con admiración sus rasgos singulares de heroicidad y constancia; unos, quemando sus casas y los muebles que no podían conducir; otros, caminando leguas a pie (…); mujeres ancianas, viejos decrépitos, párvulos inocentes acompañan esta marcha, manifestando todos la mayor energía y resignación, en medio de todas las privaciones.

#### Rumbo y cronología del camino
1811
- 12 de octubre: se levanta el sitio a Montevideo.
- 14 de octubre: comienza el cruce del río Santa Lucía y se dirigen hacia San José.
- 23 de octubre: en el paso de la Arena, San José, Artigas se entera de que Buenos Aires y los españoles firmaron la paz, por lo que el territorio de la Banda Oriental vuelve a jurisdicción española. Decide marcharse y buena parte de la población oriental lo acompaña al exilio.
- 30 de octubre: cruzan arroyo Grande (actual límite entre los departamentos de Soriano y Flores).
- 2 de noviembre: cruzan arroyo Perdido (departamento de Soriano).
- 3 de noviembre: cruzan arroyo Cololó (departamento de Soriano).
- 11 al 13 de noviembre: vadean el río Negro en el Paso del Yapeyú.
- 14 de noviembre: llegan al cuartel general en arroyo Negro (actual límite entre los departamentos de Río Negro y Paysandú).
- 24 de noviembre: llegan a Paysandú.
- 1 de diciembre: acampan a orillas del arroyo Quebracho (departamento de Paysandú).
- 3 de diciembre: cruzan el arroyo Chapicuy (departamento de Paysandú).
- 7 de diciembre: cruzan el río Daymán (límite entre los departamentos de Salto y Paysandú).
- 10 de diciembre: las familias inician el cruce del río Uruguay (Salto).

1812
- 10 de junio: Artigas instala su campamento en el Ayuí (Entre Ríos).

#### Sucesos en el camino
Entre el 11 y 13 de noviembre la caravana (que se extendía 50 km, según algunas fuentes) cruzó el río Negro por el Paso del Yapeyú (aguas abajo de la actual represa de Palmar); hacia el 15 de noviembre estaban en Paysandú donde Artigas es designado “Teniente Gobernador, Justicia Mayor, y Capitán de Guerra de Yapeyú”.
De Paysandú, partieron el 21; el 7 de diciembre llegaron al río Daymán y el 10 iniciaron el cruce del río Uruguay por el Salto Chico, en una empresa particularmente dura y sacrificada.
El 7 de diciembre de 1811 Artigas dirige un oficio al Gobierno del Paraguay, haciendo una reseña histórica de los sucesos ocurridos desde la insurrección hasta el levantamiento del primer sitio. Desvirtúa las críticas realizadas contra la revolución por Elío en sus proclamas, diciendo que contaba con los más caracterizados vecinos, muchos de ellos acaudalados. No eran, así pues, los depravados ni los bandoleros quienes luchaban por la causa oriental. Se queja, por otra parte, de la actitud indecisa de Buenos Aires que malograba oportunidades favorables y parecía ignorar el sacrificio de los orientales.
Dicho Oficio lo llevó el Capitán Juan Francisco Arias, a quien se entregó también instrucciones para el cumplimiento de su misión. Esta misión tenía por finalidad obtener la colaboración moral y material del Paraguay. Disgustado con Buenos Aires, Artigas busca contacto con la otra provincia poderosa del Virreinato. Entre los auxilios solicitados figuran tabaco, yerba mate, lienzos, etc., señalando su deseo de iniciar de inmediato las hostilidades contra los portugueses que no cumplen el armisticio, robando y desolando la campaña.
Desde su campamento en el río Daymán, Artigas destacó a Otorgués hacia las Misiones Occidentales con 800 hombres, un Escuadrón de Voluntarios, 3 Compañías que comandaba Rivera, y algunas milicias misioneras.
Tras breve resistencia, ocupa y guarnece los pueblos de Yapeyú y La Cruz, que habían sido ocupados por fuerzas portuguesas pertenecientes al Coronel Juan de Dios Mena Barreto (I). Diego de Souza presenta una reclamación ante la Junta de Buenos Aires, para exigir que tanto su Gobierno como el de Montevideo, reconocieran la situación de sus tropas, y tomaran medidas contra Artigas que sumía una actitud de resistencia, al no evacuar totalmente el territorio Oriental, por lo conforme en el Armisticio.
El 16 de marzo de 1812, marcha Diego de Souza hacia Paysandú, acampando luego en la desembocadura del Arroyo de San Francisco en el Río Uruguay, donde se atrinchera.
Vigodet, (quien había quedado como Capitán General de Montevideo, al embarcarse Elío para España), se dirigió reiteradamente al Gobierno de Buenos Aires exigiendo que Artigas cumpliera el artículo 6.º del armisticio de octubre, que era el de desalojar la Banda Oriental. Para acallar tales protestas, Artigas cruzó el Río Uruguay y se estableció en la costa de occidental del río, donde permaneció 3 meses en espera de la reanudación de las hostilidades, ya que Vigodet había denunciado el armisticio.
Ya en territorio de Entre Ríos, actual Argentina, permanecieron acampados hasta abril y luego se instalaron en la desembocadura del arroyo Ayuí Grande.

### En el Ayuí
Extremadamente duras fueron las condiciones de vida de todos los emigrantes del éxodo oriental en el campamento artiguista del Ayuí. Todas las fuentes coinciden en destacar la precariedad de la vida que debieron llevar quienes optaron por seguir a Artigas después del armisticio de octubre. En sus constantes solicitudes de ayuda (a Buenos Aires, a la junta de gobierno de Paraguay) el caudillo insiste en la escasez de víveres, ropas, armas, municiones, etcétera.

Toda esta costa del Uruguay está poblada de familias que salieron de Montevideo; unas bajo las carretas, otras bajo los árboles, y todas las inclemencias del tiempo, pero con tanta conformidad y gusto que causa admiración y da ejemplo. El ejército se compone de cuatro a cinco mil hombres armados con fusiles, carabinas y lanzas (y) cuatrocientos indios charrúas armados con flechas y bolas.

Todo el periodo del Ayuí resulta fermental para la maduración de lo que sería luego la concepción federal de Artigas y para definir las características sociales del artiguismo. Allí se definirá la separación definitiva de Artigas respecto de los gobiernos de Buenos Aires, allí comenzara el caudillo a comprender que los sectores más necesitados y humildes serían también los más fieles. Allí comenzarán sus contactos con las provincias del litoral del Uruguay y el Paraná, que constituirán más tarde su principal zona de influencia.
A las ingentes tareas que demandaba su doble condición de jefe de los orientales y gobernador de Yapeyú (creación de un hospital de campaña, celebración de oficios religiosos, incursiones a la Banda Oriental en persecución de depredadores portugueses) Artigas sumó una actividad positiva ambiciosa e intensa. Mantuvo contacto con algunos jefes y caudillos de Entre Ríos y Corrientes, procurando organizar una acción conjunta contra las correrías portuguesas.
Mientras la respuesta del gobierno paraguayo llegaba, Paraguay se limitó a enviar a su vez a Francisco Bartolomé Laguardia, que trajo tabaco, yerba mate y buenas palabras. A pesar de que esto apaciguaba las necesidades de los orientales que se encontraban en el Ayui, el Jefe de los Orientales, pretendía un mayor compromiso por parte del aislado gobierno de Paraguay. Un oficio de Artigas a la junta paraguaya en abril de 1812 critica esta política y adquiere, a la luz de trágicos hechos posteriores, resonancias de fúnebre predicción:

Si la acción general se pierde (…) ¿de qué le servirá a la provincia del Paraguay haberse mantenido a la defensiva? El gemido y el llanto llenaran toda la América y su inundación llegara precisamente a este territorio. Estruendo de cadenas volverá a resonar en todas partes y ese sabio gobierno no verá en precisión de sentirlo en torno de sin poderlo remediar ya.

### Sarratea
La asidua actividad diplomática de Artigas desde el Ayuí no podía sino molestar al gobierno de Buenos Aires, que comenzó a ver en el caudillo oriental un insubordinado a su causa libertadora. Tanta importancia dio el Triunvirato a la actuación de Artigas, que decidió enviar a uno de sus miembros, Manuel de Sarratea, con el preciso objetivo de controlar la situación.
Nombrado “General en Jefe del Ejército de Oriente y Capitán General de la Banda Oriental del Paraná", Sarratea se instaló en la margen occidental del río Uruguay, a la altura del Salto Chico, a una legua del campamento artiguista en el Ayuí.
Sarratea, representante de la burguesía porteña liberal y anglófila, tenía entre sus objetivos combatir la influencia de Artigas por todos los medios posibles. Habiéndose instalado con todo lujo en el Salto Chico, realizó una visita al campamento de Artigas. Este, en actitud significativa, ofreció al Triunvirato la dimisión de todos sus cargos políticos y militares y expresó el deseo de conservar solo el de Jefe de los Orientales, pero Sarratea no aceptó esta dimisión (su objetivo era desprestigiarlo y no provocar su ruptura con Buenos Aires mientras conservara su popularidad). 
Respondiendo a las quejas de sus jefes contra Artigas por el relajamiento de la disciplina de las tropas, una de las medidas tomadas por Sarratea en el Salto Chico fue tomar a su mando las fuerzas nacionales que estaban en el campamento de Artigas: Regimiento de Dragones de Patria, al mando de Rondeau; Regimiento n.º 6 de Pardos y Morenos, al mando de Soler; Regimiento de Granaderos de Fernando VII, al mando de Terrada; Regimiento de la Estrella, al mando de French.
El choque sobrevino cuando Sarratea, a través del oriental Francisco Javier de Viana, que era su jefe de Estado Mayor, trató de dividir las fuerzas militares de Artigas y subsumirlas dentro del ejército de Oriente. Está claro que el caudillo no podía aceptar semejante reorganización, cosa que lo habría privado de toda fuerza. El Regimiento de Blandengues de Montevideo, de 800 soldados al mando de Ventura Vázquez, se pasó al campamento de Sarratea y fue declarado nacional, dándole el n.º 4.
Artigas reclamó la devolución de las fuerzas orientales, pero Sarratea se negó. Con el apoyo de sus oficiales, Artigas se negó a cumplir órdenes y dejó claro que consideraba al Ejército de Oriente como auxiliador, distinto y separado del propio. Ante esta rebeldía Sarratea tenía dos caminos: o abrir un conflicto de consecuencias imprevisibles o valerse de la diplomacia. Optó por esta segunda vía, y comenzó por ofrecer cargos y ventajas a quienes abandonaran a Artigas y pasaran a residir en su campamento. Tuvo relativo éxito, y algunos destacados colaboradores del caudillo lo abandonaron, entre ellos Pedro Viera (el héroe del Grito de Asencio), Baltasar Vargas, Eusebio Valdenegro, Ventura Vázquez, Bartolomé Hidalgo, Manuel Calleros, Santiago Figueredo, Santiago Vázquez, Joaquín Suárez y otros. Pasaron al campamento nacional una división de caballería oriental de 800 hombres al mando de Baltazar Vargas y una división de infantería oriental de 700 hombres al mando del comandante Viera.
A pesar de que la histografía uruguaya suele darle epítetos de traidores a estos hombres que decidieron abandonar el campamento artiguista, se debe de tomar en cuenta la difícil condición de vida y de miseria que existía en el campamento del Ayuí, y después de todo Sarratea no era un enemigo, sino un jefe nacional superior. Artigas, sin embargo, sufrió mucho después de estas deserciones; Ramón de Cáceres, testigo directo de estos hechos, señalaba que partir de este momento “tuvo predilección por los gauchos, pues le he oído decir que había encontrado más virtud en ellos que entre los hombres de educación”.
También hubo fidelidades a Artigas: Miguel Barreiro, Fernando Otorgués, Tomás García de Zúñiga, José Llupes, Francisco Sierra y otros destacados artiguistas pretendieron romper de inmediato con Sarratea y designar una junta de gobierno del pueblo oriental, a la que Artigas se opuso radicalmente, ordenando incluso la prisión de Barreiro y Otorgués. Esto motivó que los responsables de la iniciativa le recordaran que su calidad de jefe provenía de una decisión popular y que si esa era la voluntad de la mayoría, el debía acatarla.
El ejército artiguista quedó reducido a un millar de hombres: División al mando de Manuel Artigas, con 900 hombres; División al mando de Ojeda, con 400 hombres; un piquete de blandengues, con 70 hombres; una compañía de blandengues al mando del capitán Tejera, con 80 hombres.
Gaspar de Vigodet, capitán general que había quedado al mando de las tropas realistas en Montevideo, después de que Elío recibiera la orden de retornar a España y transformar de hecho el virreinato en una capitanía general, era un hombre combativo y optimista, y no demostró mayor interés en mantener vigente el armisticio de octubre de 1811. Por su parte, el gobierno del Triunvirato, una vez desaparecida la amenaza de la intervención de Portugal por el Tratado Rademaker-Herrera, abrió unas negociaciones con Montevideo que, de hecho, significaban una denuncia del mencionado acuerdo; en agosto de 1812 se propuso a Vigodet que aceptara la autoridad del gobierno de Buenos Aires a cambio de una serie de garantías (respecto a cargos y propiedades, representación en el Congreso provincial, etcétera). Todo se hacía en nombre de Fernando VII y para conservar la unidad “de la nación española”. Vigodet contestó a esas propuestas “las desecha el honor, las condena la justicia y las execra el carácter español, que no sabe, sin envilecerse, permitir se le propongan traiciones a su Rey y a su Nación”. De inmediato, el Triunvirato consideró reabiertas las hostilidades y ordenó a Sarratea dirigirse hasta Montevideo; la orden, desde luego, comprendía a Artigas, que no la necesitaba para volver a la lucha si las condiciones estaban dadas.

### El Segundo Sitio

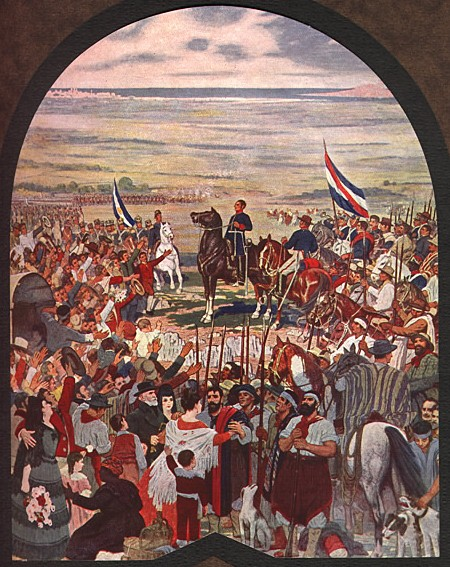
Encuentro entre las tropas de Artigas y Rondeau.

La vanguardia de las tropas de Sarratea, a las órdenes de los coroneles Ventura Vázquez —Jefe de los Blandengues—, French y Soler, cruzó el río por el paso de Vera, seguida, tiempo después, por el grueso de las fuerzas, que, a mediados de septiembre, también vadeaban el río Uruguay, en un lento movimiento, debido a las numerosas familias que retornaban a sus hogares, y las que fue necesario escoltar. Rondeau a su vez cruzaba por el paso de Mercedes, dirigiéndose rectamente hacia la ciudad de Montevideo, estimulado por las órdenes de Sarratea, que quería prevenir —con la formalización del asedio— la alternativa de una nueva disposición del Gobierno para evacuar la Provincia Oriental.
La demorosa tramitación de estos movimientos de las tropas de Sarratea facilitó el agrupamiento de las partidas sueltas de gauchos errantes que, refugiados en los bosques, para eludir la acción represiva de las “partidas tranquilizadoras” enviadas por Vigodet para atacar a los pequeños focos rebeldes que seguían causando desorden y que decidieron no abandonar la Banda Oriental, estos gauchos “errantes” cuyo jefe principal era José Culta habían prolongado una guerra de recursos, en perjuicio más directo de los escasos hacendados habitantes de la campaña, que verían saqueados sus establecimientos y faenadas sus haciendas.

Luego de ataques posteriores a las tropas realistas, el 1 de octubre de 1812 las fuerzas irregulares del caudillo oriental José García Culta con 200 hombres reimplantaban el sitio de Montevideo. El 20 de octubre llegaron las fuerzas de Rondeau para formalizar el sitio a la plaza, tomando posiciones definitivas a tiro de cañón de sus murallas.
Se produjeron, entonces, frecuentes guerrillas entre los destacamentos de los sitiados y avanzadas del ejército patriota; pero sin empeñar una acción decisiva.
 Sin embargo, la lógica euforia del éxito, muy parcial, logrado por los regentistas en una escaramuza del Arroyo Seco y algunos otros factores propios de los dos bandos hizo propicia la situación para enfrentar una próxima batalla. Así, se libró, el 31 de diciembre, la acción de la Batalla del Cerrito, que presenciaron los habitantes de la ciudad, en sus variadísimas alternativas, desde miradores y azoteas. La fogosidad y el coraje del propio Rondeau dieron la victoria, superando vacilaciones iniciales del comando y éxitos parciales de los españoles, que llegaron a hacer flamear, fugazmente, su bandera, en la cumbre, de donde fueron desalojados, después de una carga de bayoneta y un tremendo combate cuerpo a cuerpo.
En ese combate murió el brigadier Vicente Muesas, el responsable del pasaje de Artigas a la causa revolucionaria.

El 8 de octubre de 1812, un pronunciamiento cívico-militar derrocó en Buenos Aires al primer Triunvirato y lo sustituyó por un segundo que integraban Juan José Paso, Antonio Álvarez Jonte y Nicolás Rodríguez Peña. Sarratea dejaba entonces de ser miembro del gobierno, pero se le mantuvieron sus responsabilidades militares. El Segundo Triunvirato encargó a Carlos María de Alvear entrevistarse con Artigas en procura de un acuerdo, pero Alvear tuvo un accidente y no pudo comunicarse con el caudillo sino por carta, y sin consecuencias. Sarratea, por otra parte, había dicho a Alvear que Artigas era intratable y que había que librarse de él, pues era posible incluso que estuviese en contacto con los españoles.
En el camino hacia Montevideo, y a orillas del río Yi, la situación hizo crisis; enterado Artigas de la conducta de Sarratea y de la imagen que había difundido entre los hombres del nuevo gobierno, y habiendo recibido información de que incluso se preparaba un atentado contra su vida, adoptó medidas de guerra contra el general (separó sus tropas del parque) y le envió un oficio que él mismo llamaría más tarde “Precisión del Yi”. En él realizaba una larga relación de agravios y exigía su remoción del mando. Fue esta la primera ruptura de Artigas con la diligencia porteña. El texto artiguista contenía una de sus más repetidas definiciones:

La cuestión es sólo entre la libertad y el despotismo. Nuestros opresores, no por su patria, sino por serlo, forman el objeto de nuestro odio.

Sarratea se sintió incapaz de afrontar un conflicto con el caudillo oriental e intentó llegar a un acuerdo por mediación de algunas personalidades de prestigio; pero al mismo tiempo, preparaba su asesinato, para lo cual contó con el apoyo de Santiago Vázquez. La conspiración fue un fracaso, porque eligieron mal a quien debía realizarla: Fernando Otorgués, primo de Artigas y cercano colaborador. Este, un criollo burlón y astuto, fingió seguir el juego y solo lo puso de manifiesto una vez que hubo sacado a los conspiradores “muchas onzas”. Santiago Vázquez, incluso, llegó a enviarle un par de pistolas con las que debía cumplir con su misión.
Entretanto, Artigas había llegado, el 8 de enero de 1813, a un acuerdo con los enviados de Sarratea: el llamado Pacto del Yi. Por este se establecía que el jefe porteño resignara el mando militar, que se retirara junto a algunos de sus jefes (los ex artiguistas Valdenegro, Viera, Ventura Vázquez y otros), que Artigas tendría el mando militar de todas las fuerzas orientales y que las tropas porteñas tendrían el carácter de “auxiliadoras”. Sarratea dijo que sus enviados se habían extralimitado en sus atribuciones y declaró a Artigas “Traidor de la Patria”. Pero, abandonado incluso por sus propios hombres, el 21 de febrero de 1813 transmitió el mando a Rondeau y se marchó a Buenos Aires.
Paralelamente a estos hechos, Artigas procuró aclarar sus relaciones con el nuevo gobierno de Buenos Aires a través de la llamada misión García de Zúñiga. Tomás García de Zúñiga, uno de los principales colaboradores en ese momento debía hacerse escuchar por el Triunvirato y hacerles conocer directamente las causas de su conflicto con Sarratea. Reiteraba las exigencias estipuladas en el pacto del Yi y contenía algunas definiciones de corte federal:

La soberanía particular de los pueblos será precisamente declarada y ostentada como objetivo de nuestra revolución.

Superado el problema con Sarratea, Artigas y su gente se incorporaron al segundo sitio de Montevideo el 26 de febrero de 1813. De inmediato el caudillo debió de atender la elección de los diputados orientales que debían de representar a la Provincia en la Asamblea General de las provincias que había comenzado a sesionar en Buenos Aires.

### La Asamblea General de 1813
Como ya se ha señalado, el verdadero impulsor de la política del Primer Triunvirato fue Bernardino Rivadavia, una de las figuras más controvertidas de la historia argentina pero también, indudablemente, uno de los políticos más creativos y capaces del período. Como responsable del gobierno de las Provincias Unidas, Rivadavia desarrolló una acción reformista ambiciosa y de largos alcances; modificó profundamente la organización militar, creó un Reglamento de Justicia, tomó medidas de difusión de la enseñanza, fundó un museo de historia natural, prohibió el ingreso de negros esclavos (que obtenían su libertad por el solo hecho de pisar territorio provincial), reglamentó la acción del clero y de la administración y un larguísimo etcétera. Desde el punto de vista económico siguió una política librecambista derogando impuestos, autorizando la salida de moneda en metálico y favoreciendo en todo lo posible el comercio con Inglaterra. Se opuso a una declaratoria de la independencia que consideraba "prematura" (de acuerdo a la opinión del ministro británico lord Strangford) y amenazó a Belgrano cuando este desplegó lo que sería más tarde la bandera argentina. Fue drástico en la represión a los españolistas (llamados "sarracenos") y ordenó la ejecución de Martín de Álzaga, el héroe de las invasiones inglesas, al descubrir una presunta conspiración liderada por este.
En cuanto a la marcha de la guerra anticolonial, cosechó muchos más fracasos que éxitos; en la Banda Oriental firmó con Elío el armisticio de octubre de 1811, cuyas gravísimas consecuencias ya se han estudiado. Logró por fin la retirada de los portugueses a través del Tratado Rademaker-Herrera, pero esto revelaba en definitiva que el armisticio de octubre no se había cumplido a cabalidad. Belgrano obtuvo la victoria de Tucumán con el Ejército del Norte, pero lo hizo contraviniendo órdenes expresas del gobierno, que le había ordenado retirarse.
Más allá de su talento y su incansable actividad, las reformas de Rivadavia estaban más inspiradas en un liberalismo utópico y ultramontano que en la dura realidad del territorio. Por ello, concitó mucha más opresión que apoyo.
En definitiva, Rivadavia defraudó a las provincias con su cerrado centralismo (y con ello dio impulso, a su pesar, al federalismo), defraudó a los artesanos y empleados de clase baja porteña, defraudó a los liberales radicales (no declaró la independencia ni logró reunir el tan anunciado congreso provincial) y defraudó a los jefes militares. Generó, en fin, un poderoso movimiento que terminaría por derrocarlo.
Actuaban por entonces, en Buenos Aires, dos organizaciones políticas: la Logia de Lautaro y La Sociedad Patriótica. La Logia Lautaro, creada por algunos jóvenes del patriciado que habían estudiado en Europa (José de San Martín y Carlos de Alvear, los principales), era una organización secreta organizada al estilo másónico. Pretendía imponer una línea política basada en dos grandes principios: Independencia y Constitución. La Sociedad Patriótica, en cambio, era una institución legal que editaba un periódico llamado El Grito del Sud y que preconizaba los mismos principios que la logia. De hecho, actuó como fachada legal de esta. La personalidad más destacada de la Sociedad Patriótica fue el periodista y escritor Bernardo Monteagudo, un mulato culto y astuto, de rica actuación posterior en la revolución americana.
La creciente discrepancia de la Logia Lautaro y la Sociedad Patriótica con la política de Rivadavia fue gestando una conspiración. La victoria de Belgrano en Tucumán en contra de las órdenes del secretario del Triunvirato (que demostraba que era posible derrotar a los españoles y lograr la independencia) y las maniobras de Rivadavia para controlar la Asamblea Provincial reunida el 6 de octubre en Buenos Aires fueron los factores que precipitaron los hechos. El 8 de octubre de 1812 el Regimiento Granaderos de a Caballo, que comandaba el coronel José de San Martín, se declaró en rebeldía, exigiendo la dimisión del gobierno y la convocatoria de un nuevo cabildo abierto. Este se reunió de inmediato y a él acudió Bernardo Monteagudo con una "petición" rubricada con 400 firmás, en la que se pedía el cese del Triunvirato, la disolución de la Asamblea, la reasunción de la soberanía por el Cabildo, el nombramiento de un nuevo gobierno y la inmediata convocatoria de una nueva asamblea provincial "que decida de un modo digno los grandes negocios de la comunidad". Se daba al Cabildo Abierto veinte minutos para aceptar o rechazar el documento.
Para ese entonces, Rivadavia y sus principales colaboradores (Juan Martín de Pueyrredón, Manuel José García) se habían escondido. El Cabildo, después de algunas negociaciones y bajo la presión de Bernardo de Monteagudo y las tropas de San Martín y Alvear, decidió designar un nuevo poder ejecutivo tripartito; lo integraron Juan José Paso, Nicolás Rodríguez Peña (un antiguo "jacobino") y Antonio Álvarez Jonte. En ese mismo acto el Cabildo aprobó un reglamento que debía ai alai el nuevo gobierno y que prescribía, entre otras cosas, que este debía convocar una asamblea general de las provincias dentro del lapso de tres meses “precisa e indispensablemente”. Dicha asamblea tenía como objetivo central redactar una constitución provisoria y tendría un poder tan extenso “como quieran darle los pueblos”. Si bien no se hablaba directamente de independencia, en la fórmula de juramento que se prescribía para los miembros del Triunvirato se eliminaba toda referencia a España y a Fernando VII.
La Asamblea se reunió por fin, con toda pompa, el 31 de enero de 1813. Previamente se había aprobado un procedimiento al cual los pueblos debían ajustarse para la elección de sus representantes, y que resultaba bastante complejo. A medida que se fuese cumpliendo, los diputados provinciales se irían integrando al cuerpo. La primera medida de este fue elegir un presidente, y el nombramiento recayó en Carlos de Alvear por el lapso de un mes.
Alvear, joven militar de 24 años, era nacido en las Misiones Orientales, pero su mentalidad era la propia de un porteño centralista. Apuesto y carismático, su temperamento soberbio y sus tendencias autoritarias le enajenaron rápidamente muchas simpatías. Su actuación en la política rioplatense sería larga y muy destacada, y lo vinculó con frecuencia a la Banda Oriental. Cuando fue elegido presidente de la Asamblea General se hallaba estrechamente ligado a José de San Martín (una versión de la época afirmaba incluso que eran medio hermanos), pero ambos hombres, diametralmente opuestos en temperamento y objetivos, no tardarían en separarse. San Martín, nacido en Yapeyú, es una de las figuras más importantes de la historia de América. Personalidad austera y de extrema rectitud, fue el gran conductor militar de la revolución, y su impresionante cruce de los Andes fue decisivo para terminar con el dominio español en América. Carente de ambiciones políticas, era monárquico moderado; pero se mantuvo al margen de las luchas entre unitarios y federales, aunque sus simpatías por estos últimos fueron aumentando con el tiempo.
Muy pronto se definieron, en el seno de la Asamblea, dos grandes tendencias; los "conservadores", o "alvearistas" (siete diputados) y los "independentistas", o "sanmartinianos" (cuatro). La mayoría, sin embargo (13 diputados), pertenecía al grupo peyorativamente llamado de los "esclavos", sin opinión definida y tendentes a apoyar a uno u a otro según los casos. La diferencia entre unos y otros se dio respecto a la oportunidad y forma de la declaratoria de independencia; los alvearistas, muy vinculados por intereses de clase a Inglaterra, no querían distanciarse de la política de esta, que desaconsejaba por "prematura" una definición al respecto, que le crearía problemas diplomáticos con España, su aliada. Los sanmartinianos, en cambio, estaban integrados fundamentalmente por delegados del interior, y preconizaban un inmediato pronunciamiento independentista. Es evidente que esta diferencia no era sino la punta del iceberg de una distancia mucho mayor, la que separaba irreversiblemente la concepción autonomista e integración del esquema centralista impulsado por la oligarquía de Buenos Aires según la dicotomía "civilización" contra "barbarie". En este panorama quedan claras las razones que llevaron a la Asamblea, dominada por los alvearistas (en gran parte porque San Martín nunca hizo pesar su prestigio personal en la lucha interna), a rechazar a los diputados orientales elegidos en el Congreso de abril de 1813, los que hubieran reforzado considerablemente a la otra facción.
La Asamblea General instalada en 1813 funcionó hasta que fue disuelta por el motín de Fontezuelas, en marzo de 1815. En ese período, ni declaró la independencia ni aprobó una constitución, lo que revela no solo su fracaso sino las dudas y vacilaciones del patriciado porteño, que llegó a controlarla de forma total. Sin embargo, a su acción se debieron algunas medidas importantes, como el establecimiento de la libertad de vientres (no nacerían más esclavos), la ilegalización general de encomiendas, mitas, yanaconazgos y otras formas de servidumbre indígena, la abolición de los títulos de nobleza, la supresión del Tribunal de la Inquisición, la prohibición del empleo de tormentos y la independencia eclesiástica.

### El Congreso de Tres Cruces
El llamado Congreso de Tres Cruces –conocido también como Congreso de Abril– sesionó entre los días 5 y 21 de abril de 1813 en la quinta de Manuel José Sáinz de Cavia, en el paraje extramuros –hoy día barrio– de Tres Cruces, en Montevideo. Los convocados eran diputados que representaban los pueblos de la Provincia Oriental; se desconoce el número exacto de asistentes y apenas es de conocimiento histórico los nombres de algunos de ellos. La importancia del Congreso fue de capital importancia en el desarrollo del artiguismo, ya que sentó las bases de las ideas federalistas y republicanas de José Artigas.
Se conoce que, en realidad, el cenáculo debió comenzar el 3 de abril, sin embargo se pospuso hasta el 5 debido a las malas condiciones climáticas. El acta levantada aquel día –comienzo de sesiones– decía que se encontraban en el Congreso “Los diputados de cada uno de los pueblos de la Banda Oriental del Uruguay”. Este aspecto ha causado polémica entre algunos historiadores, pues han reincidido en el hecho de que, al parecer, los diputados eran –en su práctica totalidad– terratenientes, gente del patriciado y comerciantes, lo que provocaría como consecuencia de que las políticas sociales a adoptar por el programa Artiguista estuviesen excluidas de la discusión, según esta interpretación.
El simposio celebró solo dos juntas generales –o plenarios–, una el 5 de abril y la otra el 21, fechas de inicio y de cierre de la asamblea respectivamente. El día inicial, Artigas leyó la legendaria Oración Inaugural redactada por Miguel Barreiro, secretario y familiar vinculado estrechamente al caudillo. Dicha oración refleja fielmente la fuerza del pensamiento liberal y democrático de Artigas, plasmado y recordado para siempre en, quizá, la frase que hizo célebre al Jefe de los Orientales:

Mi autoridad emana de vosotros y ella cesa ante vuestra presencia soberana

A continuación, Artigas expuso las finalidades del Congreso: “La asamblea tantas veces anunciada –la Asamblea Constituyente de Buenos Aires– empezó sus sesiones (…). Su reconocimiento nos ha sido ordenado. Resolver sobre este particular ha dado motivo a esta congregación”. Se aconsejó el reconocimiento de la Asamblea Constituyente –lo que finalmente se aprobó– aunque condicionado a un pacto, en lo que Artigas fue claro y determinante: “Ni por asomo se trata de una separación nacional”. Una vez terminado el discurso los diputados tuvieron la libertad de debatir.
El pacto finalmente aprobado contenía ocho ítems que debían cumplir las autoridades constituyentes porteñas, que, en lo esencial, contenían una serie de aspiraciones orientales que nunca oyeron eco en Buenos Aires, encomendadas anteriormente por el caudillo a Tomás García de Zúñiga. Dichas pretensiones eran: el desagravio a Artigas y al pueblo oriental por las ofensas de Manuel de Sarratea, un aval del no abandono al asedio de Montevideo y de recibir pertrechos bélicos para la prosecución de la lucha, y el reembolso por parte de Sarratea de las armas robadas por este al Cuerpo de Blandengues. Las disposiciones 6.ª y 7.ª contienen los aspectos esenciales del convenio:

Disposición Sexta:: Será reconocida la confederación defensivo ofensiva de esta Banda con el resto de las Provincias Unidas, renunciando cualquiera de ellas a la subyugación a que se ha dado lugar por la conducta de este anterior gobierno.

Disposición Séptima: En consecuencia de dicha confederación se dejará a esta Banda en la plena libertad que ha adquirido como provincia compuesta de pueblos libres; pero queda desde ahora sujeta a la Constitución que emane y resulte del Soberano Congreso de la Nación (...).

Según el estatuto aprobado por la Asamblea de Buenos Aires –que desconocía la condición de provincia de la Banda Oriental– preveía un proceder especial para esta en materia de designación de diputados: Se podían elegir solo dos, uno por Montevideo y otro por Maldonado. Sin embargo, el Congreso de Tres Cruces, a su vez, desconoció estas disposiciones y creó otras propias, basadas en el antiguo derecho colonial. 
Según esta nueva resolución, se elegirían dos diputados por la cabeza de provincia (Montevideo) y uno que represente a su respectiva villa con Cabildo (Santo Domingo de Soriano y Guadalupe de los Canelones, actual ciudad de Canelones) además de un único emisario de poblaciones que contasen con “medio cabildo”; o sea, San Juan Bautista –actual Santa Lucía– y San José de Mayo, logrando la Banda Oriental una representación total de cinco congresistas.
Acatando las nuevas disposiciones orientales y contradiciendo las porteñas, fueron elegidos Mateo Vidal y Dámaso Antonio Larrañaga por Montevideo, Felipe Santiago Cardoso por Guadalupe de los Canelones y Dámaso Gómez Fonseca por Maldonado, Francisco Bruno Rivarola por Santo Domingo de Soriano y el único representante de San José de Mayo y San Juan Bautista: Marcos Salcedo.
Según la costumbre, los diputados fueron suministrados con un conjunto de instrucciones, las célebres Instrucciones del año XIII; uno de los escritos esenciales del artiguismo. Según las investigaciones históricas, no se halló prueba alguna de que las Instrucciones fuesen debatidas por el Congreso antes y durante su redacción, por lo que se tiende a pensar que fueron una empresa realizada exclusivamente por obra y pensamiento de Artigas.
En la sesión correspondiente al 20 de abril, los congresales denominaron los miembros constituyentes de un Consejo o Gobierno que velase por la recuperación y proyección de la economía oriental, siéndole otorgadas la responsabilidad de varias tareas cuyo norte común era el ya mencionado. Se trataba de los albores del denominado Gobierno Económico de Canelones. A modo de paréntesis, dicha sesión se caracterizó por asemejarse a la llamada democracia directa, practicada por los antiguos griegos en el ágora, ya que en ella no solo intervinieron los representantes que conformaron el Congreso el 5 de abril, sino que arribaron para participar en él varios ciudadanos de Montevideo y de otros puntos de la geografía oriental.
Anterior a la maceración del consejo –más precisamente el 19 de abril–, Artigas firmó tres tratados con José Rondeau –representante del gobierno de Buenos Aires–, titulados “Convención de la Provincia Oriental”, “Pretensiones de la Provincia Oriental” y “Pretensiones de las Tropas Orientales”; en los que reitera y afirma su postura y la de los congresales ya expresa en el pacto debatido, y finalmente aprobado, de la convención inaugural del 5 de abril.
```
Los documentos –al igual que las aspiraciones representadas por Tomás García de Zúñiga– fueron cuestionados y, en la práctica, nunca acatados por las autoridades bonaerenses. Ello se debía a que los orientales habían resuelto no emplear el método designado por los jerarcas porteños para la designación de los diputados, en lo que derivó –como consecuencia– que de los cinco diputados electos, solo Dámaso Gómez Fonseca y Dámaso Antonio Larrañaga (los designados por Maldonado y Montevideo respectivamente, como se preveía en la reglamentación bonaerense) fuesen reconocidos e incorporados. Además, en los mencionados textos se declaraba a Artigas como el 
Jefe de los Orientales
, algo nunca aceptado por Buenos Aires.
```

Con respecto al rechazo del resto de los representantes de la Banda Oriental en la Asamblea Constituyente bonaerense, la razón última de ello fue la defensa que proclamaban del sistema federalista artiguista, ya que otros diputados –pese a estar mal elegidos, como se ha mencionado– al poseer algunas diferencias, menores o mayores con el federalismo de Artigas, fueron finalmente aceptados.
En ese contexto, el caudillo oriental ordenó al diputado Felipe Santiago Cardoso a idear y desarrollar una campaña de acusación y propaganda sobre la postura de la Asamblea Constituyente en lo que respecta a las demás provincias, y debió pagar por ello con su detención y posterior confinamiento, por orden del gobierno. Larrañaga, desarrollando una labor de mediación ante las cada vez más tirantes relaciones entre Buenos Aires y Artigas, finalmente logró convencer a este último de la congruencia de convocar a una nueva asamblea que regularice el sistema de designación de diputados –Asamblea de Capilla Maciel– y los constituyentes porteños finalmente accedieron a darle a la Banda Oriental una representación de hasta cuatro diputados.
Pese a la intensa labor de Larrañaga en cuanto a la lima de asperezas entre Artigas y Buenos Aires, que dio algunos frutos, es evidente que la convergencia total entre las dos partes estaba muy lejos de ser alcanzada. Ello iría, con el devenir de los hechos posteriores, cada vez más en aumento. Es que, esencialmente, de una orilla y de otra del Río de la Plata se manejaban puntos de vista diametralmente opuestos: mientras que para el Gobierno bonaerense Artigas era un mero jefe militar díscolo, el pueblo oriental lo consideraba el Protector de un pueblo soberano e independiente.

#### Las Instrucciones del año XIII
Las Instrucciones del año XIII son un conjunto de veinte artículos, de contenido político e ideológico, que sintetizan la esencia fundamental de las ideas del artiguismo, así como contienen las bases elementales del proceso emancipador, llevado a cabo por José Gervasio Artigas en el contexto de la Revolución Oriental.
El acta que contiene los numerales conocidos como Instrucciones del año XIII fueron elaborados durante el transcurso del Congreso de Tres Cruces, convocado por el caudillo oriental tras su regreso del Ayuí, una vez finalizado el Éxodo Oriental. La finalidad de la asamblea era establecer las bases normativas por las que, una vez obtenida la independencia, se regiría la Provincia Oriental. La intención de Artigas, como ya se ha explicado, no consistía en plantear la separación de la antigua Banda Oriental como un Estado independiente, sino todo lo contrario; incluirla –en calidad de provincia– dentro del nuevo Estado que se estaba forjando en la Asamblea Constituyente de Buenos Aires. Para ello, Artigas organizó una elección, dentro del seno del Congreso, de cinco representantes orientales en la Asamblea Constituyente que planteen allí los pensamientos e ideas políticas de Artigas, plasmadas en las Instrucciones.
Se cree que Miguel Barreiro –sobrino, secretario y personaje muy cercano a Artigas– redactó las Instrucciones, basándose fuertemente en manuscritos y obras procedentes de Estados Unidos, primer país de América en lograr la emancipación colonial, en 1776. Entre los documentos inspiratorios figuraban traducciones del Acta de Independencia, el Acta de Confederación y los ensayos de Thomas Paine Sentido común y La independencia de la costa firme justificada por Thomas Paine treinta años ha, este último contenía a su vez textos de las constituciones estaduales de Estados Unidos. Además, en la confección del documento también se utilizaron antiguas normas españolas de derecho como fuente.
De los veinte puntos que componen las Instrucciones, poseen especial importancia los primeros tres artículos, transcritos a continuación:

Primeramente pedirá la declaración de la independencia absoluta de estas colonias, que ellas están absueltas de toda obligación de fidelidad a la Corona de España, y a la familia de los Borbones, y que toda conexión política entre ellas y el Estado de España es, y debe ser, totalmente disuelta.
Artículo Segundo: No admitirá otro sistema que el de confederación para el pacto recíproco con las provincias que formen nuestro Estado.
Artículo Tercero: Promoverá la libertad civil y religiosa en toda su extensión imaginable.

Una vez llegados a Buenos Aires los emisarios orientales con la versión definitiva de las Instrucciones, presentando la propuesta que contenía el acta a la Asamblea Constituyente, esta rechazó a los delegados y sus propuestas mediante el pretexto de que no fueron elegidos mediante la implementación del sistema exigido por la asamblea bonaerense, que implicaba menos representación oriental en la misma. Sin embargo, el real motivo del repudio se hallaba en las Instrucciones, ya que la mayoría del conciliábulo planteaba la institución de un sistema de gobierno unitario con base en Buenos Aires, algo que Artigas descartaba de plano; no solo por una traición a sus principios federalistas, sino también por violar uno de los puntos del acta:

Artículo Decimonoveno: Que precisa e indispensablemente, sea fuera de Buenos Aires donde resida el sitio del gobierno de las Provincias Unidas.

Este artículo establece la posición que defendían los revolucionarios orientales sobre el llamado Centralismo Porteño y la vieja rivalidad entre Montevideo y Buenos Aires expresada en la lucha de puertos. Para Buenos Aires, Artigas y su federalismo comenzó a ser visto como un muro que interrumpía sus intereses, y por lo tanto lo consideraban como un díscolo militar insubordinado antes que el jefe civil de su pueblo. Posteriormente, las rispideces entre orientales y bonaerenses se agravarían.

Los planteamientos propuestos por Artigas en las Instrucciones del año XIII, contradecían altamente al ideario político de la dirigencia porteña, que se basaba en principios totalmente distintos. Para esta, incluso en sus elementos más lucidos y honestamente liberales, el Estado debía organizarse según principios de jerarquización política que contemplaran la “natural” división social. Eso solo era posible estableciendo un gobierno centralizado y poderoso, al cual debían subordinarse las provincias previo acuerdo de participación de este. El desarrollo solo era posible en esta concepción, si existía una clase dirigente provista de poderes capaces de crear una legislación justa, equilibrada y racional, a la que todos debían someterse para entrar en el sendero del progreso, la cultura y la prosperidad. Esta dirigencia debía, por supuesto, surgir de la clase ilustrada, que en su gran mayoría residía en las ciudades, y particularmente en Buenos Aires. La ciudad, vinculada a las corrientes económicas, intelectuales y políticas del mundo, representaba la “civilización” frente a una “barbarie” provincial de reminiscencias feudales que era necesario, precisamente, “civilizar”.
Frente a esta idea se alzaba la visión federal, más amplia y democrática, basada en los derechos de las comunidades y la idea de que una nación solo podía construirse con la aportación igualitaria de todos sus sectores sociales. Una visión enraizada en un concepto de igualdad profundamente sentido por la población humilde del medio rural, que repetía como un sonsonete que “naide es más que naide” y que rechazaba la idea de que la conducción debía estar monopolizada por los ilustrados y los doctores. Ante la pretensión hegemónica de estos, instalados mayoritariamente en Buenos Aires, el federalismo, a la vez integrador y celoso de la defensa de los derechos de los pueblos, aparece como una necesidad inevitable. Artigas lo concibió no solo por sus lecturas de textos norteamericanos, sino por su experiencia de los tremendos hechos de 1811, en el curso de los cuales los derechos de su pueblo oriental fueron desconocidos en aras de intereses extraños, que se pretendían superiores.
El programa político de las Instrucciones del año XIII era, entonces, totalmente inasumible por los hombres que dirigían los destinos de la naciente comunidad política platense. Su pretensión de una igualdad provincial, que de alguna forma apuntaba a una equidad de derechos por encima de las clases, parecía un sinsentido irracional para Rivadavia, Sarratea o Alvear, significaba poner en el mismo plano a la “civilización" y la barbarie”. Y los caudillos líderes que lo impulsaban, comenzando por Artigas, eran, en la concepción de ellos, “anarquistas”, en el sentido de favorecedores del caos, de enemigos del centralismo civilizador. El entendimiento era imposible. Los que lo intentaron como José San Martín, terminaron marginados y frustrados. Estos dos idearios políticos altamente antagónicos pronto conllevarían a una mayor ruptura entre Artigas y el gobierno de Buenos Aires.

#### Gobierno Económico de Canelones
Considerado prioritario por José Artigas, el denominado Gobierno Económico de Canelones surgió en la Oración inaugural del Congreso de Tres Cruces, celebrado en abril de 1813. Dado su carácter prioritario, el día 20 de abril de aquel año —un día antes de finalizar el Congreso— ya se constituyó formalmente en Villa de Guadalupe, actual ciudad de Canelones; ya que Montevideo se encontraba sitiada por las tropas del Jefe de los Orientales y su entonces aliado, José Rondeau, pues la ciudad amurallada aún estaba bajo control español.
Acudieron a la primera junta del Gobierno Económico los habitantes de extramuros de Montevideo, quienes, en una particular muestra de democracia directa —se asemejaba más a una asamblea popular que a un gobierno propiamente dicho— se eligieron a los diez miembros permanentes del Consejo y a su jefe. Estos fueron Santiago Sierra, Francisco Pla, León Pérez, José Revuelta, Tomás García de Zúñiga, Juan José Durán, José Gallegos y Miguel Barreiro; los dos últimos escribano y secretario del presidente, que a la postre resultó ser Artigas. Sin embargo, el caudillo oriental declinó aceptar el cargo y finalmente Bruno Méndez ejerció funciones.
Muchos textos históricos suelen ignorar o darle relativa poca importancia a una de las primeras medidas del Gobierno, que no fue sino la Declaratoria de Independencia de la Provincia Oriental. Dicha proclamación —que no era de carácter secesionista, ya que en ese momento la viabilidad de Uruguay como país independiente ni siquiera se había formulado— era, prácticamente, una traducción de uno de los numerosos textos que Artigas poseía sobre la experiencia federalista estadounidense: la Constitución particular del estado de Massachusetts. El juramento, dispuesto a los miembros del Gobierno, comenzaba así:

¿Juráis que esta provincia por derecho debe ser un Estado libre, soberano e independiente, y que debe ser reprobada toda adhesión, sujeción y obediencia al rey, reina, príncipe, emperador y gobierno español y a todo poder extranjero cualquiera que sea?

El Congreso de Tucumán, tres años más tarde, instó a las provincias federales –Oriental, Misiones, Misiones Orientales, Corrientes, Entre Ríos, Santa Fe– a intervenir en el mismo con el objeto de declarar la independencia (se hizo finalmente el 9 de julio de 1816), Artigas mencionó que “Esta provincia —la Oriental— hace tiempo ya que proclamó su independencia”; refiriéndose sin lugar a dudas a la declaración emancipadora del Gobierno Económico.
Dicho Gobierno ejerció sus funciones –entre las que estaban la recaudación de impuestos, la administración de la Justicia, fomento de las actividades agropecuarias y ganaderas, gerenciamiento y disponibilidad de los bienes de los emigrados, abastecimiento del Ejército y difusión de la vacuna antivariólica– hasta que fue relegado y finalmente disuelto por el Congreso de Capilla Maciel, efectuado entre el 8 y el 10 de diciembre de 1813. Sin embargo, más allá de la efímera existencia del Gobierno Económico —apenas ocho meses— merece particular destaque la efectividad de la obra administrativa artiguista, lo que la absuelve de su carácter modesto.

### El Congreso de Capilla Maciel
Surgido como consecuencia del rechazo de los diputados orientales en la Asamblea Constituyente de 1813, celebrada en Buenos Aires, el Congreso de Capilla Maciel se efectuó por influencia de Dámaso Antonio Larrañaga sobre José Artigas, entre los días 8 y 10 de diciembre de 1813. El objetivo fue, entonces, corregir esa falta, lo que explica la breve duración del conciliábulo.
Tras considerar la propuesta de Larrañaga, Artigas designó a José Rondeau como organizador del mismo, e instaron a los pueblos de la Provincia Oriental a elegir sus respectivos representantes. Como se ha mencionado, el congreso se reunió el 8 de diciembre de 1813 en la Capilla del Niño Jesús, más conocida como Capilla Maciel –ya que se encontraba situada en la quinta del entonces extinto filántropo Francisco Antonio Maciel–, sita en las márgenes del arroyo Miguelete, en Montevideo. Se presentaron a la misma 20 delegados que representaban a 23 pueblos, y se designó como secretario de la asamblea a Tomás García de Zúñiga y como presidente a Rondeau debido a su “conocida moderación y prudencia”, lo que demuestra la estima y confianza que por aquel entonces el caudillo oriental le daba.
El 9 de diciembre de 1813, los congresistas eligieron tres representantes de la Provincia Oriental a la asamblea provincial, que resultaron ser Dámaso Antonio Larrañaga, Luis Chorroarín y Marcos Salcedo –todos ellos sacerdotes– a los que se les sumaba Dámaso Gómez Fonseca, quien ya estaba en Buenos Aires con el objeto de integrarse a la asamblea. Aquel mismo día, además, fue seleccionado un nuevo gobierno para la Provincia Oriental, decisión que ignoró completamente la existencia del Gobierno Económico de Canelones que se encargaba de las funciones administrativas y de contralor de la provincia, designado el 20 de abril de aquel mismo año en el Congreso de Tres Cruces. Sin embargo Tomás García de Zúñiga, integrante de dicho gobierno, no realizó al parecer objeción alguna y aceptó el nuevo cargo que le fue impuesto.
Este episodio revela la contradicción existente –y por ende, un incuestionable desconocimiento– entre lo resuelto en el Congreso de Tres Cruces y en el de Capilla Maciel, algo que Artigas no había premeditado ni tampoco deseaba que sucediera. Además dejó entrever un cambio de actitud en personajes que hasta el momento habían cooperado con el caudillo, como por ejemplo Tomás García de Zúñiga, Juan José Durán y José Rondeau, en el caso de este último también involucraba a un evidente doble juego.
Al día siguiente —10 de diciembre—, el congreso se encontraba preparando las actas que contenían las decisiones resueltas para su signatura, cuando de improviso el oficial artiguista Gorgonio Aguiar se hace presente con un oficio del mismo Artigas, en el que establecía como revocadas todas aquellas decisiones tomadas en la junta por contradecirse con las decisiones surgidas en el Congreso de Tres Cruces, las que consideraba no solo válidas sino también en plena vigencia. El oficio continuaba indicando el derecho a los delegados a contradecir las decisiones del congreso anterior, “pero debéis tener la prudencia de examinarlas”, y finalizaba con una indicación en la cual se exhortaba a los congresistas a suspender las sesiones hasta recibir confirmación de sus delegantes. Según términos de Artigas:

Suspended vuestras sesiones, ciudadanos electores; yo voy a escribir a los pueblos y entonces veré si su voluntad es la misma que se ostenta en el congreso de vuestra representación. De lo contrario, yo os hago responsables delante de los mismos pueblos de la continuación del abuso que hacéis de su confianza. (...) Cualquier determinación que adelantéis en contrario, la desconoceré abiertamente y vosotros responderéis a los pueblos del escándalo.

Tras el recibo del oficio por parte de los congresales, la reacción posterior a la lectura del mismo fue de molestia y confusión. El disgusto fue tal, incluso, que uno de los congresistas, Francisco Martínez –representante de Soriano– interrogó: “¿Quién era Don José Artigas para dar leyes o prescribir reglas a los representantes de los pueblos?”. Además, declaró que “si se hubiera sabido lo que contenía (el oficio) debía no haberse abierto, pero ya que se ha leído, soy del parecer que no se le conteste”. Finalmente se decidió contestarle al caudillo, declarándole “que no se hacía innovación alguna” en lo decretado, y se disolvió el congreso. Como consecuencia, Artigas cumplió su palabra e inició la Marcha Secreta que involucraba la rotura final de relaciones con las autoridades de Buenos Aires y el proclamado desconocimiento de lo resuelto en el Congreso de Capilla Maciel.
Muchos historiadores, artiguistas inclusive, destacan en esta junta el desatino de la petición de Artigas sobre la suspensión de las deliberaciones mientras escribía a cada uno de los pueblos con el objeto de saber su coincidencia con lo resuelto; sin mencionar la rápida omisión de lo resuelto en el Congreso de Tres Cruces. Además, existen señas de que la junta se apartó de la falta de presión que debían tener los concejales para deliberar con absoluta libertad. José Manuel Pérez Castellano, sacerdote que participó del consejo, escribió en su Relación Historial que “Aunque —Rondeau— hubiera concurrido sin tropa al congreso, venía acompañado de un ayudante que se quedó a la puerta, del lado de afuera, y a la menor contraseña podía llamar de alguna parte cercana a ocho o diez Dragones que con sus sables no hubieran dejado títere con cabeza”.

### La “Marcha Secreta”
Luego de finalizado el Congreso de Capilla Maciel, con su autoridad seriamente menoscabada por una asamblea representativa de los pueblos orientales que lo había ignorado, Artigas adoptó una serie de graves decisiones. La primera de ellas fue abandonar el sitio de Montevideo, lo que implicaba la ruptura total con las autoridades revolucionarias de Buenos Aires. El 20 de enero de 1814, de noche y en silencio, el caudillo se retiró con el grueso de sus tropas; dejó sin embargo, como fuerzas de observación, a dos regimientos mandados por Manuel Vicente Pagola y su hermano Manuel Francisco Artigas, dejando así desguarnecida el ala izquierda de la línea sitiadora. Artigas marcha hacia el N acampando en la calera de García, sobre el río Santa Lucía Chico en situación de expectativa. Allí se le incorporan casi todas las fuerzas orientales que totalizan unos 3.000 hombres. Artigas denomina a este acto “marcha secreta”.
De allí se dirige Artigas al NE, atravesando el Río Negro, próximo a la barra de Salsipuedes y continuando luego hacia Batoví para establecer por último su Cuartel General en Belén donde llega en los últimos días de mayo o primeros de abril y comienza una vasta campaña de extensión del federalismo en las provincias del litoral argentino, en particular Entre Ríos y Santa Fe. A partir de ese momento la dimensión del caudillo del Jefe de los Orientales trascendería de manera creciente el ámbito provincial para adquirir significación en una vasta zona del territorio de las Provincias Unidas del Río de la Plata. Su rápida marcha hacia el NE estaba impuesta por las informaciones que poseía Artigas referente a las concentraciones de fuerzas porteñas en Corrientes, Entre Ríos y Santa Fe.
Lleva así inmediatamente sus fuerzas al campo estratégico, con la finalidad de situarse en una posición central para actuar en una forma ventajosa contra sus enemigos, mientras se mantiene a salvo de cualquier ataque sorpresivo. De esta manera logra una superioridad estratégica indudable, que él se encarga de acentuar mediante la actuación de destacamentos ofensivos hábilmente comandados y mejor situados.

### Guerra entre Artigas y el Directorio
Para hostilizar a las tropas porteñas al mando de Rondeau que se encontraban sitiando Montevideo, Artigas dejó a Rivera, quien debía impedir la llegada de ganados y caballos para abastecer al ejército sitiador, quitándole sus medios de movilidad y subsistencia. Rivera ocupa el Paso de la Arena en Santa Lucía, interceptando un importante camino que iba a las zonas de abastecimiento.
Con el objetivo de cortar todas las vías de comunicación terrestre de las fuerzas porteñas que sitiaban Montevideo. Artigas deja a Otorgués en Fray Bentos, con misión de hacer demostraciones sobre las costas del Río Uruguay, constituyendo una verdadera amenaza de invasión. Su misión incluía la posibilidad de poder cooperar, en cualquier momento, en las operaciones que llevaran a cabo en Entre Ríos. Como lo establece Gregorio F. Rodríguez, Artigas se retiró del sitio para estar “en el seno de sus recursos y poder actuar de acuerdo a sus principios”.
Momentáneamente las provincias del litoral argentino pasaran a ocupar el centro de gravedad de sus actividades, en el seno de las cuales encuentran amplio apoyo sus ideas federales.
La retirada de las fuerzas artiguistas del sitio de Montevideo y las subsiguientes acciones hostiles de Artigas hacia el gobierno Porteño provocó inmediatas reacciones; los españoles de Montevideo enviaron una delegación ante el caudillo proponiéndole pasarse a su causa (misión Larroba-Costa), a la que dio una cortes pero firme negativa. Luego de la retirada de las tropas artiguistas en la “marcha secreta” también causó la reacción del Director Gervasio de Posadas (tío de Carlos de Alvear) que declaró en un documento el 11 de febrero a Artigas infame, privado de sus empleos, fuera de la ley y enemigo de la patria al tiempo que prometía 6.000 pesos a quien lo entregara vivo o muerto. Luego de eso Artigas desde su campamento en Belén abre las hostilidades contra el Directorio Porteño. Según lo establecen los escritores Arce y Vitale Delmonte en su obra “Artigas” (página 29), dicho documento ya estaba proyectado antes de esa fecha y se esperaba solo un pretexto para hacerlo público, tal como lo prueban unos manuscritos sin firma que se conservan en el Archivo General de la Nación Argentina.
Como reacción al decreto de Posadas, Artigas declara la guerra al Directorio y subleva las provincias del litoral, fomentando el levantamiento de las milicias entrerrianas y correntinas que defendían el río Paraná y el río Uruguay contra las incursiones de las tropas de desembarco de Michelena.
El gobierno porteño destaca contra Artigas una expedición al mando del Coronel Eduardo Kaunitz de Holmberg, formada por tres núcleos principales:

La columna a cargo del coronel Holmberg (gran táctico europeo que solo tuvo derrotas en América), que se hallaba en Santa Fe desde diciembre de 1813, las fuerzas del Comandante Hilarión de la Quintana que se encontraban en el Arroyo de la China y las tropas del Intendente Bernardo Pérez y Planes en Corrientes.
Todo indicaba pues que dicha fuerzas se proponían concentrarse en Entre Ríos para invadir la Banda Oriental y terminar con Artigas, según instrucciones reservadas de fecha 4 de febrero. Ante esta difícil situación, Artigas toma las siguientes disposiciones para batir aisladamente los tres núcleos y evitar que se reúnan; entre sus disposiciones ordena que Otorgués, que estaba en la región de Fray Bentos cruce rápidamente a Entre Ríos para atacar a Hilarión de la Quintana, para rechazar a Holmberg contara con la acción de Hereñu actuando en enlace con Otorgués, contra Pérez y Planes comisionó a Blas Basualdo, quien actuó en combinación con tropas paraguayas y por último para felicitar los movimientos oficia al Gobernador de Corrientes José León Domínguez.
Otorgués derrotó al gobernador Hilarión de la Quintana en la Batalla del Paso de Gualeguaychú en febrero de 1814. El 20 de febrero de 1814 Hereñu, que era el comandante de la Villa de Paraná, reconoció a Artigas como Protector de los Pueblos Libres desconociendo la dependencia de la Tenencia de Gobierno de Santa Fe a la cual estaba sujeta Entre Ríos desde 1810 y estableció de hecho la autonomía de la provincia. Posadas ordenó al barón Eduardo Kaunitz de Holmberg que alistara 400 soldados con artillería en Santa Fe y pasara a Entre Ríos a reunir sus fuerzas con las del comandante general de Entre Ríos, Hilarión de la Quintana. Holmberg llevaba instrucciones de apoderarse como fuera de Artigas y fusilarlo de inmediato.
Holmberg imprudentemente se lanzó a un rápido avance hacia el interior de la provincia, con el resultado de que sus fuerzas, predominantemente milicianos santafesinos, desertaron en el camino. Llegó a Gualeguay, donde recibió la noticia de que el caudillo Hereñu había ocupado la Bajada del Paraná. Regresó rápidamente y fue derrotado por Hereñu el 22 de febrero en el combate de El Espinillo en colaboración con el jefe artiguista Andrés Latorre. Fue tomado prisionero pero, para su sorpresa, Artigas no solo no lo hizo fusilar, sino que lo puso en libertad unos días más tarde. Entre los prisioneros liberados ese día estaba el capitán Estanislao López.
Los realistas de Montevideo creyeron contar con Artigas para su causa enviando una delegación ante el Protector proponiéndole pasarse a su causa (misión Larroba-Costa), a la que dio una respuesta cortés pero negativa. Rechazando todas las ofertas realistas, que le prometían cargos militares y hasta dinero con tal de que abandonara la causa de la independencia.
La provincia de Misiones estaba gobernada por el general unitario Bernardo Pérez Planes, que tenía constantes problemas con las autoridades paraguayas. A este territorio Artigas envió a Blas Basualdo, uno de los principales jefes de ese tiempo, quien ocupó el pueblo correntino de Curuzú Cuatiá derrotando luego a las fuerzas de Pérez Planes en el pueblo misionero de Concepción y en la Batalla de La Cruz el 19 de marzo, con lo que los federales pasaron a controlar las áreas occidentales de la Provincia de Misiones, que vinculaba el litoral del Paraná al Paraguay.
La derrota unitaria en Misiones tuvo repercusión inmediata en la Provincia de Corrientes, donde un pronunciamiento federal dirigido por el teniente de milicias Juan Bautista Méndez, derrocó al gobernador unitario Domínguez.
Con apenas unas escaramuzas y una sola batalla, Artigas y sus partidarios dominaron Entre Ríos. El caudillo nombró a Hereñu (o Ereñu) comandante de Paraná y a Blas Basualdo como comandante del río Uruguay.
Por esa misma época, Otorgués y José Antonio Berdún recorrieron el interior de la provincia Oriental, logrando que todos los pueblos alejados de Montevideo se pronunciaran por el federalismo. En las mismas villas cercanas a esa ciudad, San José, Canelones, Trinidad y Durazno, el pueblo apoyaba a Artigas.
En tres meses, Artigas había logrado controlar cuatro provincias.

### Tercera campaña de la expedición a la Banda Oriental
Como consecuencia de estas victorias artiguistas, el director Gervasio Antonio de Posadas inició distintas gestiones diplomáticas. El 7 de marzo de 1814, Posadas incorporó la Provincia Oriental a las Provincias Unidas del Río de la Plata, legitimando así el mantenimiento del Ejército de operaciones sobre Montevideo (lo que significaba no reconocer el Congreso de Abril ni al artiguismo en general) y determinó que la Provincia Oriental fuera gobernada por un gobernador intendente unitario, cargo para el que fue designado Nicolás Rodríguez Peña. Este fue sustituido casi de inmediato por Miguel Estanislao Soler, un militar de gran prestigio personal, casado con una familiar de Manuel Oribe.
Para terminar con la resistencia artiguista, intentó un nuevo armisticio con Vigodet, que finalmente fracasó. Temiendo que Artigas aceptara las insinuaciones de Vigodet, envió ante el Jefe de los Orientales una misión del fray Mariano Amaro y el teniente coronel Francisco Candioti (Comandante del Regimiento de Cívicos de Santa Fe). Los comisionados tomaron contacto con Artigas en Belén, llegando a un acuerdo el 23 de abril de 1814, con el cual se aceptaban ciertas demandas de Artigas, cesándose las hostilidades, restableciéndose el honor y dignidad de Artigas, se reconocía la autonomía de la Provincia Oriental, prestándole además apoyo militar y económico. En tal sentido el ejército Auxiliar se retiraría por Colonia hacia Buenos Aires, menos un regimiento de infantería, 100 artilleros con sus pertrechos, municiones y 2 piezas. Esta ayuda se realizó a cuenta de mayores auxilios a prestarse cuando la situación lo permitiera.
La escuadra de Buenos Aires que bloqueara el puerto de Montevideo y actuara en enlace con las fuerzas orientales que sitiaran la plaza por tierra. Posadas rechazó dicho pacto, por ser opuesto a sus designios, alguno de cuyos motivos figuran en el documento inserto, la obra La Diplomacia de la Patria Vieja, página 150; Observación al Plan de Reconciliación y Pacificación.
Fracasadas estas negociaciones, continuaban las hostilidades. Las tropas artiguistas al mando de Blas Basualdo, habían ocupado Curuzú Cuatiá, marchando hacia el noreste. En la Banda Oriental los destacamentos artiguistas hostilizaban sin cesar la retaguardia de las fuerzas sitiadoras arrebatándoles el ganado que servía para su alimentación y la caballada, su principal medio de movilidad. Tal osadía desplegaron las partidas a órdenes de Fructuoso Rivera que Rondeau se vio precisado a reunir sus ganados y caballadas en el Cerro, bajo la custodia del Regimiento de Granaderos a Caballo. Mientras que en Montevideo, en la línea sitiada en los primeros meses de 1814 la situación de los montevideanos distaba mucho de ser satisfactoria. Las posibilidades de la ciudad dependían en gran parte del mantenimiento del tránsito marítimo, para poder abastecerse, dado que estaban sitiados por tierra.
Gestiones de Fernando Otorgués, hicieron que las naves regentistas zarparan desde Montevideo rumbo a Soriano, por lo cual dejaban a Montevideo desprotegida de cualquier ataque naval, fue así que el almirante Guillermo Brown, respondiendo a los mandamientos del Directorio, bloqueó el puerto de Montevideo el 20 de abril, dejando a la plaza desabastecida tanto por tierra como por mar. Luego de eso, la escuadra regentista que se encontraba rumbo a Soriano, se enteró del bloqueo por parte de Brown, y no vaciló en volver a Montevideo, para presentar batalla a los juntistas. El 14 de mayo regresaron los regentistas al Puerto de Montevideo y luego de algunas acciones navales menores, que les fueron favorables fueron totalmente derrotados en el Combate naval del Buceo el 17 de mayo de 1814.
Luego de esa victoria, el director de las Provincias Unidas, Gervasio de Posadas sustituyó al jefe sitiador José Rondeau por su sobrino Carlos María de Alvear al frente de las fuerzas sitiadoras. De esa manera, el orgulloso y joven general Alvear, se hacía con una victoria, que en realidad no había trabajado. Rondeau resignado por su esfuerzo sin valor, aceptó el despojo, pero no lo olvidó.
Por fin Gaspar de Vigodet, gobernador de Montevideo y máxima autoridad desde que el virrey Francisco Javier de Elío declarara abolido el Virreinato del Río de la Plata y regresara a España en noviembre de 1811,[cita requerida] comprendió que la resistencia era imposible y pidió condiciones de rendición, acosado por el hambre, las enfermedades y la falta de pertrechos. Tuvo que vencer la resistencia de los “emancipados”, que querían resistir hasta el final. El gobernador puso duras condiciones, que Alvear aceptó sin protestas: la ciudad se entregaba al gobierno revolucionario “en depósito”, y el gobierno de Buenos Aires debía aceptar que pertenecía a la monarquía española, al igual que el resto de las Provincias Unidas, y debía comprometerse a no izar otro pabellón que no fuera el español. Se respetarían la persona y los bienes de quienes hubieron combatido a favor del gobierno colonial, se permitiría la salida hacia España de todas las fuerzas armadas y de todos los que quisieran irse y no se retirarían las armas que quedaban en la ciudad. El armisticio se firmó el 20 de junio de 1814 y el 22 las tropas de Alvear entraron en Montevideo. Se iniciaba el periodo que la historiografía uruguaya, nombraría por unanimidad como “dominación porteña”.
Alvear no respetó ninguna de las cláusulas de rendición, a excepción, de permitir la retirada de las tropas españolas, y empezó a gobernar en Montevideo el gobernador designado por el Directorio antes dicho, Miguel Estanislao Soler. Los nuevos gobernantes, inspirados por Alvear, actuaron como un ejército de ocupación: destituyeron al Cabildo y digitaron otro que les era afín; anularon el Consulado de Comercio que habían establecido los españoles después de la ruptura con Buenos Aires y lo sustituyeron por un funcionario que ellos pudieran controlar (el designado fue Jerónimo Pío Bianchi. Todos los barcos “enemigos o neutrales” que estaban en el puerto fueron declarados “buena presa” (o sea, botín de guerra) y sus dueños debían pagar un cuarto de su valor entregados en muchos casos por los integrantes del nuevo régimen. Los españoles que permanecieron en la ciudad fueron discriminados y se les prohibió reunirse, comerciar, tener empleos públicos y hasta andar a caballo sin autorización; la falta a cualquiera de esas disposiciones era castigada con la muerte.
Mientras que por esas épocas, para entorpecer más las comunicaciones de los ocupantes porteños con la campaña, Artigas hizo ocupar todos los pasos al norte de Montevideo, aislando así las fuerzas porteñas. De tal situación da cuenta Alvear en su oficio del 29 de agosto, dirigido al Director Supremo de las Provincias Unidas, a quien le solicita refuerzos a fin de atender dos frentes: el aprovisionamiento de Montevideo y la lucha contra Artigas.
Ocupada la ciudad Alvear planeó la dominación de la campaña de la Banda Oriental, invitando a Otorgués que estaba en Las Piedras, a hacer la paz, aprovechando esta circunstancia para sorprenderlo y derrotarlo completamente el 25 de junio. Otorgués había sido destacado por Artigas a fin de que reclamara a las fuerzas porteñas la entrega de la plaza. El 9 de julio, Alvear por el Gobierno de Buenos Aires y García de Zúñiga, Barreiro y Manuel Calleros por Artigas, celebraron en el Fuerte un acuerdo sobre las siguientes bases: rehabilitación del Jefe de los Orientales (que Posadas haría efectiva en su decreto del 17 de agosto), reconocimiento de Artigas como comandante general de la Campaña y Fronteras de la Provincia Oriental, reconocimiento de Gobierno de las Provincias Unidas, nueva designación de diputados a la Asamblea General Constituyente; se pondría el Regimiento de Blandengues a órdenes de Artigas y se abandonarían las pretensiones artiguistas sobre Entre Ríos.
Artigas confirmó y ratificó el día 18 este documento. Una vez firmado este acuerdo Alvear regresó a Buenos Aires, pero a causa de malentendidos en el cumplimiento de sus cláusulas, regresó por vía Colonia para abrir las hostilidades contra Artigas. Posiblemente Alvear no pensó nunca en cumplir el citado acuerdo, sino tan solo diferir el problema hasta la llegada de refuerzos. Algunos autores establecen que este embarque fue una comedia fraguada para engañar y sorprender a las tropas artiguistas. En septiembre de 1814 Alvear desembarcó en Colonia con una división de unos 1300 hombres. Estas fuerzas se sumarían a las que el gobernador de Montevideo Miguel Estanislao Soler mandara presuntamente comandadas por él, constituidas por 1200 hombres y 4 piezas de artillería. Esta columna se puso en marcha el 9 de septiembre, con destino a la calera de García en el Paso de la Arena.
El plan de Alvear para derrotar a Artigas, consistía en avanzar rápidamente hasta el centro de la Banda Oriental, con un ejército poderoso ocupando los pasos del Río Negro e interceptando las comunicaciones entre Artigas y Otorgués, tratando de evitar que se unieran. Estas operaciones serían complementadas por los coroneles Juan José Viamonte, Eusebio Valdenegro, Blas Pico, que ocuparían los pasos del Río Uruguay impidiendo las comunicaciones de Artigas con el coronel Blas Basualdo, jefe de los Blandengues. Una vez interpuesto entre las posiciones orientales, batiría a cada uno por separado. En primer lugar atacaría a Otorgués en el Sur, luego Artigas y Rivera en el Norte, para finalizar haciendo atacar a Blas Basualdo por Valdenegro al oeste del Río Uruguay.
Dichos planes parecieron tener aliento luego de la victoria de las fuerzas del directorio en la Batalla de Marmarajá dirigidas por Manuel Dorrego, pero se vieron totalmente frustradas luego de la derrota que sufrieron en el transcurso de la Batalla de Guayabos a manos del general Fructuoso Rivera, por la cual, luego de ésta, las fuerzas directoriales se vieron obligadas a evacuar la Provincia Oriental desde el puerto de Montevideo.

### La Liga Federal

En rojo, la Liga de los Pueblos Libres en 1815, parte de las Provincias Unidas del Río de la Plata

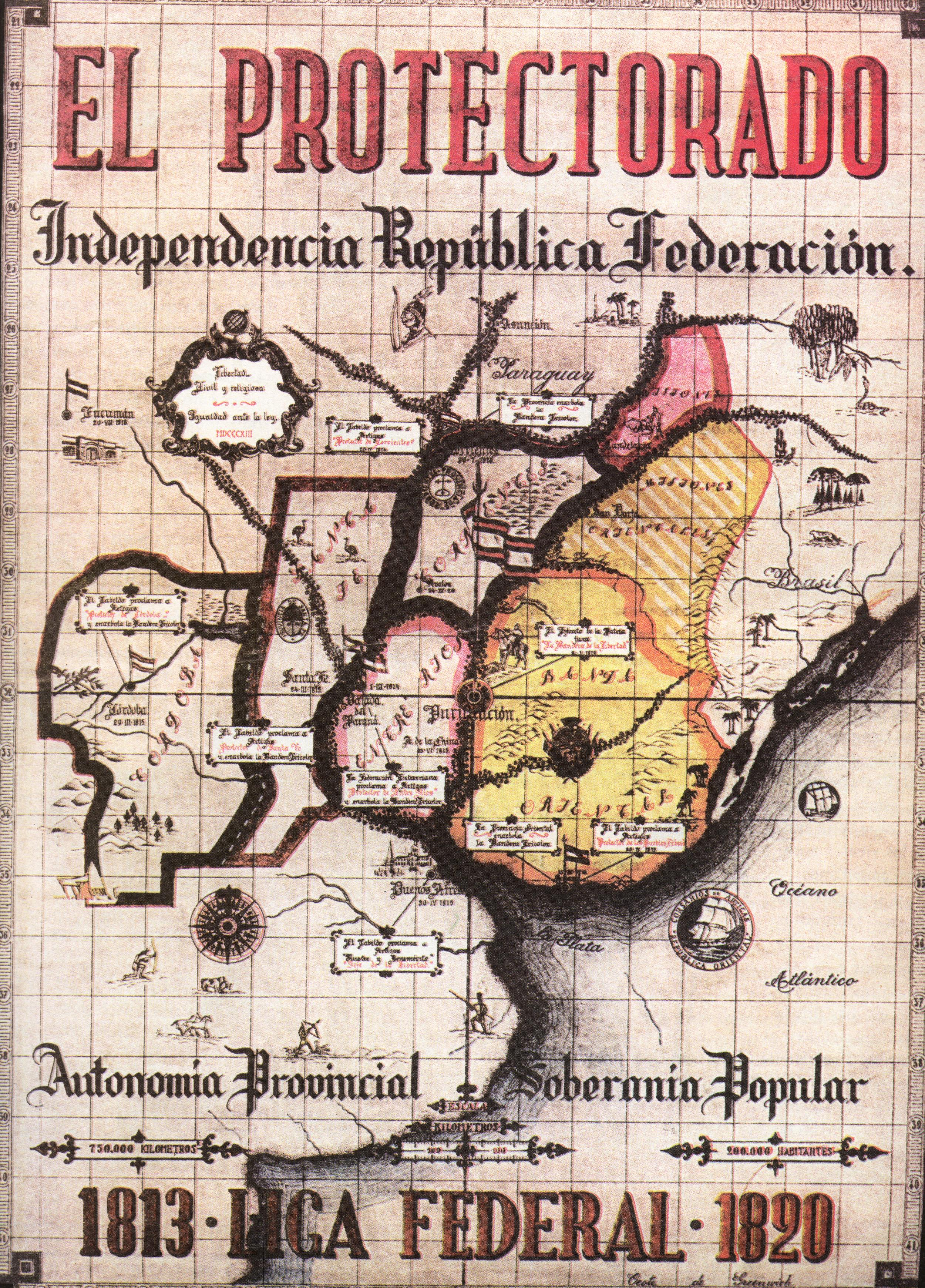
A la Liga Federal comúnmente se la nombraba como “El Protectorado”.

La Liga Federal —también conocida como Liga de los Pueblos Libres o Unión de los Pueblos Libres— fue una entidad territorial creada —no así consolidada— por José Gervasio Artigas, que abarcaba la provincia Oriental y las actuales provincias argentinas de Entre Ríos, Corrientes, Santa Fe, Misiones y Córdoba, así como las Misiones Orientales.
El caudillo oriental José Gervasio Artigas concibió al sistema federalista de gobierno como el mejor a adoptar una vez adquirida la independencia de la metrópolis, es decir, España. Por ello, tras el Congreso de Abril de 1813 Artigas proclamó la independencia de la Provincia Oriental, aunque siendo extremadamente claro: “
Ni por asomo se trata de una separación nacional”. Lo que el caudillo deseaba era integrar a su recién emancipada Provincia Oriental al movimiento revolucionario bonaerense, que estaba planteando la creación de las Provincias Unidas del Río de la Plata. Por tal motivo envió representantes hacia la Asamblea Constituyente —que deliberaba en Buenos Aires— con las Instrucciones del año XIII, documento elaborado durante el Congreso de Abril que plasma las bases teóricas sobre las ideas de Artigas; resumidas en tres pilares fundamentales: Independencia, República y Federación.
Sin embargo, los diputados porteños no admitieron a sus pares orientales, con el supuesto de estar mal elegidos según su sistema de elección, que Artigas desestimó por considerarlo inadecuado. En realidad, se aduce que este rechazo tuvo motivos políticos: Buenos Aires veía al federalismo como una teoría discordante, mientras que Artigas lo consideraba, por el contrario, como garantía de la unidad de una nación. Esta ruptura con Buenos Aires obligó a Artigas a crear un proyecto independiente del suyo, que contemplase sus ambiciones federalistas: la Liga Federal. El Jefe de los Orientales planteaba que la futura nación a concebir debía estar compuesta por una especie de pactos interprovinciales; es decir, un gobierno local competente a cada provincia que se ocupe de sus asuntos internos, ya que creía que este era el aspecto esencial para proteger la “soberanía particular de los pueblos”.
Entonces, cada provincia o unidad administrativa debía poseer, además de su gobierno, su respectiva constitución y hasta su propio ejército, ya que Artigas creía en “el derecho de los pueblos a guardar y tener armas”.
```
Sin embargo, la autonomía provincial estaría limitada por un gobierno central, que se encargaría de administrar los asuntos comunes a todo el conjunto, que estaría basado en una constitución; los pactos interprovinciales que se mencionan anteriormente. Todo esto demuestra la influencia que tuvo en Artigas la experiencia independentista y federalista estadounidense, ya que poseía varios textos de la misma (como la Declaratoria de Independencia y la 
Constitución de los Estados Unidos
, así como las constituciones particulares de algunos estados y un buen acervo de la obra de Thomas Paine), además de basarse en la antigua tradición foral hispánica. La interrogante a resolver es si Artigas planteaba un Estado federal o una confederación de Estados, pregunta algo baldía e intempestiva para nuestro tiempo.
```

Primer pabellón de la Liga Federal.

Con respecto a los aspectos económicos, el caudillo oriental se mostró en desacuerdo con el sistema monopólico de los tiempos coloniales, e influido por el liberalismo, adoptó la política de librecambio. Sin embargo, con el pasar del tiempo ese liberalismo inicial mutaría en un posterior proteccionismo, que se haría cada vez más marcado, expresión de ello fue el Reglamento de Aduanas de 1815. Un ejemplo fue el desarrollo en las provincias del interior de una industria artesanal que competía en desventaja con respecto a los productos importados de Europa. Entonces Artigas, prestando particular atención a ese hecho planteó el gravamen fiscal a los productos importados con el fin de favorecer la industria local, lo que a su vez le granjeó más dificultades con Buenos Aires, además de aumentar la hostilidad hacia su persona por parte de Inglaterra y enajenar las simpatías de la burguesía mercantil montevideana.
La extensión del federalismo artiguista por todas las provincias del interior, que incluso llegó a tener fuerza en lugares alejados como La Rioja y Santiago del Estero (la situación era compleja, un ejemplo de ello: el caudillo santiagueño Juan Francisco Borges no ofreció fuerzas para combatir a los realistas que atacaban desde el norte y amenazaban desde el oeste; ante las peligrosas circunstancias para los independentistas el General Manuel Belgrano envió a Gregorio Aráoz de Lamadrid a resolver el caso, Lamadrid fusiló a Borges pese a que Belgrano había otorgado un indulto para el caudillo santiagueño), determinó que la base social que apoyaba y alentaba su aplicación estuviese constituida por indígenas y gauchos, población rural y desposeída por excelencia.
```
Población rural por excelencia ya que Montevideo sentía cada vez más antipatía por el proyecto artiguista. En un comienzo se alió al caudillo por colisión de intereses mutuos con Buenos Aires, pero la política proteccionista, sus ataques contra la propiedad privada y la falta de observación a las jerarquías sociales de una ciudad patricia como Montevideo desdibujaron su enemistad.
```

En tanto, Artigas apoyó recíprocamente a las masas campesinas que lo seguían con su Reglamento Provisorio para Fomento de la Campaña y Seguridad de sus Hacendados, de 1815, en el cual se autorizaba la expropiación de terrenos a los “malos europeos y peores americanos”, para posteriormente ser repartidos entre el pobrerío rural que lo seguía, bajo el lema de que “los más infelices serán los más privilegiados”.
```
Además, defendió la idea de la universalidad de la enseñanza sin distinción de clases sociales o etnias, e incluso intentó crear reservaciones indígenas autónomas, gobernadas por sus habitantes. Todo esto se tradujo en el efecto popular que tendría el movimiento bajo sus consignas de reivindicación social, que a su vez lo alejaba más de las clases altas que en un comienzo apoyaron al caudillo. En ese contexto, Artigas convocó a un congreso en la ciudad de 
Concepción del Uruguay
, conocido como 
Congreso de Oriente
, el 29 de junio de 1815. En él sus integrantes anunciaron “
la unidad federal de todos los pueblos e independencia no sólo de España sino de todo poder extranjero
 (...)”.
```

## El apogeo de la Revolución
Durante 1815 y hasta junio de 1816, la Revolución Oriental viviría su máximo apogeo. José Gervasio Artigas, el líder del levantamiento, impulsaría cambios sociales, políticos y económicos que revolucionarían totalmente la realidad de la Banda Oriental y la Liga Federal.

### Fundaciones de Pueblos

#### Purificación, la Capital de la Liga Federal
Unos cien kilómetros al norte de la ciudad de Paysandú, en la desembocadura del arroyo Hervidero, que desagua en el río Uruguay, el caudillo tenía el cuartel general de sus tropas. En las proximidades de este creó un establecimiento de internación de sospechosos y desafectos, que allí permanecieran hasta ser “purificados”, de donde, al parecer, surgió el nombre que terminó por designar todo el asentamiento. Se supone que esa denominación fue adoptada por el padre José Benito Monterroso, por entonces el secretario más estrechamente ligado al caudillo, quien a su vez lo habría tomado de los “campos de purificación” creados en España por las Cortes de Cádiz, en 1812, como centros de interacción de ciudadanos de opinión bonapartista.[cita requerida]
En la época, el paraje era conocido como Chapicoi, su nombre original guaraní, o como Castillo de Bautista. Se le nombraba también como Artigones, o Purificación de Artigones. En mayo de 1815 el caudillo estableció allí su cuartel general, después de una breve estancia en Paysandú, y el caserío que lo rodeo se fue construyendo espontáneamente. Las ventajas de la situación geográfica eran evidentes, como punto equidistante de Montevideo y Buenos Aires, ventana abierta sobre las llanuras litoraleñas en las que reinaba el federalismo. La población civil vivía en tolderías o ranchos de paja y terrón, y las únicas construcciones de material parecen haber sido el rancho que habitaba el propio Artigas y la iglesia, construida en 1816 y que contenía una imagen de la Purísima Concepción enviada por el Cabildo de Montevideo. En el establecimiento de detención los internados se dedicaban a tareas rurales bajo estrecha vigilancia, y no existe constancia alguna que fueran sometidos a torturas o malos tratos, como afirmaban los enemigos del artiguismo. Todo el recinto estaba aislado por tres fosos de la profundidad de un hombre y defendido por cinco baterías de artillería. En su momento de mayor esplendor parece haber albergado a 1.500 o 2.000 habitantes. Algunos de los cuales producían corambre, astas, sebo, crin y maderas que eran comercializadas básicamente con Montevideo. La casa de Artigas es descripta, por John Parish Robertson y por Dámáso Antonio Larrañaga en su Viaje de Montevideo a Paysandú, como amplia y acogedora, aunque casi carente de muebles. Pegado a ella había un rancho que servía como cocina.
John Parish Robertson era un comerciante inglés con espíritu aventurero que había venido al Río de la Plata con las Invasiones Inglesas de 1806, cuando contaba con 15 años, y que, más tarde, junto a su hermano William, recorrió ampliamente toda el área, incluido el Paraguay, en aquellos años turbulentos, haciendo negocios. Pudo considerarse feliz de haber podido sobrevivir y narrar luego sus experiencias. En los primeros meses de 1815 viajaba en barco desde Buenos Aires a Asunción cuando fue interceptado y aprisionado por soldados de Artigas.

### El Artiguismo en Montevideo y el Cabildo Gobernador
Los guerreros artiguistas, que habían cumplido cuatro años ininterrumpidos de lucha y sacrificio, soportando los abusos y las hostilizaciones de las tropas portuguesas convocadas por los realistas montevideanos, y que habían sufrido, ellos y sus antepasados, el desprecio, la persecución y la explotación, veían llegado el momento de su revancha histórica. Desde el principio se sucedieron las quejas por las acciones destempladas, a veces brutales, de los nuevos ocupantes. Los soldados artiguistas bebían en las tabernas y se marchaban gritando: “¡Paga la Patria!”, y se acusaba a Otorgués de organizar bailes de asistencia obligatoria en los que se vejaba a las señoritas y damás montevideanas. Artigas había nombrado a Otorgués Gobernador Político y Militar de la plaza. Las funciones gubernativas de corte municipal quedaban a cargo del
Cabildo, cuya integración se había renovado. Desde Purificación, Artigas ejercía una suerte de vigilancia paternalista y severa. La primera diferencia de importancia que se dio en el seno de esta distribución del poder tuvo que ver con el tratamiento que había de darse a los españoles, término que tenía una significación netamente política: los que habían actuado del lado de las autoridades coloniales; debe recordarse que por entonces circulaba información sobre el envío de la expedición reconquistadora a cargo del general Morillo, enviada por el rey Fernando VII, y que se presumía que su destino sería el Río de la Plata. La guerra anticolonial no estaba concluida ni mucho menos.
El 7 de marzo el nuevo alcalde de primer voto, Tomás García de Zúñiga, dictó un bando que aseguraba igualdad de derechos entre españoles y americanos, cualquiera que hubiera sido su postura en las luchas anteriores. Al mismo tiempo, el Cabildo permitía libremente la emigración de quienes quisieran marcharse, lo que habilitó a muchos “empecinados” del período anterior para marcharse hacia Río de Janeiro o hacia la misma España. Esta disposición y esta conducta chocaron frontalmente con la que derivaba del gobernador, que el 2 de marzo había prohibido a los españoles “mezclarse pública o privadamente en los negocios políticos de la provincia, bajo pena de fusilamiento”; pena que se hacía extensiva a “quien lo supiera y no lo delate”. Semejante intransigencia provenía del mismo Artigas, que ordenó, con fecha 25 de marzo, que “todo español que hubiera vuelto a estos pueblos y sus jurisdicciones” luego de la caída de Montevideo en mano de los porteños, “deberá reembarcarse inmediatamente para Buenos Aires” so pena de la pérdida total de sus bienes. El 3 de mayo, con el pretexto de que algunos españolistas mostraban júbilo ante la presunta inminente llegada de la expedición reconquistadora y miraban desde sus azoteas el horizonte con catalejos esperando ver los barcos, Otorgués dispuso el arresto de todos “los españoles europeos que se hallaron en esta plaza durante el primero o segundo sitio”. Semejantes medidas cayeron pésimamente en el seno de la población, incluso en aquella parte que no se veía afectada directamente, pues prácticamente todos los montevideanos tenían amigos o parientes entre los “españoles europeos”. Las relaciones entre el Cabildo y el gobernador se fueron deteriorando.
Había, sin embargo, una fracción del Cabildo que apoyaba esta dureza de tratamiento, y por razones que poco tenían que ver con la lealtad; algunos personajes vinculados al comercio aspiraban a hacerse cargo de los privilegios de los que habían disfrutado los españoles, y por ello respaldaban la política artiguista. Uno de ellos era Lucas J. Obes, personaje de notoria jerarquía, abogado y comerciante, que se ganó la confianza de Otorgués. De esta forma, un círculo de hombres de negocios fue consiguiendo interesantes privilegios: Pablo Pérez logró el monopolio de la provisión de pan al ejército; su primo Lorenzo J. Pérez lo obtuvo en préstamos de dinero, Manuel Pérez consiguió el de abastecimiento de verduras y León Pérez el de carne. Todos los beneficiarios eran, además, parientes de Otorgués, lo que daban a todo el asunto un carácter nepótico. El almacén de Juan Correa, muy amigo del caudillo artiguista, abrió una cuenta corriente para que los soldados se vistiesen y aprovisionasen a discreción y de forma gratuita; luego pasaba abultadas cuentas al flamante Consulado de Comercio de Montevideo, que autorizaba esos pagos. Y sucede que el presidente de dicho Consulado era el propio Juan Correa, que hacia así un negocio redondo a pagarse a sí mismo lo que devengaban las tropas de su almacén. Al decretarse la secularización de los diezmos – recibidos antes por las autoridades eclesiásticas y, a partir de una disposición del Cabildo, administrados por las autoridades civiles-, que con frecuencia se pagaban con trigo, el cuerpo municipal ordenó que esa cantidad de trigo fuese repartido entre “los panaderos patriotas”, que obtenían de esa forma materia prima prácticamente gratis. De esta disposición se benefició directamente Lucas J. Obes.
Cuando Artigas se enteró de estas maniobras, y supo de las discordancias entre el Cabildo y Otorgués, dispuso la separación de este del cargo y lo envió a la frontera a vigilar los movimientos de los portugueses. Con fecha 10 de mayo, Otorgués comunicó al Cabildo la decisión del Protector, y ello generó una rebelión organizada por quienes perdían así los privilegios conseguidos. Un grupo de ciudadanos, con la tolerancia de la fuerza armada, irrumpió en el Cabildo y exigió la renuncia de este y la permanencia de Otorgués en su puesto de gobernador. Ante esa situación, virtualmente un golpe de Estado, el Cabildo dimitió y se designó un congreso electoral que debía elegir nuevos cabildantes, y que fue presidido por Lucas J. Obes.
Dicho congreso eligió a los nuevos regidores dejando fuera a Tomás García de Zúñiga y Felipe Santiago Cardazo, que se suponía eran los más hostiles a Otorgués. El nuevo Cabildo creó entonces una junta de vigilancia encabezada por Lucas Obes que, el 19 de mayo, dictó un bando draconiano por el cual se establecía que todos los españoles debían pasar, en un plazo de tres días, por la sala de Junta a consignar su nombre y demás datos; solo si era expresamente autorizado por el organismo podía un ciudadano español seguir residiendo en la ciudad, de lo contrario debía emigrar y perdía todos sus bienes. El mismo día Otorgués, que seguía actuando como gobernador contra la expresa disposición de Artigas, ordenó a los comandantes militares de los pueblos que confiscaran los bienes de los emigrados. El 21 de mayo llegó un furibundo oficio de Artigas, enterado de la desobediencia de sus disposiciones, por el cual renunciaba a su autoridad “después de que mis providencias no son respetadas ni merecen la pública aprobación”. Nunca quedará cabalmente claro a qué autoridad renunciaba Artigas (en sí, nunca renunció), pero sí está claro que esa dimisión causó una repercusión de enorme importancia sobre todos los orientales. El Cabildo envió a Antolín Reyna y a Dámaso Antonio Larrañaga a entrevistarse con el caudillo. Calmados los ánimos del caudillo y retirada su renuncia, ya no hubo desobediencias: Otorgués dejó el cargo y marchó hacia la frontera el 20 de junio, y el Cabildo de Montevideo se hizo cargo del control de la ciudad y de los territorios del interior de la provincia, con el título de Cabildo Gobernador. El 9 de julio el caudillo nombró como comandante militar de Montevideo a Fructuoso Rivera que llegó a la ciudad pocos días después, a pie y con sus bártulos en un carrito, en actitud de total acatamiento a las autoridades civiles. Para evitar que se reprodujesen hechos como los anteriores, que habían revelado las dificultades de Artigas para seguir el devenir de los hechos desde tan lejos, este designó a su secretario Miguel Barreiro como delegado, con la expresa misión de oficiar de nexo entre el cuartel general de Purificación y la ciudad.
La nueva etapa corrigió algunos de los principales vicios de la etapa anterior; Rivera reprimió severamente los abusos de la soldadesca, Barreiro terminó con las prebendas y privilegios indebidos (Lucas Obes, Juan Correa, Juan María Pérez y Antolín Reyna fueron internados en Purificación; (este último escapó, y sus bienes fueron confiscados) y la situación tendió a normalizarse. Sin embargo, pronto surgieron nuevas desinteligencias entre el caudillo, los regidores y su propio delegado, que tuvieron como fundamento la creciente severidad del Protector y el sesgo radical que confirió a algunos temas, en especial al que tiene que ver con la situación de los españoles y el problema de tierras.
Las primares diferencias surgieron cuando Artigas, desde Purificación, hizo aún más estrecho el cerco que había forjado contra los españoles. Con fecha 28 de junio envió un oficio al Cabildo ordenando que fueran remitidos a Purificación todos los españoles europeos reconocidamente enemigos de la revolución. Complementó esta medida el 8 de julio al ordenar el retorno de todos los emigrados después de la toma de Montevideo por los orientales en el plazo máximo de dos meses con peligro de tener una confiscación de los bienes. El carácter “iliberal” – como lo calificó con acierto Cándido Joanicó – era evidente: si los españoles permanecían en el exterior, sus bienes serían confiscados, si retornaban, se les internaría en Purificación. Esta radicalidad estaba motivada por el peligro de la llegada de la expedición reconquistadora de Motillo, que finalmente fue a otras regiones del continente, pero molestaba, como se ha señalado, de manera notable la mentalidad del común de los montevideanos. Por otra parte, también es claro que el caudillo tenía ya en la cabeza la solución que daría al problema de la tierra en su reglamento del mes de julio, y quería disponer de la mayor cantidad de tierra que le fuera posible. Aunque ya no acontecían los abusos y excesos de la época anterior, el dominio artiguista era crecientemente percibido por una parte cada vez más extensa de la población de la capital como una tiranía.
La renuncia del Cabildo a obedecer estas órdenes determinó que la correspondencia del caudillo adquiriera un tono cada vez más autoritario. Ya había advertido, al ordenar la sustitución de autoridades, que los “padres de la Patria” debían ser “más inexorables por su deber. De lo contrario aun me sobran fuerzas para firmar su exterminio”. Y en julio, escribía a Rivera en estos términos:

Dígame Ud. por Dios, en qué consiste que los europeos no salen de ese pueblo, y que han tanta inacción en el que no advierto un solo rasgo que me inspire confianza. El gobierno me muele con representaciones, pretextando mil conveniencias, los particulares lo mismo; de modo que me hacen creer que entrando en esa plaza todo se contamina. De aquí nace la falta de uniformidad en la opinión. Unos acribillan a otros con sarrecenismo y esparanismo, todo se entorpece y la causa es la que padece. Con esta fecha doy mi última providencia y digo al Cabildo y a Barreiro lo conveniente; y si no veo un pronto y eficaz remedio, aguárdeme el día menos pensado en esa. Pienso ir sin ser sentido, y verá Ud. si me arreo por delante al gobierno, a los sarracenos, a los porteños y a tanto malandrín que no sirven más que para entorpecer los negocios. Ya estoy tan aburrido que verá Ud. cómo hago una alcaldada y empiezan los hombres a trabajar con más brío.

Las formas liberales del Protector en 1813 poco a poco se fueron quedando a un lado, y el caudillo aparecía cada vez más autoritario. En este clima de creciente desencuentro entre la acción del Cabildo – y del propio Miguel Barreiro – y el caudillo, se adoptaron sin embargo algunas medidas importantes: el territorio provincial se dividió en 6 departamentos, se reorganizó el Consulado de Comercio, se tomaron medidas contra el sacrificio de vientres vacunos y fuga de ganados hacia Portugal por vía del contrabando, se difundió la vacuna antivariólica, se fundó la primera biblioteca pública (sobre la donación de libros realizada por el padre José Manuel Pérez Castellanos), cuyo director fue Dámaso Antonio Larrañaga, y se fundaron dos escuelas públicas y gratuitas, una en Montevideo y otra en Purificación. Se fundó la Casa de Comedias, inaugurada con una obra de Bartolomé Hidalgo titulada Sentimientos de un patriota.

### El Reglamento de Tierras
El Cabildo Gobernador, necesitado de fondos, había seguido una política fiscal muy severa que provocaba la disconformidad de los comerciantes e industriales. A la misma se opuso Artigas (“la sola voz contribución me hace temblar”, llegó a escribir), pero en compensación, estrechó al máximo el cerco sobre los extranjeros y orientales enemigos de la revolución a efectos de hacerse con una importante masa de bienes raíces. Se ordenó decomisar los buques de extranjeros que estaban en la bahía cargados de cueros y otros efectos y se ordenó la expropiación del ganado perteneciente a los emigrados. Con esta base económica el caudillo abordó el viejo problema del “Arreglo de los campos”, en lo que se considera su medida económica y social más trascendente.
La propiedad de enormes latifundios por parte de destacados personajes de Montevideo, el fenómeno de los pequeños productores rurales que trabajaban en los campos que no les pertenecían a título de meros ocupantes y la falta de definición de la propiedad de los ganados eran fenómenos que se arrastraban desde tiempos de la Colonia, y que el gobierno de Montevideo de aquella época había tratado de “arreglar” a través de la acción de Félix de Azara, del que Artigas había sido colaborador. A estas indefiniciones había que agregar la situación de extrema inseguridad reinante en la campaña, recorrida por gauchos sin ocupación fija y, desde el estallido de la revolución, por partidas de desertores y gente armada que campaneaba por sus fueros.
Artigas abordó este tema fundamental, porque de él dependía en gran proporción la sociedad que iba a crearse, con dos objetivos básicos: primero, generar condiciones de seguridad que permitieran el normal desarrollo de las faenas rurales, y el segundo, asentar en la tierra a los gauchos y demás población trashumante y convertirlos en pequeños productores. Para que ello fuera posible, era necesario contar con una masa de tierra a repartir, con ganado e instrumentos de labranza y con la decisión política de desconocer el derecho de propiedad que sobre esas tierras y ese ganado tenían los enemigos de la revolución. Este objetivo social fue uno de los fundamentos esenciales del acoso del caudillo a los españoles y demás desafectos.
En línea de acción, expresada en el Reglamento provisorio de 1815 de la campaña y seguridad de sus hacendados aprobado en Purificación por Artigas el 10 de septiembre de 1815, generó, más allá de sus disposiciones concretas y de la polémica sobre su aplicación, una gran distancia entre dos concepciones del proceso revolucionario. Por un lado, las de las clases altas de Montevideo, que veían en él la emancipación del yugo colonial, pero que pretendían mantener, con mínimos cambios, la estructura social preexistente, que les permitiera conservar sus privilegios. Y por el otro, la de la población rural en armas, que aspiraba legítimamente a una redistribución de los bienes, y en particular de la tierra, para mejorar su situación en la nueva sociedad. Esta dicotomía se centró básicamente en la propiedad, para aquellos, esta era, de acuerdo con las concepciones del liberalismo burgués y revolucionario, uno de los más sagrados derechos naturales del hombre, y debía ser respetada por encima de toda consideración. De ahí que la expropiación forzosa de los bienes de españoles en Montevideo. Para las clases postergadas del medio rural, en cambio, no tenía sentido el combate contra los “godos” (realistas montevideanos) si, expulsados estos, iban a seguir viviendo como antes. La revolución, y aunque difícilmente se lo plantearían en estos términos, debía significar una alteración social profunda de la estructura colonial. Por ello, la aspiración del reglamento terminó por separar de manera definitiva a Artigas, respecto de los propietarios y comerciantes que en un principio lo habían acompañado.
La base del plan de Artigas consistió en utilizar los bienes de los enemigos “no sólo los españoles sino de todos aquellos que se opusieran abiertamente al proceso revolucionario” y repartirlos entre la población rural, a efectos de aferrarlos a la tierra, darles un lugar en el sistema social que se estaba creando y hacer que tuvieran algo propio que defender.
El reglamento artiguista puede dividirse, al comprender su estudio, en dos partes, perfectamente diferenciadas en su denominación: por un lado, el fomento de la campaña, y por el otro, la seguridad de sus hacendados.
El texto comienza con una división administrativa de la provincia (o de la parte de ella situada al sur del Río Negro) y la creación de una burocracia jerarquizada encargada de aplicar las disposiciones. Ese territorio se dividía en cuatro circunscripciones administrativas (luego ampliadas a cinco); en cada una de ellas se nombraban jueces pedáneos que vigilaran la distribución de las tierras y los demás instrumentos y el cumplimiento de las obligaciones establecidas por parte de los beneficiarios. Estos jueces eran dependientes de los subtenientes de provincia, los cuales, a su vez, dependían del alcalde provincial, y este del Cabildo Gobernador.
Se constituía luego una masa de tierra a repartir formada por las tierras realengas (o sea, de propiedad pública) y las expropiadas a “todos aquellos emigrados, malos europeos y peores americanos”, salvo que hubiesen recibido el beneficio de un indulto. Se incluían todos los terrenos desde 1811 hasta la entrada de los orientales en Montevideo (1815) hubiesen sido vendidos o donados por los sucesivos gobiernos; si la venta hubiese sido hecha en beneficio de extranjeros, se dispondría de todo el terreno; si se hubiese hecho, en cambio, a favor de un oriental, se compensaría a su propietario expropiado con una suerte de estancia. Por estas expropiaciones no se pagaba indemnización alguna, pero se especificaba que si el confiscado tenía hijos, se reservaría a estos lo necesario para su manutención. El ganado de las tierras decomisadas serviría al mismo fin, al igual que aquel que no tuviese dueño establecido.
Esta tierra y estos ganados serán repartidos sin costo a favor de quienes se presentaran como aspirantes. El orden de preferencia esta claramente especificado en un pasaje que ha sido comentado y elogiado de manera abundante:
El Sr. Alcalde Provincial y demás subalternos […] revisarán, cada uno en su respectiva jurisdicción, los terrenos disponibles y los sujetos dignos de esta gracia, con la prevención de que los más infelices serán los más privilegiados. En consecuencia, los negros libres, los zambos de igual clase, los indios y los criollos pobres, todos podrán ser agraciados con suertes de estancia si con su trabajo y hombría de bien propenden a su felicidad y a la de la provincia.
Se establece luego que tendrán preferencia las viudas pobres con hijos, los casados a los solteros y los americanos a cualquier extranjero. Este criterio de preferencias de carácter eminentemente social ha sido presentado como la expresión máxima del Artigas revolucionario y justiciero. En realidad el Reglamento no hace sino recoger una vieja fórmula del derecho español, aplicado cuando se procuraba probar un área determinada.
Lo que le confiere, sin duda, carácter revolucionario no es la mera enunciación de esa fórmula, sino las circunstancias particulares del caso: aquí no se trataba de fomentar la población de territorios vírgenes, sino que se estaban expropiando tierras de personas concretas y repartiéndoselas entre los pobres. Es ese factor lo que explica la renuencia del Cabildo Gobernador a cumplir estas disposiciones del Reglamento y la convicción de la clase propietaria de que se estaba frente a un despojo liso y llano (Francisco Bauzá más de medio siglo más tarde, todavía empleaba este calificativo). El traslado de la propiedad de amplias áreas de tierra desde sus antiguos dueños confiscados al poblerío rural adquiere un carácter revolucionario que no se puede desconocer.
Conviene observar también que los esclavos quedaban fuera de todo beneficio (se había de los “negros libres” y de los “zambos de igual clase”). Su indiferencia ante la institución de la esclavitud es la más seria contradicción del Artigas revolucionario.
Cada beneficiado recibiría una suerte de estancia, que comprenderá una legua y media de frente por dos de fondo (unas 10.800 cuadras). Estas medidas no serían tomadas en sentido estricto, sino que podrían modificarse de tal forma de asegurar linderos fijos que evitaran problemas y aguadas para todos. Junto a la tierra cada beneficiario recibirá siempre sin costo, un número de cabezas de ganado no especificado (las que se pudieran reunir, repartidas “con igualdad”) y otros instrumentos de labranza. A su vez, el favorecido debía cumplir ciertas exigencias: en el término de dos meses debía constituir un rancho y dos corrales, con un mes de tolerancia. La omisión determinaba la pérdida del beneficio. Por supuesto, "los bienes recibidos no se podrán vender ni enajenar hasta el arreglo formal de la provincia".
Hasta aquí, lo que hace al fomento de la campaña. La seguridad de los hacendados estaba protegida por la creación de un cuerpo de policía de campaña. En cada circunscripción esta fuerza estaría compuesta como mínimo por ocho soldados y un sargento dependientes del alcalde provincial, y de cuatro soldados y un cabo a las órdenes de cada teniente de provincia. Le tocaría al Cabildo decidir en cada caso si esta tropa se integraría con vecinos “que deberán mudarse mensualmente” o con soldados profesionales.
El objetivo de la policía de campaña será el de desterrar a los vagabundos y aprehender malhechores y desertores. Los vagos serían remitidos al cuartel general “para el servicio de las armás”. Cualquiera que cometiese “algún homicidio, hurto o violencia con cualquier vecino de su jurisdicción” sería remitido al gobierno de Montevideo para ser juzgado.

#### Aplicación del Reglamento
Durante mucho tiempo se sostuvo en la historiografía uruguaya que el Reglamento había despertado poco interés entre la población, e incluso se suponía que se habían presentado escaso número de personas a los registros de posibles beneficiarios. Los historiadores uruguayos Lucía Sala de Touron, Julio Carlos Rodríguez y Nelson de la Torre han demostrado que no fue así, y que pese a que la aplicación de la ley artiguista fue muy breve en el tiempo, dejó en la sociedad rural oriental una marca profunda.
La población acudió a la llamada de la disposición agraria, y los interesados en recibir los beneficios fueron muchos; pero la distribución chocó con serias resistencias que dificultaron su aplicación. Por su parte, los estancieros criollos, que aspiraban a aumentar sus propiedades con las tierras de los emigrados, se constituyeron en una Junta de Hacendados e hicieron valer su influencia sobre el Cabildo para demorar y distorsionar el cumplimiento de las disposiciones artiguistas. Y por el otro, el propio Cabildo, que “recibió el Reglamento con fría y afectada aprobación”, demoró hasta donde le fue posible con el preciso objetivo de que la distribución de las tierras fuera lenta y escasa. Miguel Barreiro —delegado personal de Artigas— secundó este proceder, lo que le fue enajenando la confianza del caudillo. El Reglamento se aprobó el 10 de septiembre de 1815, y hasta noviembre del mismo año el Cabildo no designó a los funcionarios responsables de su aplicación. Estos fueron: Juan de León como alcalde Provincial, y Raimundo González, Manuel Durán, Manuel Cabral e Hilario Pintos como Subtenientes de la Provincia. A esta tardanza se sumó la defensa que el cuerpo hizo de algunos confiscados a los que consideraba neutrales y susceptibles de regresar al territorio oriental, cosa que si se probase cierta les permitiría recuperar sus bienes. Las tierras, entonces, se repartieron con morosidad e irregularidad. Una de las maniobras más comunes fue la de aceptar un arreglo entre el emigrado susceptible de confiscación y un personaje insospechable de la sociedad montevideana que aparecía como comprador o beneficiario de una donación de esas tierras. De esta forma, se las quitaba de circulación como repartibles.
Esa postura del Cabildo, expresión notoria de la disconformidad de sus integrantes respecto a la solución artiguista, distorsionó toda la aplicación de la misma; ya que ante la injustificada tardanza, los caudillos rurales artiguistas comenzaron a repartir tierras por su cuenta, al margen muchas veces de las propias disposiciones del Reglamento.
En tanto, Artigas se encontraba cada vez más radicalizado ante la actitud de los organismos de Montevideo, a los que con razones lo suficientemente valederas consideraba casi responsables de un boicot. Entonces se pronunció sistemáticamente en respaldo de esos repartos irregulares, logrando que el tema adquiriese un carácter caótico totalmente evitable.
Uno de los casos más notorios de repartos irregulares tuvo como protagonista a Encarnación Benítez, caudillo artiguista de los pagos de Soriano. Ramón de Cáceres, protagonista de los hechos, lo narraba así:

Era un pardo muy grueso, cuya figura imponía respeto, o temor. Usaba bota de medio pie y estiraba con los dedos sobre el estribo. Quisiera detallar su traje y maneras, pero me parece demasiada minuciosidad. Me contentaré con decir que, a pesar de que yo era un oficial de Artigas, le tuve miedo."

Dada la tardanza con la cual Manuel Durán se hizo cargo de sus funciones, Benítez comenzó a repartir tierra y ganado entre los suyos. Es en este reparto donde se hallan campos pertenecientes a Julián de Gregorio Espinosa, un hacendado que tenía estrecha amistad con Fructuoso Rivera. Espinosa había adquirido campos por donación de Melchor Albín, un emigrado españolista que había integrado las “partidas tranquilizadoras” en tiempos de Vigodet. El Cabildo, informado de esta situación, ordenó el desalojo de los beneficiarios y la devolución de los bienes a quien decía ser su propietario, considerado un patriota y defendido por Rivera. Encarnación hizo escribir entonces una carta a Artigas que según el historiador uruguayo Maiztegui Casas, esta carta es mejor que una biblioteca entera el para entender el concepto de los desposeídos terminan por entonces de la revolución que cargaban sobre sus espaldas:

El clamor general es: nosotros hemos defendido la patria y las haciendas de la campaña, hemos perdido cuanto teníamos, hemos expuesto nuestras vidas  (…) ¿Y es posible que los que desde el padre hasta el último negro en todo nos han perseguido y procurado de todos modos nuestro exterminio, sigan ellos disfrutando su mala conducta y antipatriótica versación, sean estos enemigos declarados del sistema los que ganan después de habernos hecho la guerra y tratarnos como enemigos?, ¿Son ellos los que ganan y nosotros los que perdemos? (…) El asunto es que V.E. me diga si la devolución de los campos usurpados por los Albines es de su voluntad o no; y si el Cabildo de Montevideo procede de acuerdo con V.E. o no."

Esta presunta hostilidad entre algunos caudillos artiguistas como Benítez y el pueblo rural se puede entender debido a la rústica fuerza primitiva de algunos de los caudillos artiguistas, que a pesar de ser fieles a la causa lo eran también en su indisciplina y en su alzamiento, contrarios de las disposiciones del Reglamento y el mandato de las autoridades patricias de Montevideo.
Un oficio del Cabildo Gobernador, exponiendo sus quejas contra Benítez a Artigas, muestra claramente la visión de los hacendados sobre la aplicación de este polémico Reglamento de tierras denotando claramente el conflicto preexistente entre el Cabildo doctoral y el caudillaje rural y también es un vívido registro de los conflictos de Encarnación y los hacendados:

al frente de un tropel de hombres, perseguidos por sus desórdenes, o por vagos o por sus crímenes, atraviesa los campos, destroza las haciendas, desola las poblaciones, aterra al vecino y distribuye ganados y tierras a su arbitrio (…) El arreglo de la campaña (…) le es imposible verificar mientras subsista en ella, el desertor Encarnación y los forajidos que le acompañan.”

Sin lugar a dudas, gracias principalmente a la acción de estos caudillos artiguistas este período de apogeo de la revolución es reconocido por una gran parte de la histografia uruguaya como la “dictadura paisana”. Un episodio que resulta apropiado nombrar y que da crédito absoluto a este nombre de “dictadura paisana” es el momento de la muerte de Encarnación Benítez que murió combatiendo contra los portugueses. La historiadora uruguaya Ana Ribeiro en su libro El Caudillo y el Dictador transcribe el parte del oficial portugués que le dio muerte que figura en el Archivo Artigas, cuya elocuencia merece transcribirse:

A pocos días de mi llegada traté de sorprender la división del caudillo Encarnación Benítez, azote y terror de la Colonia y de todos los pueblos de la margen izquierda del río Uruguay. Revestido este asesino de los poderes de Artigas asolaba la campaña con sus degollaciones, cuya historia no puede oírse sin horror. Tomé mis medidas y al amanecer del 25 me halle sobre su campo en la costa del río de San Juan. Se puso en defensa con su destacamento de 140 soldados de caballería, pero nuestros escuadrones los arrollaron y batieron en pocos minutos. Encarnación, un fraile que lo acompañaba en sus correrías y algunos soldados quedaron en el campo; los demás fueron prisioneros, a excepción de unos pocos que se escondieron en el bosque. V.E. no podrá formar una idea del contento y alegría de este pueblo y de todos sus habitantes por la muerte de Encarnación y destrucción de sus fuerzas. El pueblo se iluminó por tres días y todos corrieron con placer a ver el cadáver de aquel monstruo; tal era el terror que había infundido en estas comarcas la barbaridad de este hombre sanguinario.

Algunos escritores aseveran que esta es una nueva versión de la llamada "Leyenda Negra" antiartiguista, pero lo que es cierto es que los oficiales portugueses luego de las batallas en sus oficios cuando describían las cifras de pérdidas del bando portugués y del bando artiguista estas cifras solían ser altamente desproporcionadas. Como tal lo demuestra el historiador Eduardo Acevedo Díaz, ya que según los partes de batalla portugueses unos 1000 artiguistas fueron muertos o capturados en la campaña de las Misiones Orientales y 2 en las filas portuguesas; 280 muertos en lbirocay y 2 portugueses; en la batalla de Carumbé murieron 600 orientales y 26 portugueses, cifras que son —lógicamente— absolutamente risibles. A pesar de esto, es de suponer que existía una gran problemática entre el pueblerío rural y algunos caudillos artiguistas que adoptaban medidas totalmente contraproducentes y totalitarias que resultaban perjudiciales a la causa revolucionaria.

### Reglamento de aduanas

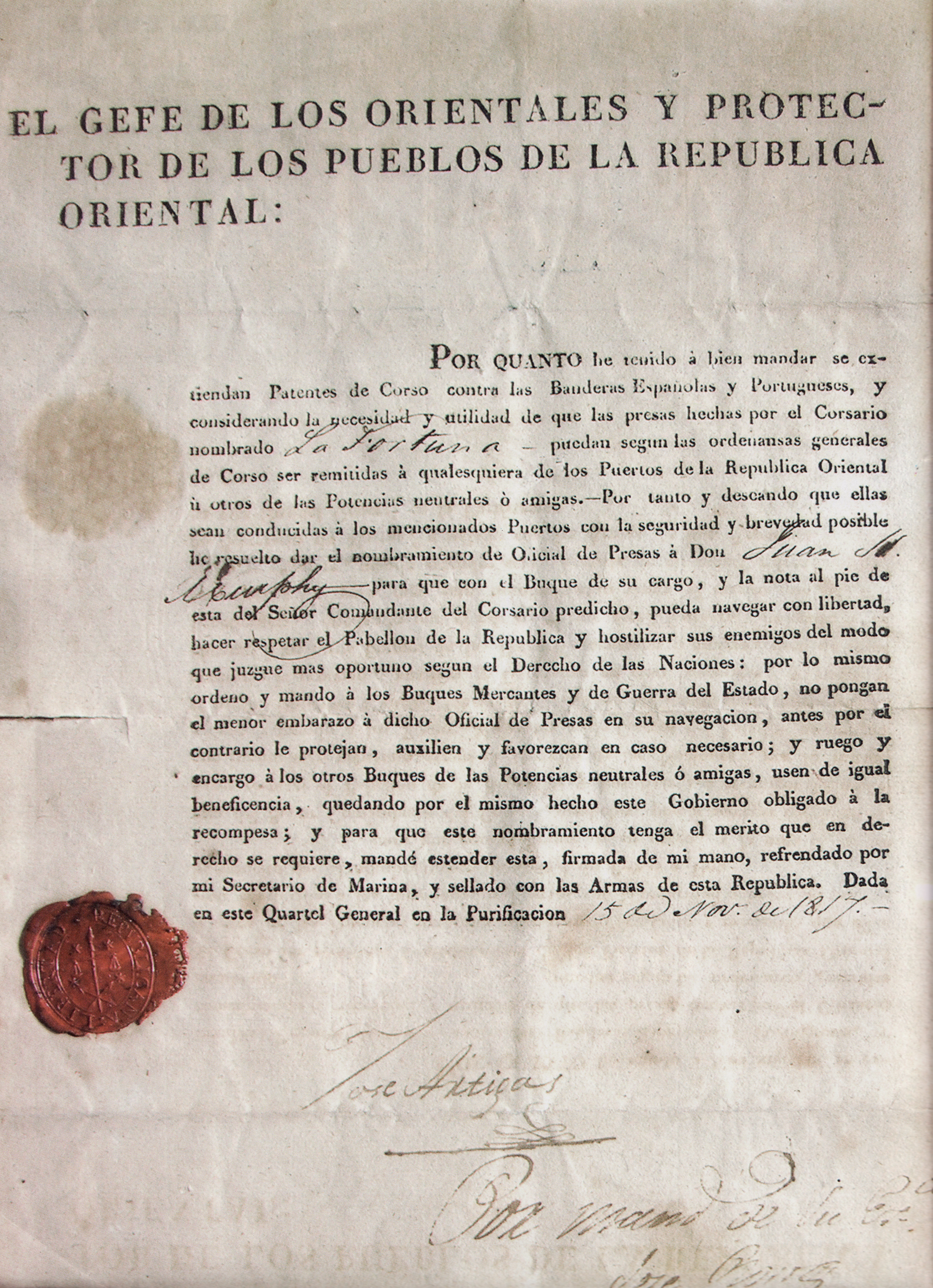
Parte del Reglamento de Aduanas.

El intento más serio de construir una política económica común en el Protectorado la realizó Artigas con su aprobación del Reglamento Provisional de Aranceles, o Reglamento de Aduanas, aprobado el 9 de septiembre de 1815 en Purificación.
En este el caudillo consolidó un cambio de criterio que la realidad le había demostrado como necesario en materia comercial. Del libre comercio predominante en las Instrucciones del año XIII, paso a un definido proteccionismo, que definirá la política de todos los gobiernos federales del área hasta la ley de Rosas de 1835. Esta evolución señala el pasaje del caudillo provincial que era Artigas en 1813 al gobernante de un área amplísima que llegaba hasta zonas muy alejadas de los puertos, en las que existía un desarrollo artesanal que creía necesario proteger.
El Reglamento establecía que en los puertos de la Confederación (Liga Federal) la tasa por importación de las mercaderías extranjeras sería del 25% sobre su valor de venta. Si los artículos eran de consumo popular (tabaco negro, papel, azúcar, carbón de piedra, losa, vidrios) pagarían un 15%; en cambio, si eran competitivos con lo que se fabricaba en la zona los aranceles oscilarían entre un 30 y 40% (caldos y aceites, ropas hechas, calzado, etcétera). Si los productos eran importados de algún país americano el arancel bajaba verticalmente al 4%; un 5% pagarían productos provenientes de otras regiones de las Provincias Unidas que fueran competitivos con la producción local (nueces y pasas de San Juan, lienzos y algodón de La Rioja y Catamarca, yerba y tabaco del Paraguay, ponchos, jergas, aperos, harinas y trigos. Algunos productos estaban libres de todo arancel y podían introducirse libremente, por considerarse de gran necesidad: máquinas e instrumentos de ciencia y arte, libros, imprentas, pólvora (aunque José Artigas construyó una fábrica de pólvora en Misiones para terminar con la dependencia de este producto), azufre, salitre, medicinas, armas, plata y oro.
Las exportaciones estaban gravadas con un 4% de impuesto con excepción de los cueros, que pagarían un 6% más un real por unidad. La exportación de objetos de plata y oro se recargaba con un 8%; lo mismo pagarían los cueros de nutrias y venados, el sebo, los cueros y las chapas. Se podrían exportar libremente, sin pagar arancel, las harinas y galletas fabricadas en el área. Se establecía que los buques que hubieran pagado las tasas correspondientes en cualquiera de los puertos del protectorado quedarían eximidos de pagarlas nuevamente en otros.
Reyes Abadie, Bruschera y Tabaré Melogno, en su obra El ciclo artiguista, afirman que se creaba así una unión aduanera que ascendía a las provincias de la Liga Federal de la categoría de alianza ofensivo-defensiva a la de unidad económica. Todo este tráfico comercial se canalizaba a través de los puertos de la Banda Oriental, y fundamentalmente a través de Montevideo, que vivió en aquellos meses momentos de gran prosperidad.

### Las políticas para los pueblos indígenas
La resistencia de las oligarquías blancas urbanas a la integración del indígena, mezcla confusa de desprecio y terror no era solo patrimonio del patriciado de las capitales portuarias. Fue este un punto donde no existió siempre entendimiento entre Artigas y los caudillos militares del litoral, singularmente con los de las zonas correntinas y santafecinas. El recuerdo de las antiguas tropelías de las tribus salvajes y las fuerzas artiguistas, causaba rechazo y prevención, en la cual se estrellaban las buenas razones de Artigas.
El 3 de mayo de 1815 escribía al Gobernador de Corrientes, indicando las pautas para una nueva conducta.
El derrotismo, despilfarro y corrupción de los administradores de los pueblos de los indios, legado que pesaba sobre las reducciones indianas desde los inicios de la colonización, conductas que el Protector no las creía extrañas, por ser, “conductas tan inveteradas” (conductas tan arraigadas), que ya era necesario de una vez y por todas borrar, en la inteligencia de que “lo que dicta la razón y la justicia es que los indios nombren los administradores ellos mismos” según el mismo Artigas. Importa más que la medida —y la recomendación al Gobernador de que visitase personalmente las reducciones, para inspeccionarlas y “servirle de satisfacción y de consuelo al ver los pueblos su dependencia en sosiego”— las razones en que se funda:

Yo deseo que los indios, en sus pueblos, se gobiernen por sí, para que cuiden sus intereses como nosotros los nuestros. Así experimentaran la felicidad práctica y saldrán de aquel estado de aniquilamiento a que los sujeta la desgracia. Recordemos que ellos tienen el principal derecho y que seria una degradación vergonzosa para nosotros, mantenerlos en aquella exclusión vergonzosa que hasta hoy han padecido, por ser indianos. Acordémonos de su pasada infelicidad y si esta los agobio tanto, que han degenerado de su carácter noble y generóso, enseñémosles nosotros a ser hombres señores de sí mismos. Para ellos demos la mayor importancia a sus negocios. Si faltan a sus deberes, castígueseles; servirá para; servirá para que los demás se enmienden, tomen amor a la Patria, a sus pueblos y a sus semejantes.

Las palabras, pronto se convertirían en obras. En 1816, el Protector iniciaba en Purificación un ensayo de nucleamiento y colonización, con indígenas guaycurúes y abipones, tribus ambas procedentes del norte chaqueño. El 22 de junio ya estaban los guaycurúes “reducidos a nuestra sociedad”, ya en esa fecha, llegaban al Cuartel General cuatrocientos indios abipones “con sus correspondientes familias y sus cuatro caciques”, a los que “he podido traer” —dice Artigas— por intermedio de su “principal José Benavídez”. El 2 de enero, había escrito al Gobernador de Corrientes, comunicándole el propósito del tal José Benavídez de “recoger sus familias del otro lado y traer todos los naturales que puedan y quieran pasarse a esta Banda”, pidiéndole, entre tanto, “se le asigne un lugar donde pueda permanecer con sus naturales y sus familias, sin prejuicio del vecindario y con utilidad de ellos propios”. En la nota del 9 de enero, replica a las quejas del Gobernador, e informa que ya marcharon algunos a la otra Banda para atraer los futuros colonos. “Si mi influjo llegase a tanto, agrega, que todos quisieran venirse, y los admitiría gustosamente. V.S. hágales esta insinuación, que yo cumpliré con mi deber”; si, en cambio, continúan en sus correrías, el Gobierno debe reducirlos. Pero, sentenciosamente, agrega, trazando un esquema vigoroso de las posibilidades de colonizar con la mano de obra indígena sobre los yermos campos de los enemigos:

Cuando los indios pasan del otro lado es por vía de refugio y no de hostilización. En tal caso ellos estarán sujetos a la ley que V.S. quiera indicarles, no con bajeza y con un orden posible a que ellos queden remediados y la Provincia con esos brazos más a robustecer su industria, su labranza y su fomento. Todo consiste en las sabias disposiciones del Gobierno. Los indios, aunque salvajes, no desconocen el bien y aunque con trabajo, al fin bendecirán la mano que los conduce al seno de la felicidad, mudando de religión y costumbres. Este es el primer deber de un magistrado, que piensa en cimentar la pública felicidad. (...)
V.S., encargado de ella, podrá, de tantos enemigos como tiene el sistema y emigrados, señalarles un terreno de esos individuos donde se alimentasen y viviesen bajo un arreglo, siendo útiles a si y a la Provincia, según llevo indicado. V.S. adopte todos los medios que exige la prudencia y la conmiseración con los infelices y hallará en los resultados, el futuro de su beneficencia.

Además de constituir pueblos para la población indígena el Caudillo pidió al Cabildo Gobernador que les enviase “útiles de labranza, arados, azadas, algunos picos y palas, igualmente algunas hachas, para que empiecen estos infelices a formar sus poblaciones y emprender sus tareas”, debido a estas políticas, un gran número de indígenas emigró hacia la Banda Oriental, a pesar de las dificultades imperantes, propiciadas por algunas autoridades.

## El ocaso de la Revolución

### Invasión Luso-Brasileña

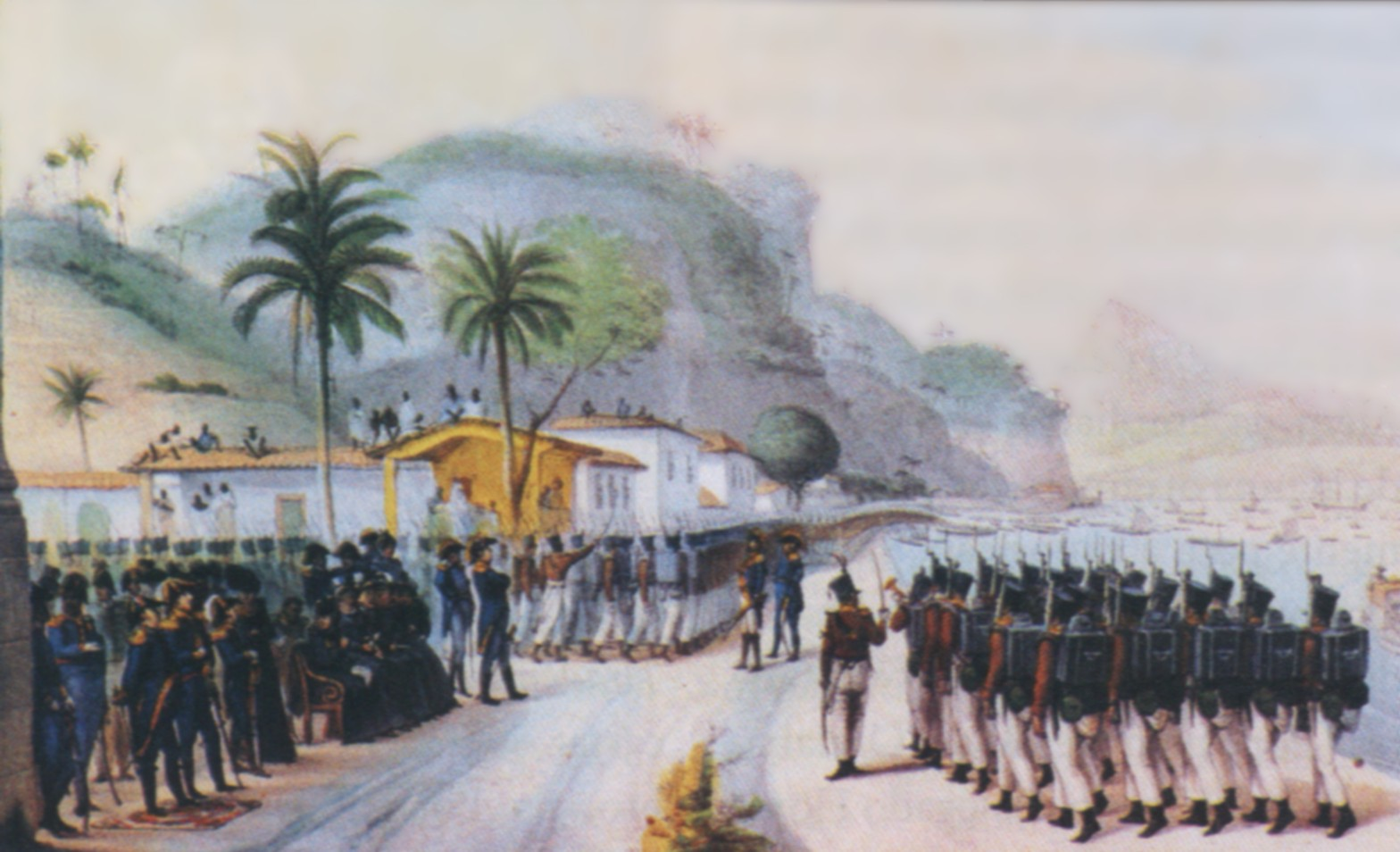
Embarquement des troupes a Prahia Grande pour I´Expedition contra Monte Video (1816), de Jean-Baptiste Debret, muestra como el rey Juan VI pasa revista a sus tropas destinadas a la invasión de la Banda Oriental, el día de su cumpleaños.

Portugal, históricamente, siempre ha tenido intenciones de hacerse con el territorio de la Banda Oriental desde los inicios mismos de la colonización de América del Sur. Desde la signatura del Tratado de Tordesillas de 1494 —donde los lusitanos aprovecharon el desconocimiento sobre la ubicación exacta de la línea demarcatoria, que separaba las posesiones de ambos imperios, para extenderse continuamente hacia el Sur y hasta el Oeste—, continuando con la fundación en 1680 de Colonia del Sacramento por parte del portugués Manuel Lobo e incluso la conquista de las Misiones Orientales por parte del guerrillero José Francisco Borges do Canto en 1801, mientras se desarrollaba la guerra de las Naranjas.
Sin embargo, esta incursión tuvo sus particularidades respecto de sus predecesoras. Primeramente, no fue efectuada por el Imperio portugués propiamente dicho sino por el Reino Unido de Portugal, Brasil y Algarve, denominación que recibieron los dominios lusitanos tras el Congreso de Viena de 1815. En dicho Estado, más precisamente en Río de Janeiro, se hallaba asentada la corte portuguesa tras la mudanza de 1808 desde Lisboa. Este hecho cambió sustancialmente la visión geopolítica de los gobernantes luso-brasileños, quienes vieron con buenos ojos la ocupación de la Banda Oriental con el fin de darle una salida marítima a los productos del Sur del imperio, entre otras causas.
En el período temporal que va desde 1812 —cuando, tras la efectivización del Tratado Rademaker-Herrera, las tropas portuguesas que solicitó el virrey Francisco Javier de Elío se retiran de la Banda Oriental— hasta 1816, cuando se inicia la Invasión Luso-Brasileña, Artigas se había convertido en el principal líder de la Banda Oriental y una de las cabezas más importantes dentro de la constituida Liga Federal. Río de Janeiro no veía estos sucesos con buenos ojos; de hecho, consideraban que la vorágine que vivía la Banda Oriental, sumado al extremismo de Artigas, eran causales más que suficientes para incursionar militarmente. El Reglamento Provisorio de Tierras de 1815 —por el cual se decomisaban las tierras de los "malos europeos y peores americanos", es decir, los enemigos de la Revolución— dio el golpe final para que los luso-brasileños ejecutasen finalmente la irrupción militar.
El contraste entre ambas fuerzas era abismal. Carlos Federico Lecor, comandante de las fuerzas incursionistas, poseía bajo su mando entre 12.000 a 16.000 hombres. Cabe destacar que una cantidad considerable de estos soldados (unos 5.000 portugueses) poseían ya experiencia previa en las Guerras Napoleónicas. Artigas, en cambio, contaba con 6.000 hombres, los cuales no eran soldados profesionales sino básicamente indígenas y gauchos armados. La incursión comenzó en agosto de 1816, cuando una vanguardia al mando de Pinto de Araújo ingresó al territorio oriental. Este contingente se dividió en dos columnas: la Columna del Este, comandada por el mariscal Silveira, y la Columna del Norte, dirigida por el general Curado. Junto con ellos marchaba Lecor con 6.000 hombres más hacia Montevideo, siendo acompañado simultáneamente por una flota naval que tenía igual destino. Asimismo, Lecor dejó 2.000 hombres apostados en la frontera como refuerzo.
Ante este panorama, Artigas decidió ejecutar una táctica contraofensiva llevando la guerra a territorio luso-brasileño, más precisamente a las Misiones Orientales. Además, contaba con el apoyo del cónsul de Estados Unidos, Thomas Lloyd Halsey, quien emitió patentes de corsario a varios buques artiguistas. Dichas embarcaciones actuaron en el mar Caribe, Mediterráneo y el Atlántico contra el tráfico mercantil español y portugués.
En un comienzo la argucia artiguista dio resultados, reflejados estos en las victorias de Andrés Guazurary y José Antonio Berdún en la batalla de Santa Ana. La perspectiva mejoraría para los soldados luso-brasileños en las batallas de San Borja, Ibirocahy, India Muerta y Carumbé, y los soldados artiguistas, aunque quisieron revertir la situación con victorias como las de Sauce y Pablo Páez, no lo pudieron lograr.
En Buenos Aires, en tanto, el gobierno dirigido por Juan Martín de Pueyrredón tampoco veía con buenos ojos la influencia de Artigas en las provincias de la Liga Federal y su intransigencia ante el gobierno que encarnaba. Por ello, consideró a la invasión como un buen elemento neutralizador de Artigas y su influjo. Muestra de ello es el episodio en el cual el gobierno artiguista de Montevideo, representado por Miguel Barreiro, y el Cabildo enviaron a dos emisarios —Juan Francisco Giró y Juan José Durán— a Buenos Aires para solicitarle a Pueyrredón su amparo a la lucha artiguista. El gobernador porteño les ofreció un tratado mediante el cual enviaba ayuda para Artigas si este reconocía su autoridad, es decir, correspondería a abandonar la lucha por la autonomía federalista. Giró y Durán lo firmaron, pero Artigas desconoció el tratado argumentando que:

El Jefe de los Orientales ha manifestado en todo tiempo que ama demasiado a su patria, para sacrificar este rico patrimonio de los orientales al bajo precio de la necesidad.José Gervasio Artigas, 26 de diciembre de 1816.

Estos términos, extremistas y ofensivos para Durán y Giró, determinó que se alejaran de su causa. 1817 no traería buenasnuevas para el ejército artiguista, ya que las derrotas se continuaban sucediendo. Muestra de ello son las batallas de Arapey y Catalán, además de la entrada de Lecor en Montevideo, quien fue recibido con honores por parte de Dámaso Antonio Larrañaga y Jerónimo Pío Bianqui, el 20 de enero de ese año. Sin embargo, los revolucionarios continuaban dando muestras de resistencia en la campaña oriental, donde se sometió a los ocupantes a la guerra de guerrillas y la Guerra de Recursos —desabastecimiento de Montevideo y las tropas luso-brasileñas—.
En agosto de 1817, Artigas firmó en Purificación con el diplomático inglés Edward Frankland un Tratado de Libre Comercio, mediante el cual se establecía dicho régimen entre "los vasallos de Su Majestad Británica y puertos de la Banda Oriental del Río de la Plata". Lo que pretendía Artigas con este convenio era terminar con el control que ambicionaba Buenos Aires sobre los ríos interiores, como el Uruguay y el Paraná. Artigas no se encontraba entonces en su mejor momento anímico, debido a las derrotas sufridas y la ida de algunos caudillos que colaboraban con su causa hacia Pueyrredón. De este hecho testimonia esta carta:

La situación de Artigas en la actualidad se presenta tan peligrosa como se lo exponía en mi última carta; la mayoría de sus principales oficiales están descontentos y en secreta comunicación con este gobierno (Buenos Aires), y si los portugueses comienzan la próxima campaña con energía es difícil saber cómo se defenderá. Artigas habló con desaliento de su situación al oficial que envié con la carta. Lamentó haber abandonado a los españoles, pero dijo que sus dados estaban echados y, de acuerdo con sus ideas, rehusó toda sugestión del gobierno portugués para ganarlo a sus intereses.
Comodoro William Bowles al Almirantazgo Británico, agosto de 1817.

Sin embargo, pese a esta situación y de tentativas luso-brasileñas de colaborar con su causa —como testimonia la correspondencia de Bowles—, Artigas aún contaba con el apoyo de caudillos como Francisco Ramírez y Estanislao López. Finalmente, el 13 de noviembre de 1817 oficializó, por medio de una nota redactada probablemente por José Benito Monterroso, la lucha a dos frentes: contra los luso-brasileños y contra los bonaerenses de Pueyrredón.

Hablaré por esta vez y hablaré para siempre. Vuestra Excelencia es responsable ante la Patria de su inacción y perfidia contra los intereses generales. Algún día se levantará ese tribunal severo de la Nación, y administrará justicia equitativa y recta para todos.
José Gervasio Artigas, oficio de noviembre de 1817.

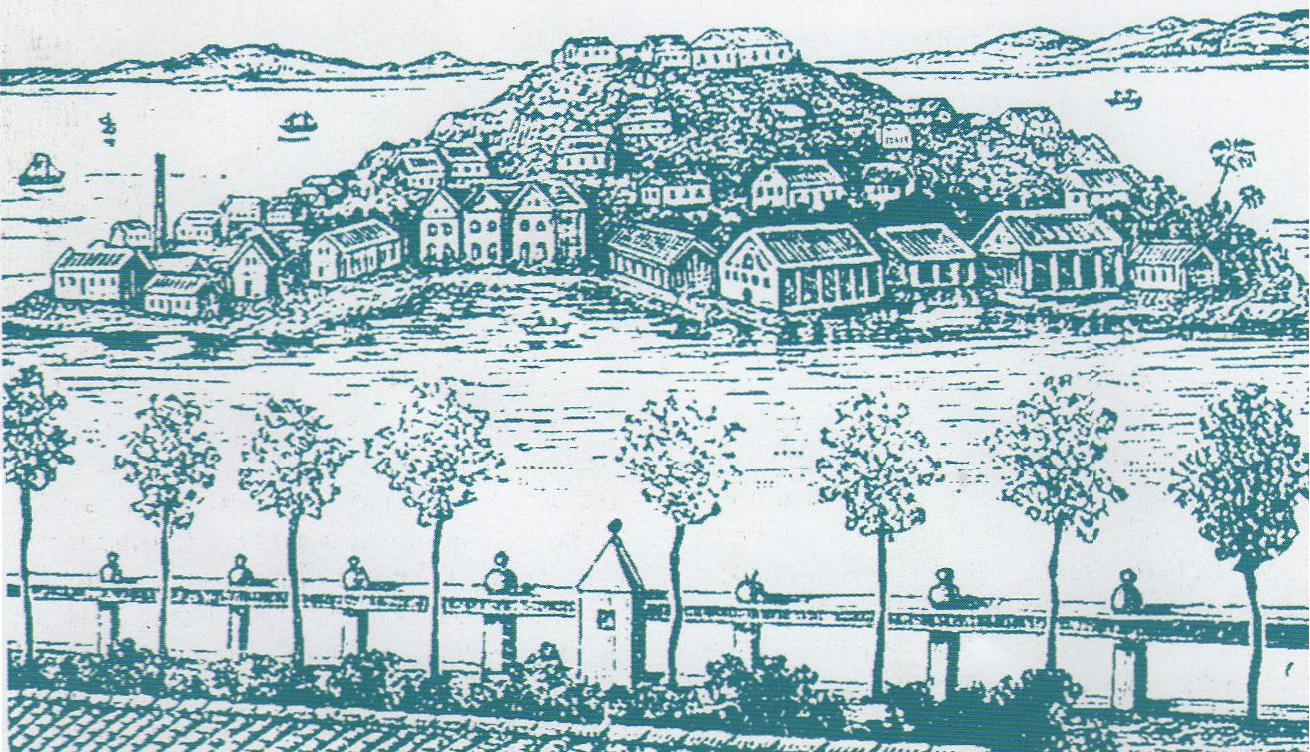
La Ilha das Cobras, situada al Suroeste de la ciudad de Río de Janeiro, sirvió de prisión para los oficiales artiguistas capturados, como Bernabé Rivera, Andrés Guazurary y Juan Antonio Lavalleja.

Entre tanto, las bajas continuaban. Continuaba la fuga de jefes artiguistas, desmoralizados por la obstinación de Artigas, y otros como Bernabé Rivera, Fernando Otorgués, Juan Antonio Lavalleja y Andrés Guazurary continuaban fieles, pero se encontraban encarcelados en la Ilha das Cobras, en Río de Janeiro. Sin embargo, pese a encontrarse diezmados como estaban, las fuerzas artiguistas lograron algunas victorias como la de Guaviyú, Chapicuy y Queguay Chico, llevadas a cabo entre mayo y julio de 1818, donde Fructuoso Rivera jugó un papel capital. Rivera, un combatiente particularmente virtuoso, realizó la Retirada del Rabón —donde, superado enormemente por el número de combarientes luso-brasileños, pudo retirarse perdiendo solo seis hombres tras diez horas de combate— pero fue finalmente derrotado en la batalla de Arroyo Grande.
Un año después, en 1819, las tropas artiguistas se encontraban en franca depauperación. Solo resistían en el Norte de la Banda Oriental, y desde allí Artigas intentó un nuevo contraataque a las Misiones Orientales hasta que, en la batalla de Santa María, venció a las tropas luso-brasileñas. Un mes después, en enero de 1820, se desató la batalla de Tacuarembó, que marcaría el principio del fin de la Revolución Oriental. Los 2.000 soldados que comandaba el artiguista Andrés Latorre, fueron derrotados, lo que tuvo consecuencias nefastas para los patriotas, ya que tras esa batalla el ejército de ocupación acabaron con la resistencia en la Banda Oriental. Fructuoso Rivera, el único jefe de importancia que aún se encontraba en territorio oriental, pero rodeado por el enemigo, negoció con el jefe del invasor, Bento Manuel Ribeiro, en marzo de aquel año. Así resulta, el Acuerdo de Tres Árboles, a orillas del río Queguay Grande, del paraje Tres Árboles (en los actuales campos de la  estancia Buen Retiro, en las cercanías de Pueblo Morató, Departamento de Paysandú). Don Frutos, quien había licenciado a parte de su ejército patrio, para evitar un enfrentamiento inútil, le propone para garantizar la paz de la Provincia Oriental, que a los orientales no se les quitara la tierra y que a él, se lo designase jefe de la campaña. La población, ya cansada de la lucha y con los recursos agotados, acogió favorablemente, que Carlos Federico Lecor, aceptara la propuesta de Rivera. Las consecuencias de la guerra fueron gravísimas: según estimaciones, por lo menos el 6% de la población de la Banda Oriental —4.000 personas, de un total estimado de 65.000 habitantes— fallecieron en la contienda.

### Guerra entre Artigas y Ramírez
El 27 de febrero de 1820 Ramírez envió a Artigas una carta en términos afectuosos, en la cual incluía el texto del Tratado de Pilar y le decía que la alegría de este pueblo y su reconocimiento hacia el autor de tantos bienes es inexplicable. Pero casi al mismo tiempo, Ramírez escribía a su medio hermano Ricardo López Jordán (padre):

Usted conoce las aspiraciones del general Artigas y el partido que tiene en nuestra provincia. Su presencia, aun después de los continuos desgraciados sucesos de la Banda Oriental podrían influir contra la tranquilidad. Procure usted por cuantos medios aconseje la prudencia conservar en el ejército los auxiliares de Corrientes, atrayéndolos, pagándoles y haciéndoseles ver que se les lleva al sacrificio por una guerra civil cuando, quedando en nuestras banderas, todo será paz y trabajar por la verdadera causa.

Al mismo tiempo Ramírez ordenó detener los 240 fusiles que Artigas enviaba a Corrientes. Bien sabía el caudillo entrerriano que el Protector no iba a aceptar buenamente el acuerdo que acababa de signar y que dejaba a los orientales prácticamente desvalidos en manos de los invasores. Artigas estuvo a la altura de sus antecedentes, respondió con una carta violentísima, en la que acusaba directamente a su hasta entonces aliado y subordinado de traición:

El objeto y fines de la convención del Pilar celebrada por V.S. sin mi autorización y conocimiento no han sido otros que confabularse con los enemigos de los pueblos libres para destruir su obra y atacar al jefe supremo que ellos se han dado para que los protegiese, y esto sin hacer mérito de muchos otros pormenores maliciosos que contienen las cláusulas de esa inicua convención, y que prueban la apostasía y la traición de V.S. [...] He de prevenirle que si no retrocede en el camino criminal que ha tomado, me veré obligado a usar la fuerza, pues yo también tengo que arrepentirme de haberlo elegido a V.S. y de haberlo propuesto al amor de los pueblos libres para que hoy tenga los medios de traicionarme.

Ramírez, que estaba preparado para la contingencia, respondió en términos no menos duros:

¿Qué especie de poderes tiene V.S. de los pueblos federales para darles la ley a su antojo, para introducir fuerza armada cuando no se le pide y para intervenir como árbitro soberano de ellos, o fue solo uno de los jefes de la Liga? ¿Por qué ha de tenernos en una tutela vergonzosa? [...] ¿Por qué extraña a V.S. que no se declarase la guerra a Portugal?. O V.S. no conoce el estado actual de los pueblos, o traiciona sus propios sentimientos. ¿Cuál es la fuerza efectiva y disponible en Buenos Aires y las demás provincias para emprender nuevas empresas después de la aniquilación a que las condujo una fracción horrorosa y atrevida? ¿Que interés hay en hacer esa guerra ahora y en hacerla abiertamente? ¿O cree V.S. que por restituirle una provincia que ha perdido han de exponerse todas las demás con inoportunidad? Aguarde V.S. la reunión del congreso, que ya se hubiera celebrado de no hallar entorpecimiento de su parte, y no quiera que sea una declaración formal con una nación limítrofe [...] la obra de dos o tres pueblos.

#### Las acciones militares en Entre Ríos
Artigas se instaló en abril en el campamento de Ávalos (cerca de Curuzú Cuatiá) en donde recibió la noticia del Tratado del Pilar e intentó respaldarse firmando el Pacto de Ávalos con los gobiernos de Corrientes y Misiones (24 de abril de 1820), que tuvo una existencia mucho más formal que real, y debió emprender su última campaña con fuerzas menguadas. Por Corrientes asistieron el gobernador Juan Bautista Méndez y el alcalde de 2.º voto del Cabildo de Corrientes, Domingo Rodríguez Méndez; por Misiones, el comandante general Francisco Javier Sití y en representación del Cabildo de Asunción del Cambay, Miguel Ariyú; y por la Banda Oriental, el comandante Gorgonio Aguiar y el propio jefe de los Orientales, José Artigas.
Artigas se hizo designar jefe de las fuerzas que deben sostener una guerra ofensiva y defensiva por la libertad e independencia de estas provincias y Protector de los Pueblos de la Liga Federal, con poder para hacer la guerra y proclamar la paz. Armó un ejército de 3.000 jinetes. Le declaró la guerra a Ramírez el 8 de mayo y avanzó sobre Entre Ríos. Ante los preparativos militares de Artigas, Ramírez regresó a Entre Ríos desde Buenos Aires, de la que partió el 23 de mayo publicando un manifiesto diciendo que salía de Buenos Aires:

(...) para escarmentar a un enemigo orgulloso que intentaba ocupar el territorio de Entre Ríos insolentado por los mismos fratricidas que quisieron ver sofocados en el Continente todo género de libertad.

Lo conminaba finalmente a abandonar Entre Ríos, que no lo quiere y no lo recibirá sino como un americano que busca su refugio sujetándose a las leyes y al gobierno que ella tiene, negándole derecho para inmiscuirse en el gobierno de territorios que tenían sus autoridades naturales.
La intención de Artigas era ocupar Concepción del Uruguay, punto estratégico frente a la Banda Oriental. Ramírez, resuelto a evitar el avance de Artigas hacia Concepción del Uruguay, salió de Paraná con una división de caballería pasando el río Gualeguay por la zona de Villaguay. Destacó fuerzas de observación sobre el Arroyo Grande al mando de Gervasio Correa, mientras que Artigas ordenó al comandante misionero Francisco Javier Sití que avanzara sobre Entre Ríos con 1.500 hombres. Las dos vanguardias chocaron en el Combate de Arroyo Grande con resultados favorables a los artiguistas, por lo que Ramírez repasó el río Gualeguay y se situó en la zona de Las Guachas. El triunfo de su vanguardia permitió que Artigas tomara Concepción del Uruguay, que fue saqueada por sus soldados.
El 13 de junio Artigas y Ramírez chocaron en la Batalla de Las Guachas, cerca del río Gualeguay (Departamento Tala), batalla que Ramírez juzgó de resultado indeciso y Artigas como un triunfo propio, ya que Ramírez se retiró a Paraná. Pero este logró rehacerse gracias a las tropas y las armás que el gobierno de Sarratea le proporcionó desde Buenos Aires, cuyo núcleo eran 220 cívicos, al mando del comandante Lucio Norberto Mansilla. Ramírez reunió 700 hombres de caballería y tres piezas de artillería y esperó la llegada de Artigas en una posición favorable en las afueras de Paraná.
El 24 de junio de 1820 se produjo la Batalla de la Bajada del Paraná: Ramírez colocó una línea de infantería y artillería al mando de Mansilla en una posición fija, desde donde podían tirar sin temer el ataque de la caballería de Artigas. A continuación, los jinetes de Artigas fueron llevados por dos veces hasta las filas de la infantería y fueron destruidos. Finalmente, los coroneles López Jordán, Gregorio Píriz, Pedro Barrenechea y Juan León Solas atacaron de lleno el campamento de los correntinos, misioneros y orientales, obligándolos a huir.
Tras su derrota, Artigas se situó luego cerca del arroyo Sauce de Luna en espera de la llegada de tropas correntinas y el repligue de algunas de las guarniciones que había dejado, mientras Ramírez enviaba emisarios a toda la provincia para reunir tropas y hostigar a las fuerzas de Artigas.
En junio de 1820 San Antonio del Salto Chico (actual Concordia) sufrió un éxodo total de sus moradores guaraníes, partidarios todos de Artigas, ante la derrota de su líder. Estos se refugiaron en la vecina orilla de la Banda Oriental atraídos por el exjefe artiguista de Mandisoví, Domingo Manduré, quien se había pasado al bando portugués y recibido de Lecor el grado de teniente coronel y comandante de un pueblo de emigrados guaraníes.
Ramírez partió de Paraná con 1000 jinetes y 300 infantes a las órdenes de Mansilla en dirección al campamento de Artigas en Sauce de Luna, derrotando el 17 de julio en el Combate de Sauce de Luna, cerca del río Gualeguay, a las fuerzas correntinas al mando de López "Chico"; y el 22 de julio logró derrotar al misionero Perú Cutí, quien contaba con 300 hombres en el Combate del Rincón de los Yuquerís. Pocos días después batió al misionero Matías Abacú en el Combate de Mandisoví. Artigas pasó el río Mocoretá perseguido por Ramírez.

#### Las acciones militares en Corrientes
El 25 de julio Francisco Javier Sití, quien fuera lugarteniente de Andrés Guazurary y desde el 5 de marzo de 1820 era el comandante general interino de la Provincia de Misiones, se pasó al bando de Ramírez, firmando el 28 de julio el Acuerdo de Mocoretá, donde reconoció a Ramírez la dirección de la provincia de Misiones, incluyendo a Mandisoví, que desde agosto de 1819 tenía un alcalde guaraní dependiente del comandante de Misiones y un comandante militar para los criollos dependiente de Entre Ríos.
Tras recibir la incorporación de Sití, Ramírez volvió a derrotar al correntino López "Chico" en el Combate de Mocoretá el 24 de julio, quien protegía con 400 hombres el camino hacia el campamento de Artigas.
El 27 de julio, Ramírez derrotó una vez más a Artigas en la Batalla de Las Tunas, en la que hizo un inteligente uso de la artillería al mando del comandante Mansilla. El propio Artigas escapó en ancas de su primogénito Manuel, siendo derrotado al día siguiente en el Combate de Osamentas.
Ramírez atacó el propio campamento de Artigas en Ávalos, cerca de Curuzú Cuatiá. Allí, el caudillo oriental aún estaba al frente aún de 600 hombres, y con apoyo del exgobernador Juan Bautista Méndez, intentó un último combate. Pero fue derrotado completamente el 29 de julio por Ramírez, Píriz, Casco y el cacique Sití, que habían sido hombres suyos, en la Batalla de Ávalos. En Ávalos cayeron prisioneros sus mejores oficiales y su secretario José Benito Monterroso, a quien Ramírez obligó a cumplir idénticas funciones a su servicio. Artigas salió de allí con solo 12 hombres. También pasaron a poder de Ramírez toda la artillería de Artigas, armas y municiones, 25 carretas y 500 bueyes.
A fines de julio había iniciado su avance por el río Paraná la flota que Sarratea le había suministrado a Ramírez, al mando del comandante Manuel Monteverde, que logró evadir un bombardeo frente a Esquina y tomó el puerto de Goya. El 3 de agosto la escuadra se apoderó en el río Corriente de los lanchones y buques de Pedro Campbell.
El capitán irlandés se vio obligado a retirarse a pie hasta Corrientes.
En sus memorias, Ramón de Cáceres recordaba que:

Era tal el prestigio de este hombre que después de destruido en Ávalos y cuando creíamos que ya no podía rehacerse, en su tránsito por Misiones, salían los indios a pedirle la bendición y lo seguían como en procesión con sus familias, abandonando sus casas, sus sementeras y sus animales. Así fue que en ocho días había reunido ochocientos hombres, con que sitiaba Cambay.

Ramírez llegó la capital misionera (Nuestra Señora de la Asunción del Cambay) que estaba siendo sitiada por Artigas con 800 hombres. Allí se hallaba Sití, con 600 misioneros resistiendo a Artigas, que estaba indignado por el cambio de bando del comandante de Misiones. Las fuerzas de Ramírez, al mando del comandante Píriz, llegaron por sorpresa, venciendo en el Combate del Cambay el 20 de septiembre de 1820 la resistencia de los dragones comandados por Matías Abucú.
Esta fue la última acción militar de Artigas: derrotado definitivamente, quedó rodeado por Ramírez, los portugueses y los Esteros del Iberá. En permanente huida hacia el norte por el territorio de Misiones, perseguido de cerca por Píriz y por Sití, se acercó a la frontera del Paraguay con 150 hombres.

#### El exilio de Artigas
Las autoridades portuguesas ofrecieron una amnistía a Artigas, con la condición de ser confinado en Río de Janeiro, pero la rechazó, lo mismo que el ofrecimiento del cónsul estadounidense en Montevideo, quien puso a su disposición los medios para trasladarse a los Estados Unidos.
Mientras sus segundos perseguían a Artigas por todo el territorio misionero, Ramírez ocupó la ciudad de Corrientes, hizo arrestar a Pedro Campbell y a Mariano Vera, y se hizo nombrar gobernador.
Artigas llegó hasta Candelaria, entonces en poder paraguayo. El 5 de septiembre de 1820 cruzó el río Paraná hacia Itapuá con un centenar de fieles y desde allí envió su espada y una carta al dictador Gaspar Rodríguez de Francia, pidiéndole que se le permitiera ingresar al Paraguay con su gente en calidad de refugiado.
El dictador paraguayo aceptó con la prescripción de que no podían acompañarlo grupos mayores de 25 personas, por lo que Artigas licenció a sus fuerzas. Al dirigirse a Asunción, Artigas llevaba por única compañía la de dos sargentos y un sirviente, el Negro Ansina, que lo acompañaría hasta su muerte. Rodríguez de Francia lo tuvo confinado un tiempo en una celda de un convento, y luego lo destinó a San Isidro de Curuguaty.

#### Final de la Revolución Oriental
Culminaba así el duro, prolongado y fulgurante Ciclo Artiguista, que con la derrota del ejército de la Provincia Oriental en la batalla de Tacuarembó, el "Acuerdo de Tres Árboles" y con el Jefe de los Orientales y Protector de los Pueblos Libres, José Gervasio Artigas, exiliado en Paraguay, el año 1820, marca el fin de la Revolución Oriental (1811 - 1820).